# Умершие в апреле 2020 года
Это список известных людей, соответствующих установленным критериям значимости (см. Википедия:Критерии значимости персоналий), умерших в апреле 2020 года.
Причина смерти указывается лишь в исключительных случаях (убийство, самоубийство, гибель в результате военных действий, смертная казнь, ДТП или несчастные случаи). В остальных случаях — не указывается.

## 30 апреля

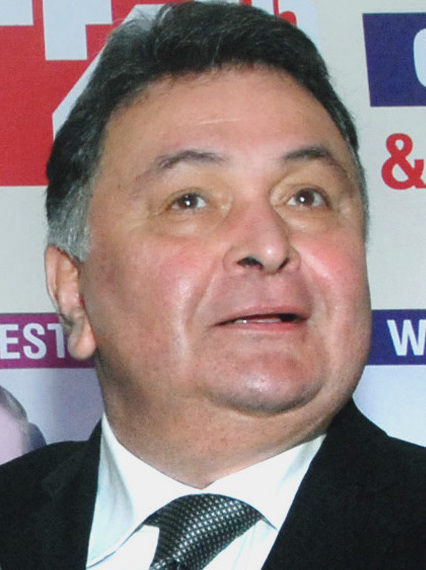
Риши Капур

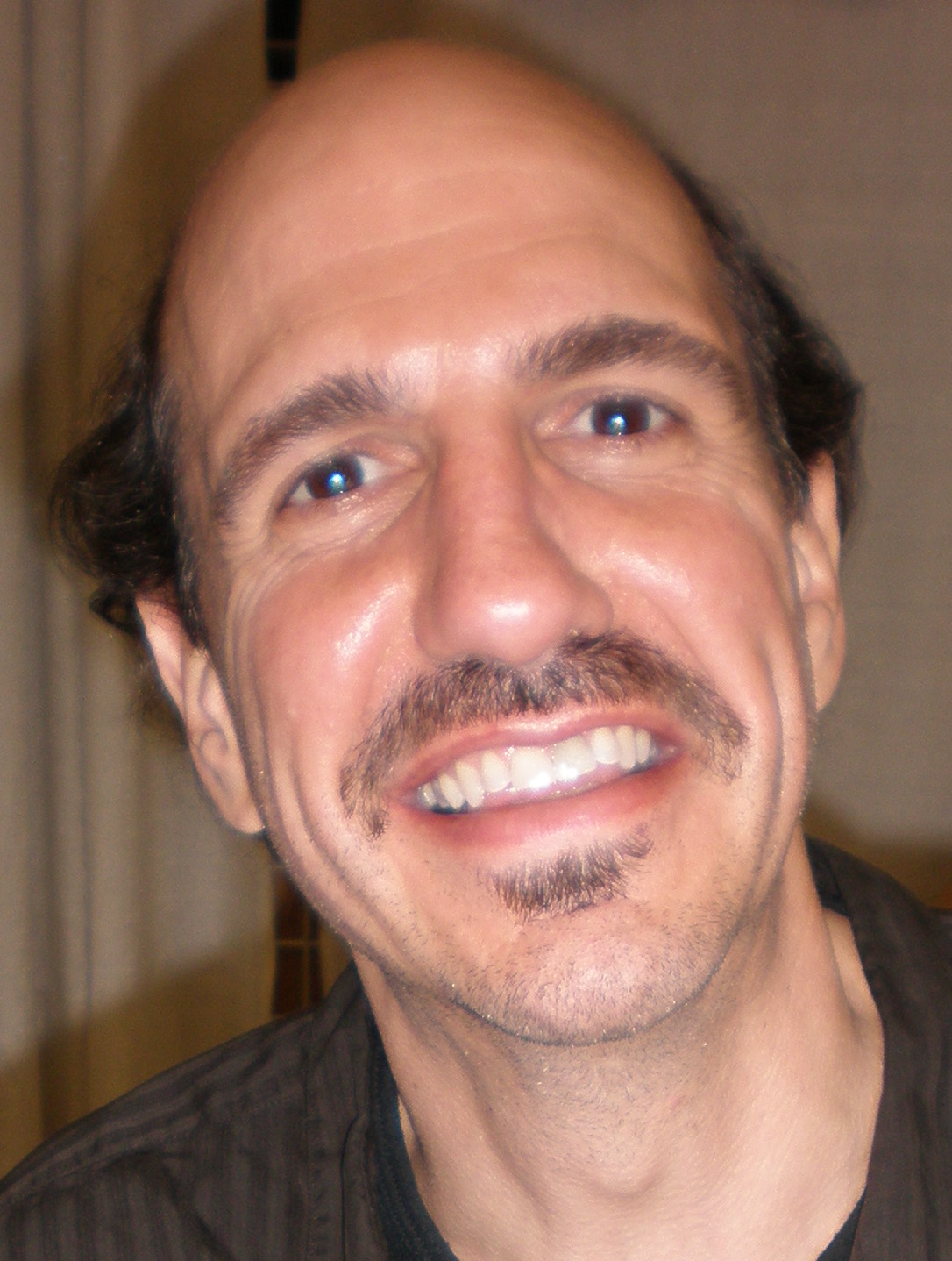
Сэм Ллойд

- Ажиматов, Заирбек (43) — киргизский поэт и журналист[1].
- Аллен, Тони (79) — нигерийский барабанщик и композитор[2].
- Биберин, Владимир Николаевич (56) — советский и российский музейный работник, историк искусства, искусствовед[3].
- Голдберг, Денис (87) — южноафриканский общественный деятель, борец за права чернокожего населения[4].
- Джатдоев, Андрей Хасанович (57) — российский государственный деятель, мэр Ставрополя (с 2016 года)[5].
- Капур, Риши (67) — индийский актёр, сын Раджа Капура[6].
- Кирсо, Нина Владиславовна (56) — советская и украинская певица, солистка группы «Фристайл»[7].
- Кривокапич, Момчило Момо (74) — протоиерей Сербской православной церкви[8].
- Лапин, Борис Аркадьевич (98) — советский и российский патолог, академик АМН СССР/РАМН (1974—2013), академик РАН (2013)[9].
- Литовец, Сергей Юзикович (58) — российский режиссёр-документалист, оператор и сценарист[10].
- Ллойд, Сэм (56) — американский актёр и музыкант, участник группы The Blanks[11].
- Панков, Альберт Павлович (86) — советский и российский актёр, артист Санкт-Петербургского театра музыкальной комедии, народный артист России (2010)[12].
- Рингроуз, Билли (89) — ирландский спортсмен-конник, участник летних Олимпийских игр в Мельбурне (1956) и в Риме (1960)[13].
- Фёдоров, Евгений Евгеньевич (96) — советский и российский актёр, артист Театра имени Е. Б. Вахтангова (с 1945 года), заслуженный артист РСФСР (1976)[14].
- Хогг, Би Джей (65) — американский актёр[15].
- Чавес, Оскар (85) — мексиканский актёр и певец[16].

## 29 апреля

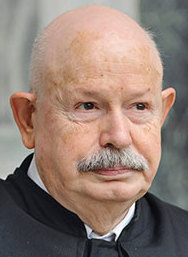
Джакомо Далла Торре дель Темпио ди Сангинетто

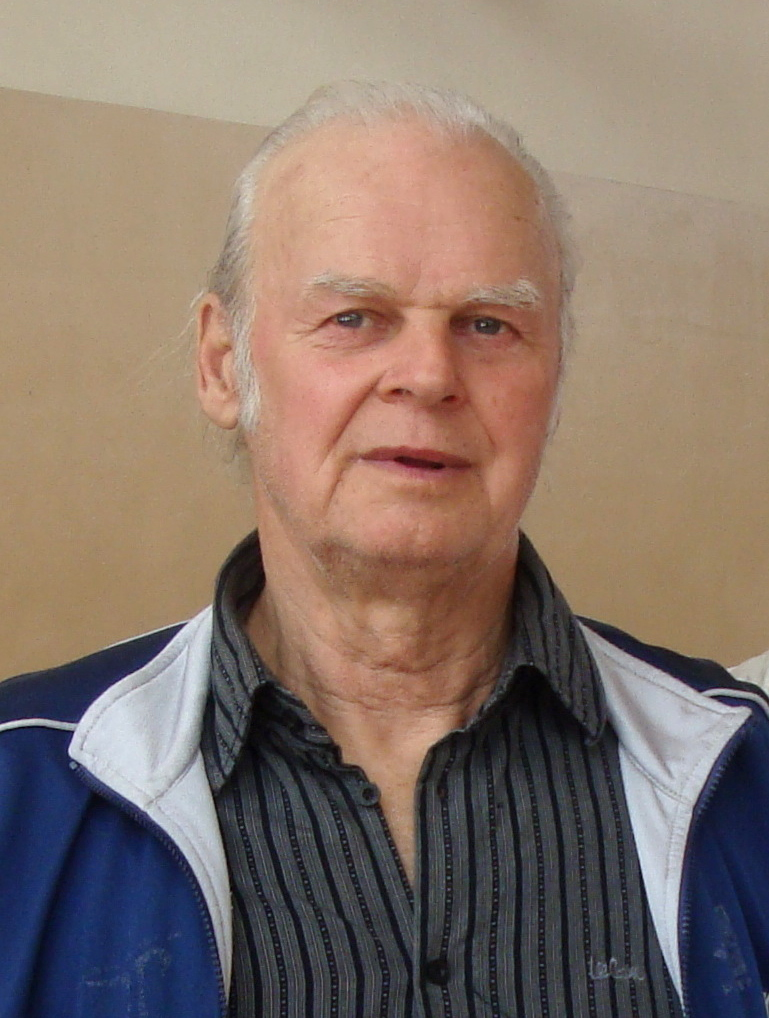
Янис Лусис

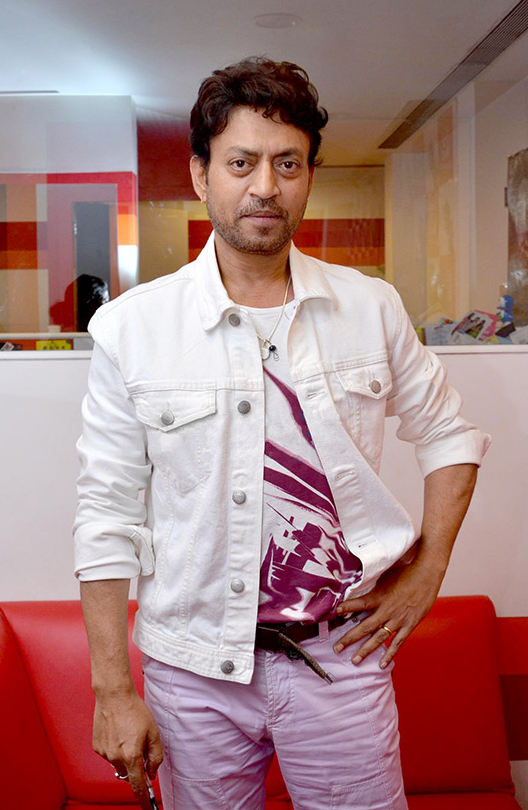
Ирфан Хан

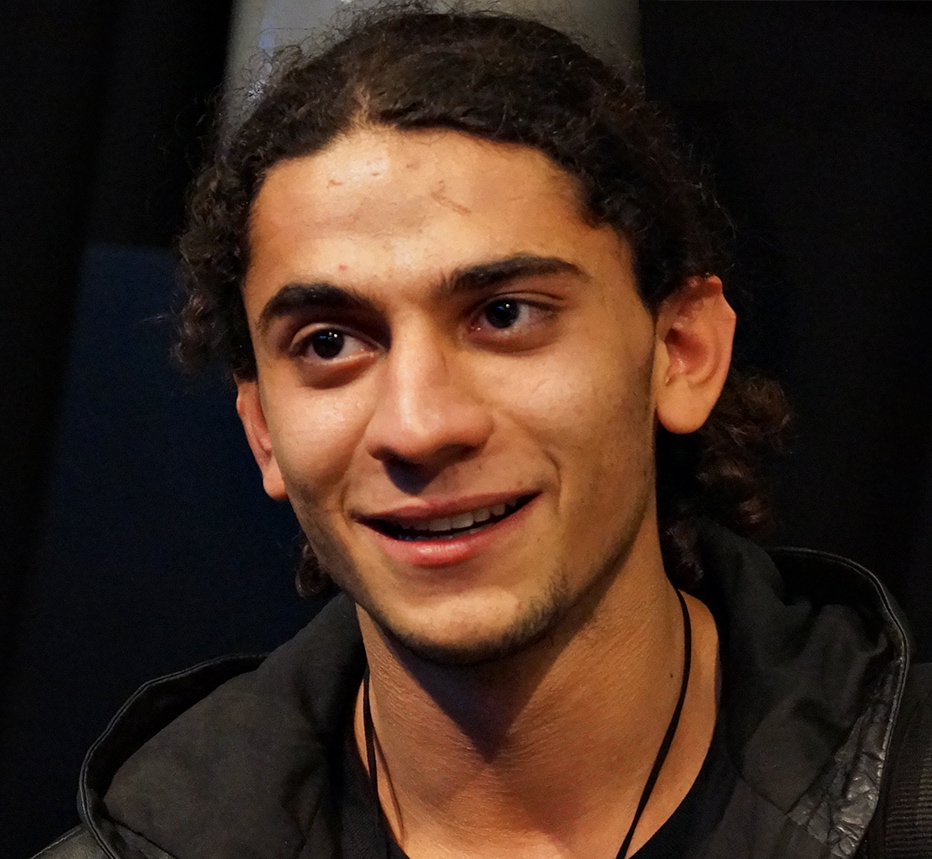
Яхья Хасан

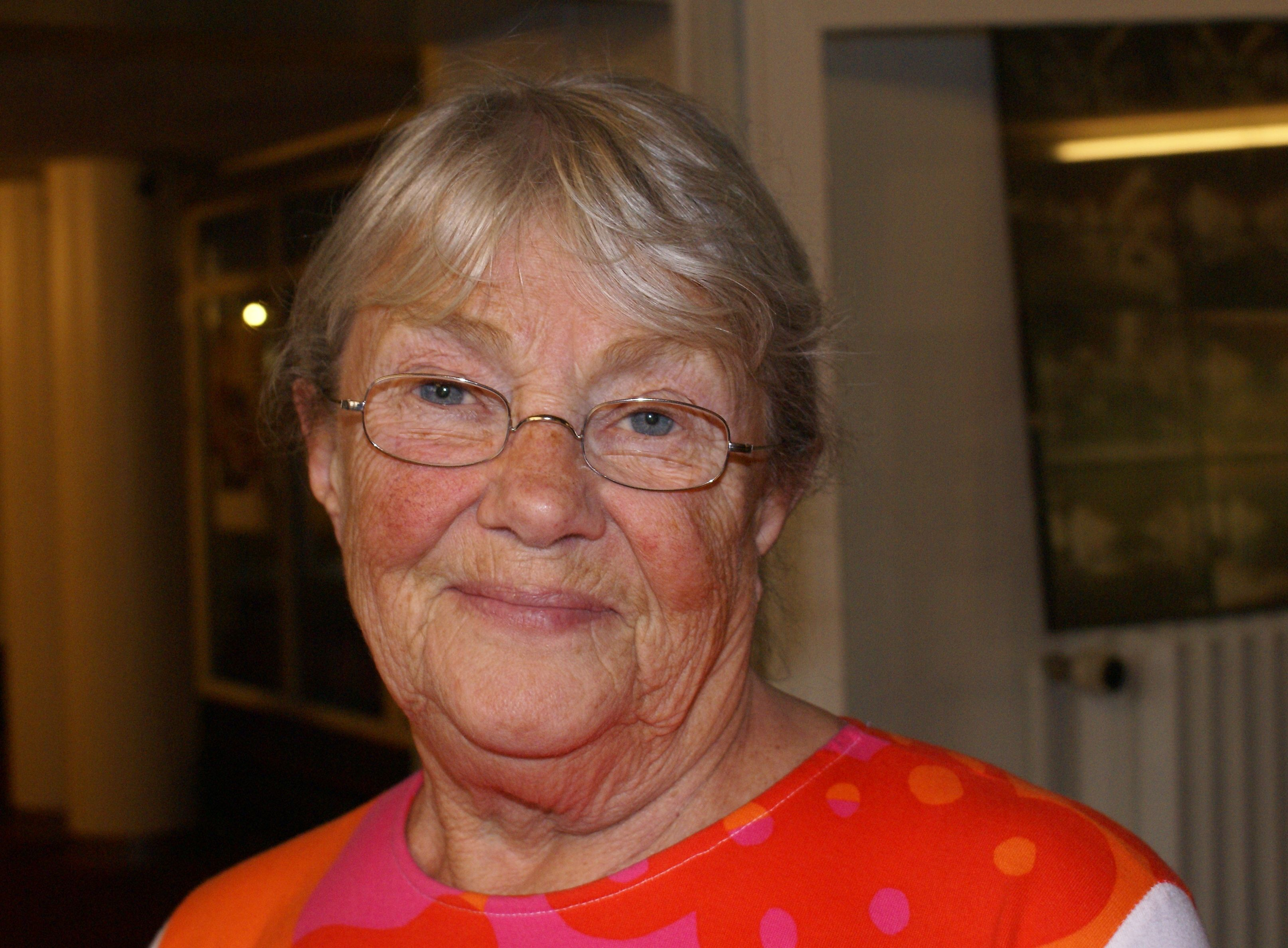
Май Шевалль

- Бирюлёв, Володар Иванович (95) — советский и российский писатель и изобретатель[17].
- Бреев, Георгий Павлович (83) — митрофорный протоиерей РПЦ, духовник московского священства и публицист, настоятель храма Рождества Пресвятой Богородицы в Крылатском[18].
- Викталино, Жерсон (60) — бразильский баскетболист, участник летних Олимпийских игр в Лос-Анджелесе 1984 года, Сеуле 1988 года, Барселоне 1992 года[19].
- Владимиров, Альберт Ильич (80) — российский учёный в области нефтегазопереработки и нефтехимии, ректор (1993—2008) и президент (2009—2019) РГУ нефти и газа им. И. М. Губкина[20].
- Далла Торре, Джакомо (75) — великий магистр Мальтийского ордена (с 2018 года)[21].
- Дедечек, Владимир (90) — словацкий архитектор[22].
- Дубоделов, Виктор Иванович (81) — украинский материаловед, академик НАНУ (2012)[23].
- Комогоров, Леонид Михайлович (92) — советский дипломат, Чрезвычайный и Полномочный Посол СССР в Мавритании (1986—1990)[24].
- Лафия, Джон (63) — американский сценарист кино и телевидения, режиссёр, продюсер и музыкант[25].
- Ловетт, Мартин (93) — британский виолончелист[26].
- Лусис, Янис Вольдемарович (80) — советский латвийский копьеметатель, чемпион летних Олимпийских игр в Мехико (1968), призёр летних Олимпийских игр в Токио (1964) и Мюнхене (1972)[27].
- Мирзабеков, Мирзабек Кадырович (69) — советский и российский дагестанский актёр, режиссёр и драматург[28].
- Парк, Роберт Ли (89) — американский физик. Доктор философии, эмерит-профессор Мэрилендского университета[29].
- Паутов, Виктор Николаевич (93) — советский и российский микробиолог, начальник НИИ санитарии Министерства обороны СССР (1973—1984), член-корреспондент АМН СССР/РАМН (1982—2014), член-корреспондент РАН (2014), генерал-майор медицинской службы[30].
- Фернандо, Александр (80) — шри-ланкийский киноактёр и борец вольного стиля[31].
- Хан, Ирфан (53) — индийский киноактёр, лауреат Национальной кинопремии за лучшую мужскую роль (2013)[32].
- Хасан, Яхья (24) — датский поэт[33].
- Челант, Джермано (80) — итальянский арт-критик и куратор[34].
- Черри, Тревор (72) — английский футболист[35].
- Шёвалль, Май (84) — шведская писательница[36].

## 28 апреля

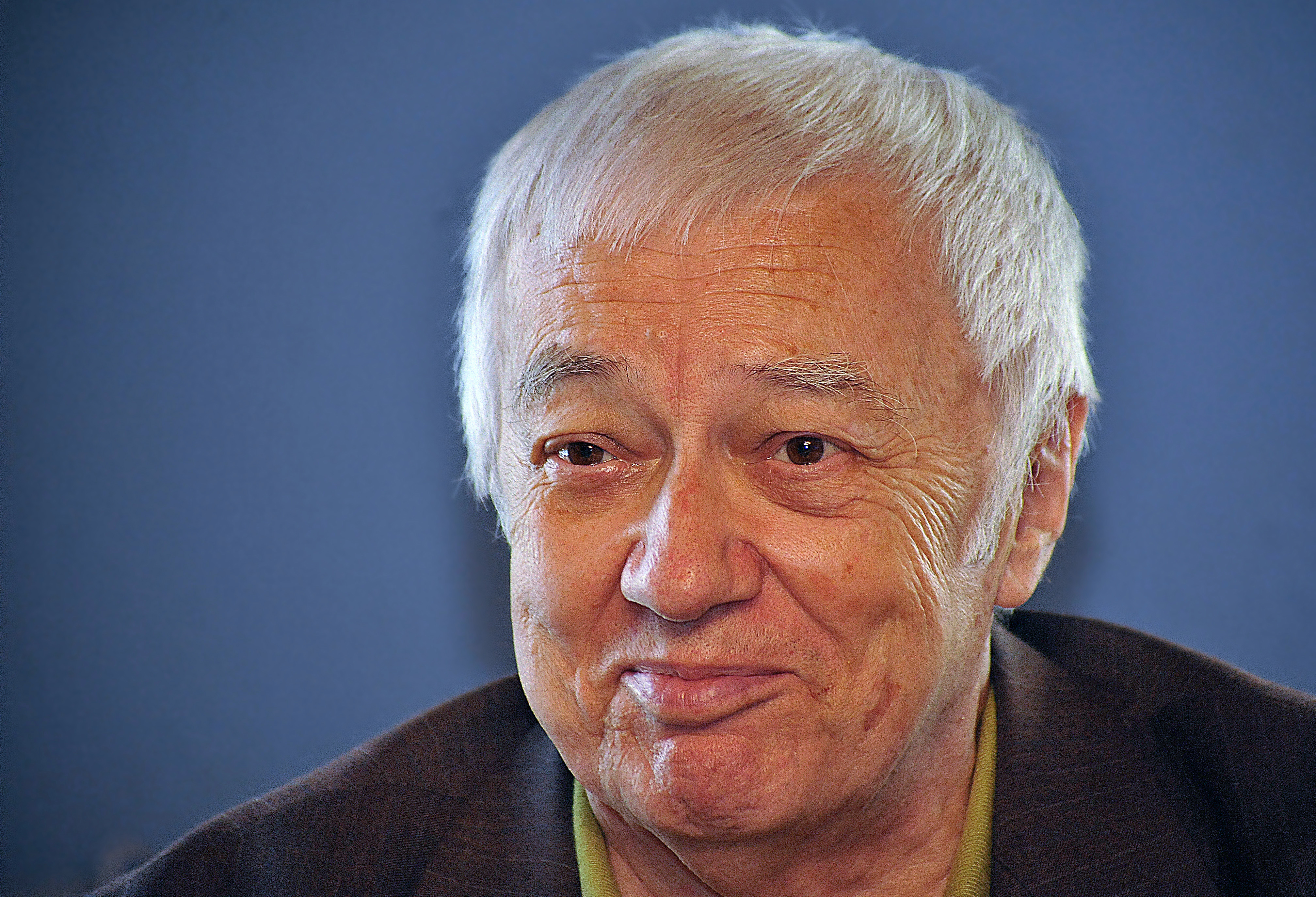
Ладислав Гейданек

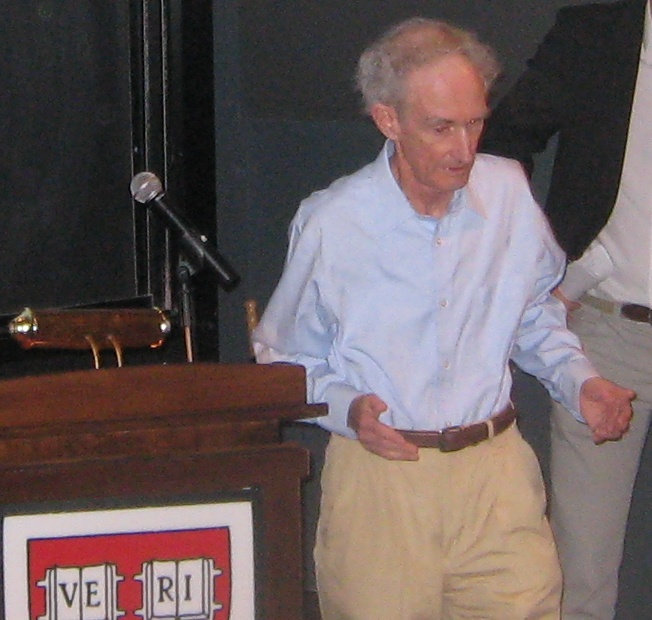
Роберт Мэй

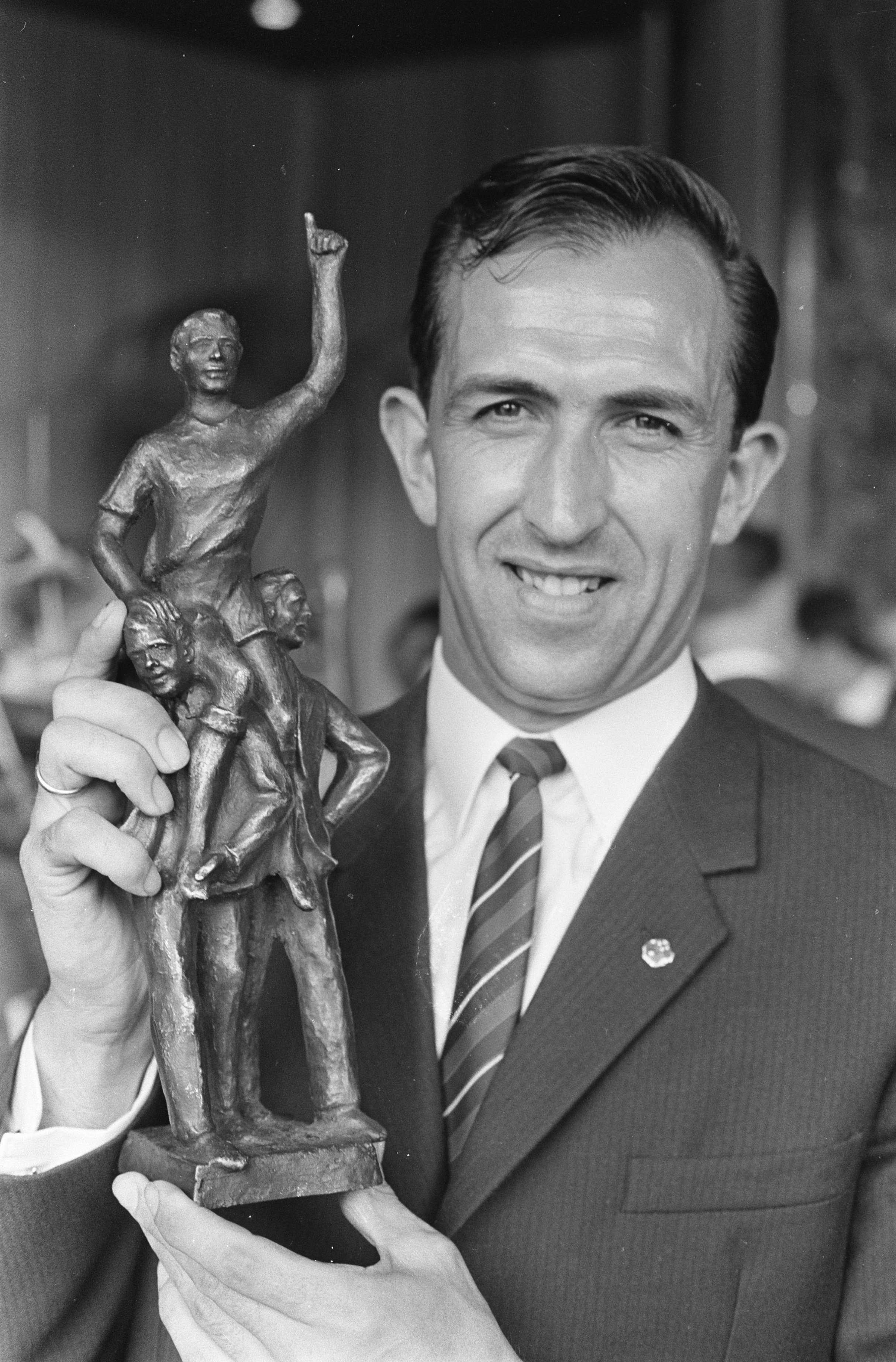
Эдди Питерс Графланд

- Баумштарк, Гертруде (78) — немецкая шахматистка, международный мастер (1970)[37].
- Гаскойн, Джилл (83) — британская актриса и писательница[38].
- Гейданек, Ладислав (92) — чешский философ[39].
- Де Россо, Луиджи (84) — итальянский легкоатлет, бронзовый призёр Кубка мира по спортивной ходьбе в Лугано (1961)[40].
- Дистлер, Вадим Вадимович (83) — российский геохимик, доктор геолого-минералогических наук (1985), профессор (1998)[41].
- Кардье, Луи (77) — французский футболист («Ренн», «Пари Сен-Жермен», национальная сборная)[42].
- Куява, Тереса (91) — польская балерина, хореограф, режиссёр и педагог[43].
- Льюис, Бобби (95) — американский певец, работавший в стилях рок-н-ролл и ритм-н-блюз[44] Архивная копия от 1 мая 2020 на Wayback Machine.
- Мэй, Роберт (84) — австралийский эколог, президент Лондонского королевского общества (2000—2005)[45].
- Питерс Графланд, Эдди (86) — нидерландский футболист, вратарь «Аякса» (1952—1958), «Фейеноорда» (1958—1970) и национальной сборной (1957—1967)[46].
- Садиков, Олег Николаевич (94) — советский и российский юрист, доктор юридических наук, профессор[47].
- Шанибов, Муса Магомедович (83) — российский общественный деятель, первый президент Конфедерации народов Кавказа[48].

## 27 апреля

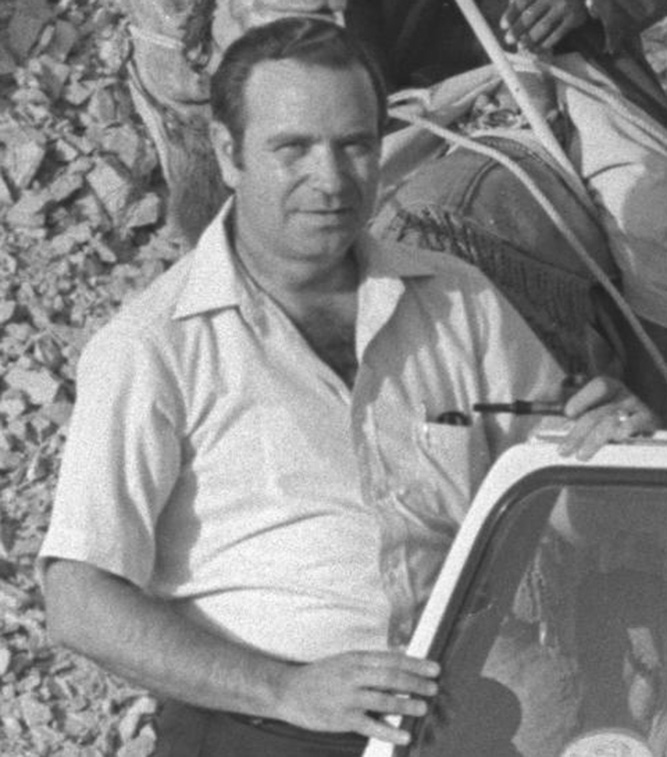
Гидеон Пат

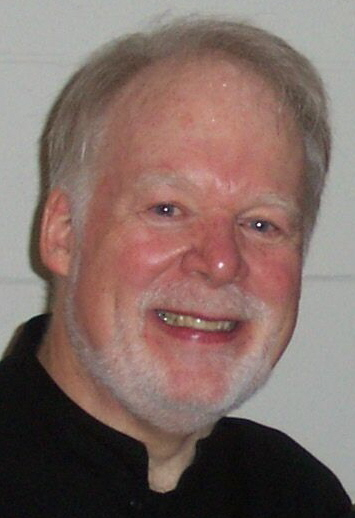
Линн Харрелл

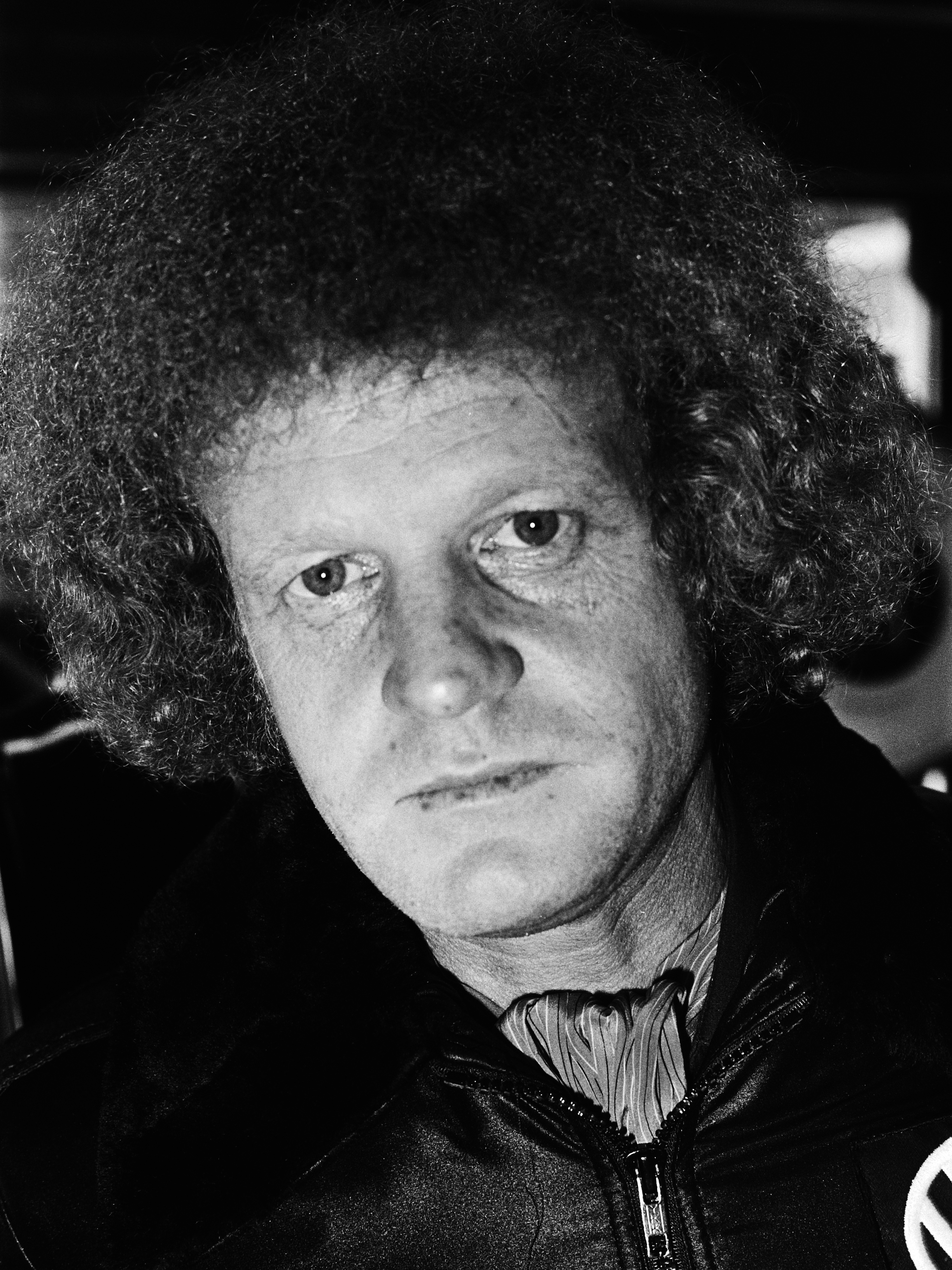
Робер Эрбен

- Базанова, Марина Викторовна (57) — советская гандболистка, трёхкратная чемпионка мира (1982, 1986, 1990), бронзовый призёр летних Олимпийских игр в Сеуле (1988) и в Барселоне (1992), заслуженный мастер спорта СССР (1982)[49].
- Боланд, Эван (75) — ирландская писательница и поэт[50].
- Браун, Брайан (85) — британский военно-морской деятель, адмирал, второй морской лорд (1988—1991)[51].
- Варичев, Андрей Владимирович (52) — российский топ-менеджер, генеральный директор холдинга «Металлоинвест» (с 2013 года)[52].
- Гукасов, Эрик Христофорович (87) — советский государственный и хозяйственный деятель, заместитель председателя Совета Министров Казахской ССР (1978—1992), Герой Социалистического Труда (1973) (о смерти объявлено в этот день)[53].
- Зеленович, Драгутин (91) — югославский учёный и государственный деятель, премьер-министр Сербии (1991)[54].
- Зюзин, Сергей (37) — российский спортсмен и тренер, бронзовый призёр чемпионата России по дзюдо[55].
- Корбассьер, Ив (94) — французский художник и скульптор[56].
- Лучков, Борис Иванович (88) — российский физик, доктор физико-математических наук (1992), профессор (1994), сотрудник НИЯУ МИФИ[57].
- Макнамара, Марк (60) — американский баскетболист[58].
- Пат, Гидеон (87) — израильский государственный деятель, депутат кнессета (1970—1996), министр строительства Израиля (1977—1979), министр экономики Израиля (1979—1981), министр науки и развития Израиля (1984—1988), министр туризма Израиля (1988—1992)[59].
- Робинсон, Майкл (61) — ирландский футболист[60].
- Росек, Барбара (60) — польская писательница и поэт[61].
- Харрелл, Линн (76) — американский виолончелист[62].
- Хименес, Рамон (64) — филиппинский государственный деятель, министр туризма (2011—2016)[63].
- Шаповаленко, Павлина Михайловна (70) — оператор машинного доения СПК «Агрофирма „Первое мая“», Сумская область, Герой Украины (2001)[64].
- Шарифф, Мохаммед (99) — пакистанский военачальник, председатель Объединённого комитета начальников штабов Пакистана (1977—1980)[65].
- Эрбен, Робер (81) — французский футболист, выступавший за клуб «Сент-Этьен» и за национальную сборную, футбольный тренер[66].

## 26 апреля

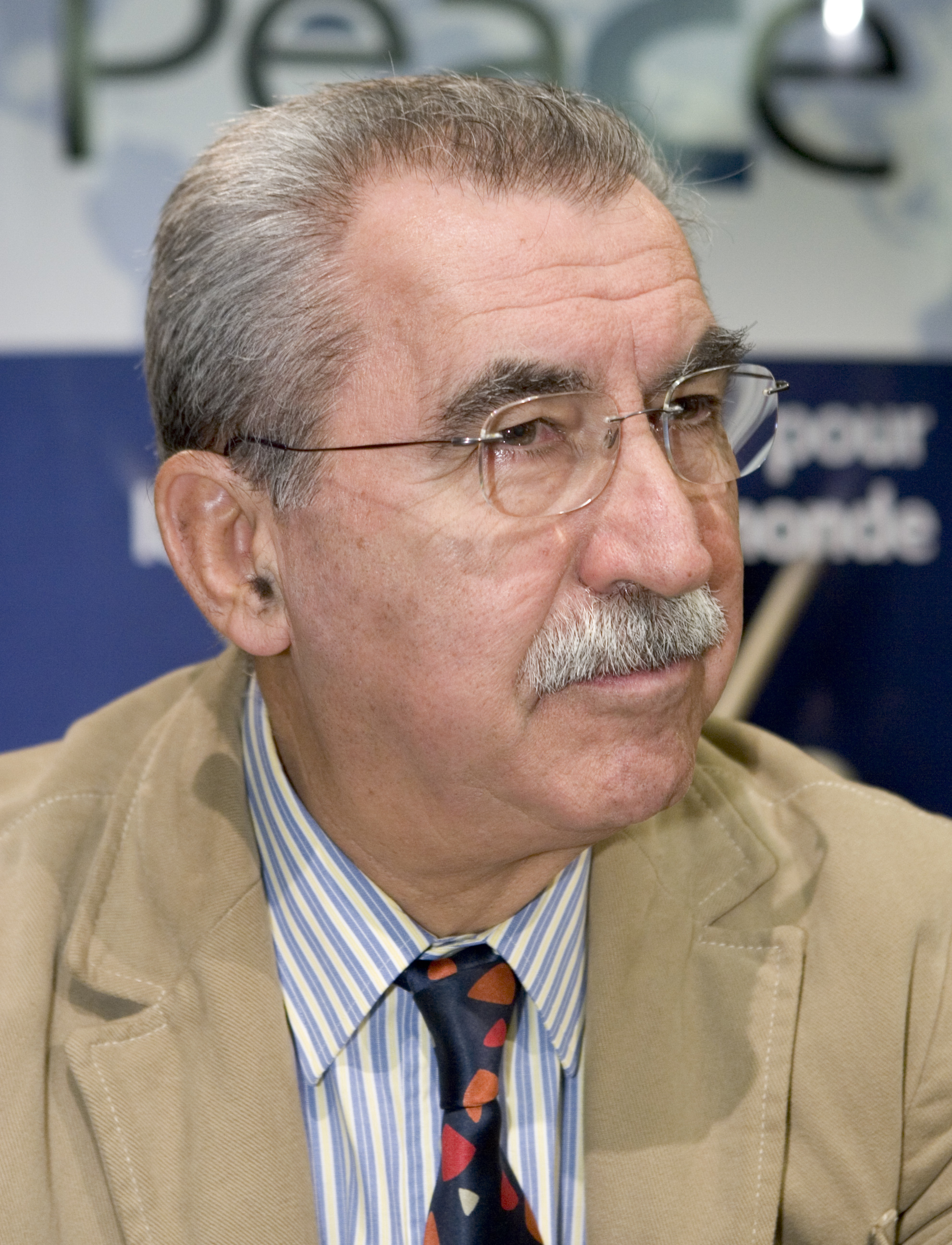
Джульетто Кьеза

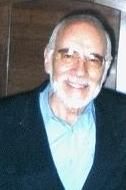
Аарон Эрнан

- Балькасар, Томас (88) — мексиканский футболист, участник чемпионата мира (1954)[67].
- Банду Тупе, Уттам (78) — индийский поэт[68].
- Вебер, Анри (75) — французский политический деятель, сенатор (1995—2004), депутат Европейского парламента (2004—2014)[69].
- Вениамин (Королёв) (54) — архиерей Русской православной церкви, епископ Железногорский и Льговский (с 2012 года)[70].
- Горфункель, Александр Хаимович (91) — советский, российский и американский историк книги и библиограф, доктор философских наук (1973), профессор[71].
- Карсон, Элтон (66) — американский певец[72].
- Кьеза, Джульетто (79) — итальянский журналист, писатель, политический и общественный деятель, депутат Европейского парламента (2004—2009)[73]..
- Лубяницкий, Леонид (82) — русско-американский фотограф[74].
- Меллис, Отто (89) — немецкий актёр[75].
- Мишра, Биджай (83) — индийский драматург и сценарист[76].
- Ованисян, Андраник — армянский певец, исполнитель армянских народных песен, руководитель ансамбля национальной песни «Ван», солист ансамбля национальной песни «Акунк»[77].
- Оспель, Марсель (70) — швейцарский банкир, председатель совета директоров инвестиционного банка UBS (2001—2008)[78].
- Ризи, Клаудио (71) — итальянский режиссёр[79].
- Роулендс, Джон (73) — английский футболист (о смерти объявлено в этот день)[80].
- Русу, Григоре (84) — советский и молдавский театральный актёр, режиссёр и публицист, основатель театра «Лучафэрул»[81].
- Соломин, Виталий Иванович (91) — российский специалист в области строительной механики зданий и сооружений, заслуженный деятель науки и техники РСФСР (1991), академик РААСН (1993)[82].
- Хабаров, Александр Игоревич (66) — русский поэт, прозаик и журналист[83].
- Эрнан, Аарон (89) — мексиканский актёр театра и кино[84].
- Юхантало, Кауко (77) — финский государственный деятель, министр торговли и промышленности (1991—1992)[85].

## 25 апреля

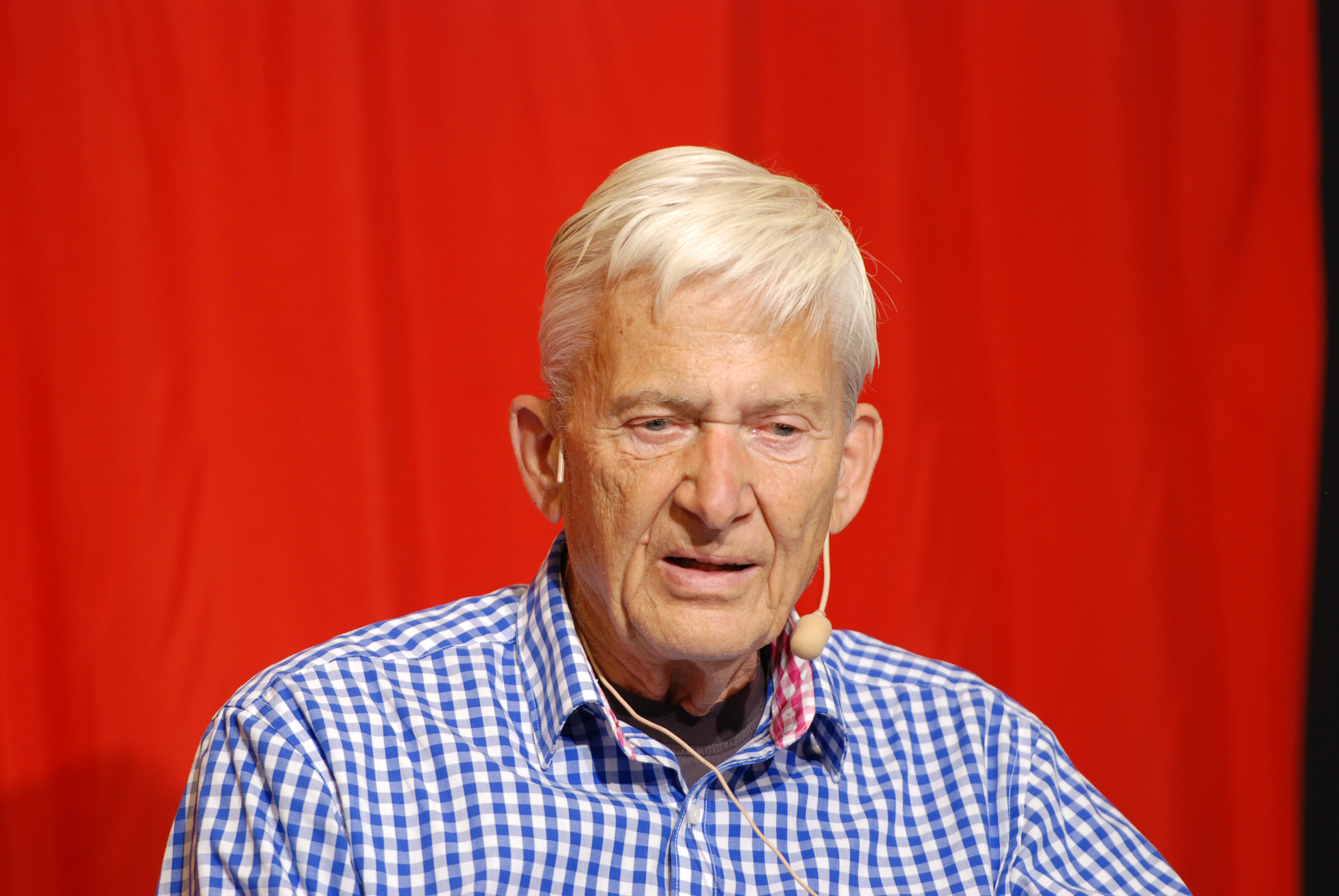
Пер Энквист

- Адамс, Джеймс (93) — деятель американских спецслужб, исполняющий обязанности директора ФБР (1978)[86].
- Баркаускас, Витаутас (89) — советский и литовский композитор[87].
- Бреннанд, Рикарду (92) — бразильский бизнесмен и коллекционер, основатель Института Рикарду Бреннанда (2002)[88].
- Валлатхол, Рави (67) — индийский киноактёр[89].
- Гиббс, Роб (55) — американский режиссёр-аниматор[90].
- Дам Льен (74) — вьетнамская оперная певица, народная артистка Вьетнама (1993)[91].
- Дерябин, Пётр Григорьевич (72) — российский вирусолог, доктор медицинских наук, профессор, сотрудник НИИВ, заслуженный деятель науки Российской Федерации[92].
- Дубовски, Милан (79) — словацкий композитор[93].
- Конвар, Девананд (77) — индийский государственный деятель, губернатор Западной Бенгалии (2009—2010), Бихара (2009—2013) и Трипуры (2013—2014)[94].
- Осадчий, Виктор Макарович (73) — советский и украинский поэт[95].
- Эвену, Эрван (80) — французский писатель, автор книг на бретонском языке[96].
- Энакин, Дуглас (89) — канадский бобслеист, чемпион зимних Олимпийских игр в Инсбруке (1964)[97].
- Энквист, Пер Улов (85) — шведский писатель, драматург и сценарист[98].
- Юрьев, Евгений Леонидович (69) — советский и российский военный деятель, генерал-лейтенант[99].

## 24 апреля

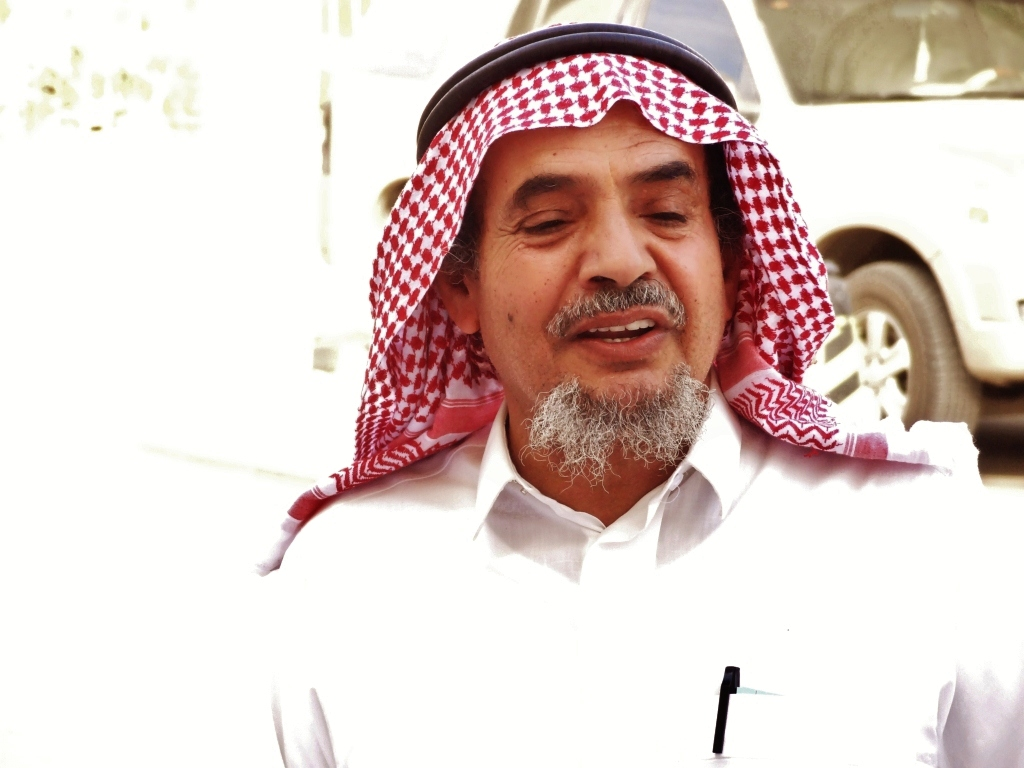
Абдулла аль-Хамид

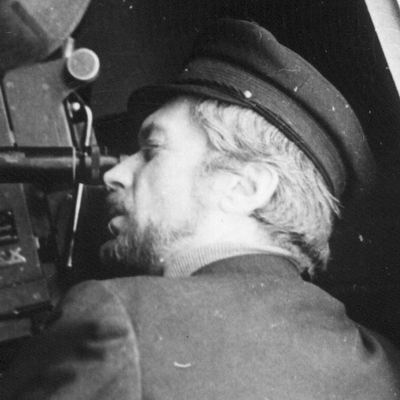
Мирча Мурешан

- Абдулла аль-Хамид (69) — поэт и правозащитник Саудовской Аравии[100].
- Амини, Ибрахим (94) — иранский аятолла и политический деятель, член Совета экспертов Ирана[101].
- Гаццони, Джузеппе (84) — итальянский бизнесмен и спортивный функционер, президент «Болоньи» (1993—2005)[102].
- Гончаров, Игорь Борисович (80) — российский анестезиолог-реаниматолог, доктор медицинских наук, профессор, сотрудник ИМБП РАН, заслуженный врач Российской Федерации (1996)[103].
- Грайфер, Валерий Исаакович (90) — советский и российский нефтяник, председатель совета директоров компании Лукойл (с 2000 года)[104].
- Костопуло, Михаил Константинович (61) — советский тренер по вольной борьбе, мастер спорта СССР международного класса[105].
- Курманов, Карпек Шамсединович (91) — советский и киргизский юрист, доктор юридических наук, профессор кафедры уголовного права Кыргызской государственной юридической академии[106].
- Маметдинов, Азат — российский художник и архитектор[107].
- Мурешан, Мирча (91) — румынский кинорежиссёр[108].
- Поленина, Светлана Васильевна (93) — советский и российский правовед, доктор юридических наук (1971), профессор (1991), сотрудник ИГП РАН, заслуженный юрист РСФСР (1978)[109].
- Усманов, Салават Мударисович (72) — советский и российский учёный и деятель образования, доктор физико-математических наук, профессор, ректор и директор Бирского филиала Башкирского государственного университета (с 1995 года)[110].
- Хабибов, Абдулло (79) — советский и таджикский государственный и военный деятель, генерал-майор в отставке[111].
- Чулкова, Анна Фёдоровна (86) — советский технолог-кондитер, Герой Социалистического Труда (1986)[112].

## 23 апреля

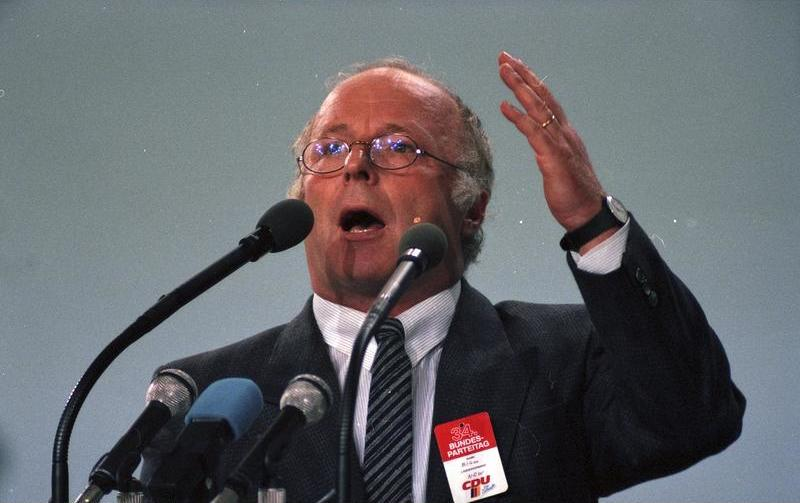
Норберт Блюм

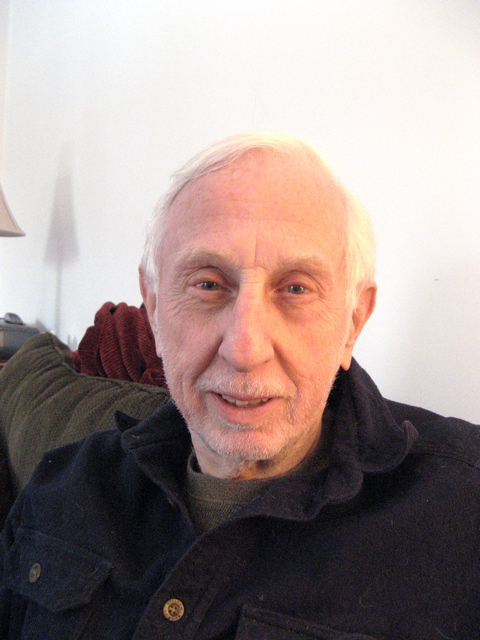
Ллойд Демос

Александр Оглоблин

- Ариф Будиман (79) — индонезийский учёный, политический деятель и правозащитник[113].
- Аюнир, Энди (53) — индонезийский композитор[114].
- Блюм, Норберт (84) — немецкий государственный деятель, министр труда ФРГ (1982—1998)[115].
- Габинский, Марк Александрович (87) — советский и молдавский филолог, доктор филологических наук, старший научный сотрудник Института языкознания Академии наук Республики Молдова[116].
- Гангули, Уша (75) — индийский театральный режиссёр и актриса[117].
- Гетьманский, Виктор Павлович (68) — советский и российский военачальник, контр-адмирал[118].
- Демос, Ллойд (88) — американский историк и психолог[119].
- Долгова, Азалия Ивановна (82) — советский и российский криминолог, доктор юридических наук (1980), профессор (1986), сотрудник ИГП РАН, заслуженный юрист РСФСР[120].
- Дронке, Питер (85) — английский филолог-медиевист, член Британской академии (1984) .
- Дружина, Тамара Дмитриевна (69) — украинская художница[121].
- Колька, Василий Васильевич (62) — российский геолог, зав. лабораторией геологии и минерагении кайнозойских отложений Геологического института КНЦ РАН[122].
- Кумэ, Акира (96) — японский киноактёр[123].
- Мазарати, Григорий Павлович (81) — советский футболист («Судостроитель» Николаев)[124].
- Маркидес, Алекос (77) — кипрский государственный деятель, генеральный прокурор (1995—2003)[125].
- Овергор, Хенк (75) — нидерландский футболист, защитник[126].
- Оглоблин, Александр Константинович (81) — советский и российский языковед, доктор филологических наук (1988), профессор (1994)[127].
- Ольховский, Владислав Сергеевич (82) — советский и украинский физик, доктор физико-математических наук, профессор Института ядерных исследований НАН Украины[128].
- Перекрестов, Леонид Георгиевич (82) — советский и российский военный и государственный деятель и спортивный функционер, генерал-майор[129].
- Санбаев, Хамит (77) — казахстанский певец, солист группы «Дос-Мукасан»[130].
- Сенько, Фёдор Петрович (84) — советский государственный деятель, министр сельского хозяйства Белорусской ССР (1979—1985), заместитель премьер-министра СССР (1991), Герой Социалистического Труда (1971)[131].
- Турченко, Владимир Фёдорович (72) — советский и российский фолк-певец, солист Государственного академического Кубанского казачьего хора, заслуженный артист Украины[132].
- Хабер, Йешаягу (55) — израильский раввин и общественный деятель, глава общественной организации «Матанат-Хаим»[133].
- Цегель, Эрнст (84) — западногерманский футболист, нападающий. Выступал за сборную Саара (1956)[134].
- Энтинг, Риналдо (64) — суринамский футболист; ДТП[135].

## 22 апреля

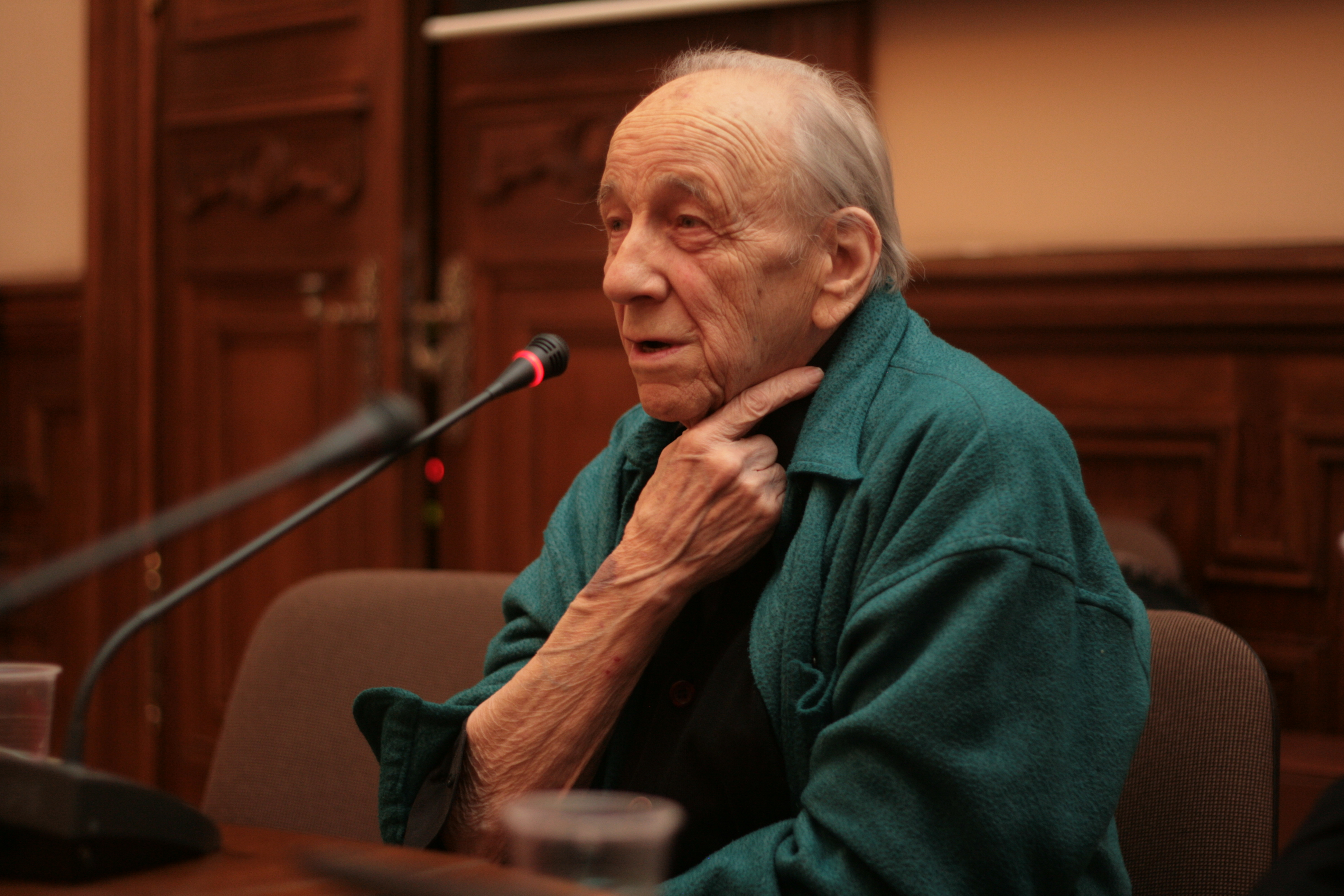
Кирилл Арнштам

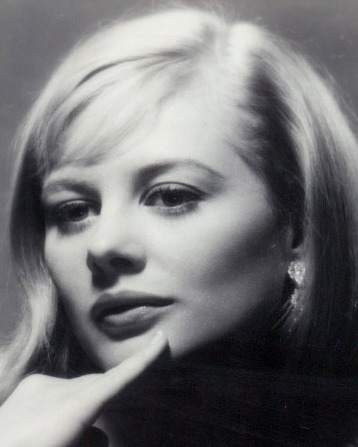
Ширли Найт

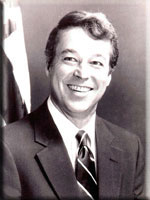
Джон Отто

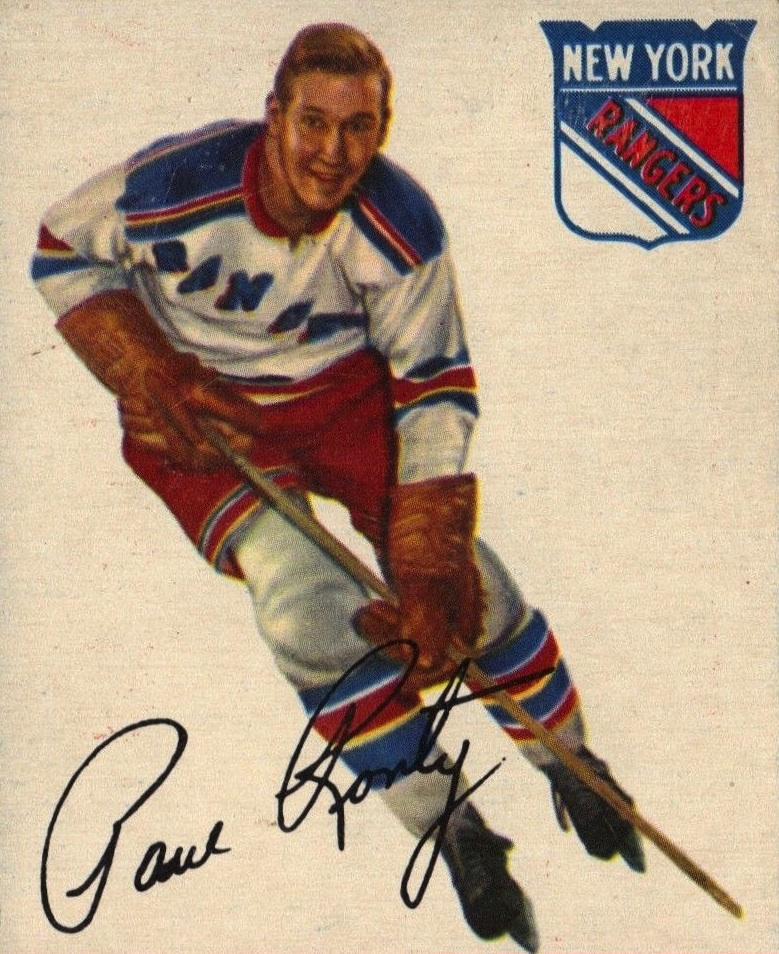
Пол Ронти

- Арнштам, Кирилл Александрович (101) — немецкий и французский художник[136].
- Бериашвили, Зарбег Иванович (80) — советский борец вольного стиля, чемпион мира в Мар-дель-Плата (1969), многократный чемпион Европы (1966, 1967, 1970)[137].
- Гаудер, Хартвиг (65) — восточногерманский легкоатлет, чемпион летних Олимпийских игр в Москве (1980) в спортивной ходьбе, бронзовый призёр летних Олимпийских игр в Сеуле (1988)[138].
- Гольцева, Алла Николаевна (74) — русский поэт-песенник и автор сказок для детей[139].
- Гурьев, Виктор Фёдорович (93) — советский и белорусский оперный певец (тенор), солист Большого театра Беларуси (1960—1992), заслуженный артист Белорусской ССР[140] Архивная копия от 28 апреля 2020 на Wayback Machine.
- Дьяченко, Дмитрий (52) — американский актёр (тело найдено в этот день)[141].
- Йонас, Питер (73) — британский дирижёр, руководитель Английской национальной оперы и Баварской государственной оперы[142].
- Мансуров, Мансур (75) — азербайджанский актёр, заслуженный артист Азербайджана[143].
- Мифтахов, Риф Файзрахманович (80) — советский и российский башкирский поэт[144].
- Мундсток, Маркос (77) — аргентинский музыкант и актёр[145][146].
- Найт, Ширли (83) — американская актриса[147].
- Наттер, Зои (104) — американская танцовщица, модель, предприниматель и филантроп[148].
- Отто, Джон (81) — деятель американских спецслужб, исполняющий обязанности директора ФБР (1987)[149].
- Орлик, Игорь Иванович (94) — советский и российский историк, заслуженный деятель науки Российской Федерации. Один из наиболее видных советских и российских специалистов в области истории и внешней политики стран Центрально-Восточной Европы[150].
- Пейзан, Катрин (93) — французская писательница, лауреат Гран-при литературы Общества писателей Франции (1977)[151].
- Подич, Бальдо (78) — югославский и хорватский дирижёр[152].
- Пожидаев, Игорь Николаевич (81) — советский и российский пианист и музыкальный педагог, заслуженный артист РСФСР (1982)[153].
- Ронти, Пол (91) — канадский хоккеист[154].
- Садовниченко, Вадим Прокофьевич (95) — советский военачальник, генерал-лейтенант[155].
- Тарасов, Юрий Захарович (80) — советский футболист, российский спортивный организатор, один из учредителей тульского клуба «Арсенал»[156].
- Фаллик, Морт (86) — американский кинорежиссёр и кинопродюсер[157].
- Фокс, Саманта (69) — американская порноактриса[158].
- Халид, Мансур (89) — суданский государственный деятель, министр иностранных дел Судана (1971—1975, 1977), министр образования (1975—1977)[159].

## 21 апреля

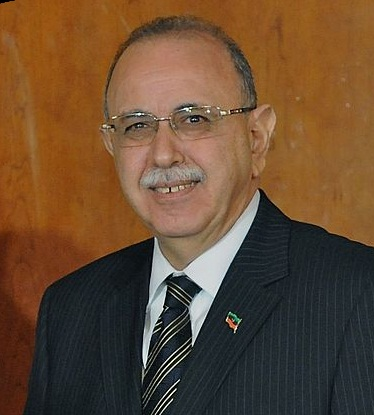
Абдель Рахим аль-Киб

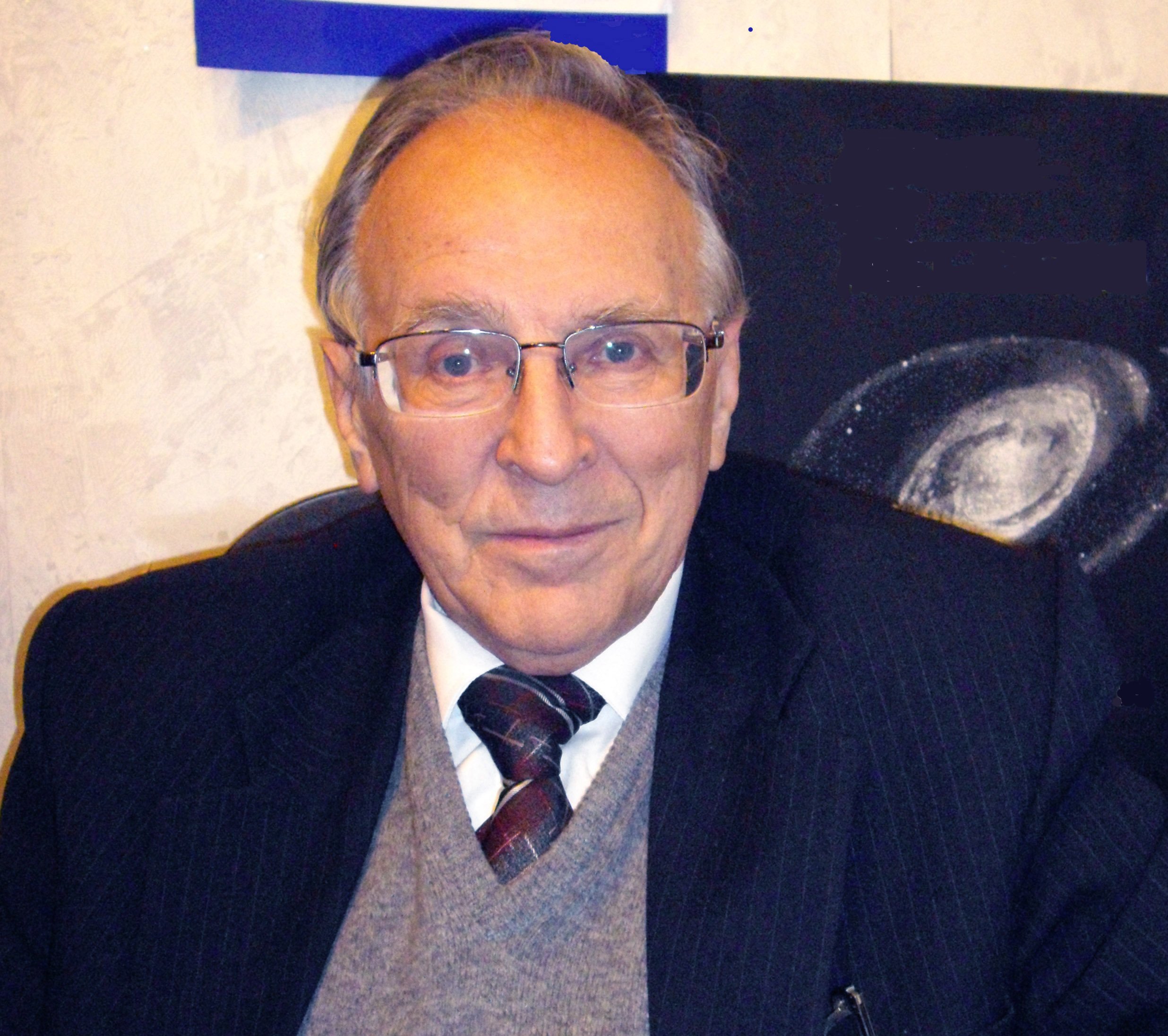
Дмитрий Варшалович

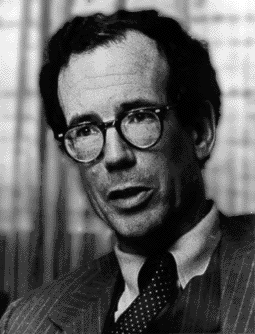
Дональд Кеннеди

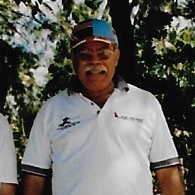
Лаисениа Нгарасе

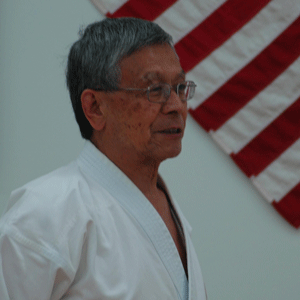
Тэруюки Окадзаки

- Абдель Рахим аль-Киб (70) — ливийский инженер и государственный деятель, и. о. премьер-министра (2011—2012)[160].
- Агейкин, Александр Алексеевич (48) — митрофорный протоиерей РПЦ, настоятель московского Богоявленского кафедрального собора в Елохове, заместитель руководителя административного секретариата Московской патриархии[161].
- Ашпин, Борис Иннокентьевич (91) — советский и российский государственный и хозяйственный деятель, Герой Социалистического Труда (1986)[162].
- Бакуцци, Дейв (79) — английский футболист[163].
- Березюк, Анатолий Михайлович (69) — советский боксёр, двукратный чемпион СССР (1972 и 1974)[164].
- Бишоп, Джерри (84) — американский актёр и телеведущий[165].
- Варшалович, Дмитрий Александрович (85) — советский и российский астрофизик, академик РАН (2000)[166].
- Гаджиев, Станислав Магомед-Саламович (82) — советский самбист и борец вольного стиля[167].
- Джонс, Дерек (35) — американский гитарист (Falling in Reverse)[168].
- Додин, Давид Абрамович (84) — советский и российский геолог и геохимик, член-корреспондент РАН (2000)[169].
- Дятлов, Александр Михайлович (89) — советский и российский футбольный тренер, заслуженный тренер РСФСР[170].
- Иманалиев, Эмирбек Калилович (42) — киргизский музыкант и актёр, народный артист Кыргызстана[171].
- Кеннеди, Дональд (88) — американский биолог, президент Стэнфордского университета (1980—1992), член Национальной академии наук США (1972)[172].
- Курант, Эрнест (100) — американский физик, член Национальной академии наук США (1976), сын Рихарда Куранта[173].
- Морозов, Вадим Викторович (61) — российский художник, музыкант, изобретатель[174].
- Нгарасе, Лаисениа (79) — фиджийский государственный деятель, премьер-министр (2000—2001, 2001—2006)[175].
- Неумывакин, Александр Леонтьевич (77) — советский и российский художник[176].
- Окадзаки, Тэруюки (88) — японский инструктор по карате, обладатель 10-го дана шотокан карате[177].
- Пантелеев, Пейо (74) — болгарский поэт-песенник[178].
- Пеллен, Жак (63) — французский джазовый гитарист[179].
- Радзобе, Сильвия (69) — латвийский театральный критик[180].
- Рахишев, Алшинбай Рахишевич (89) — советский и казахстанский учёный в области лазерной медицины, академик НАН Казахстана (2003)[181].
- Родриго, Тереса (63) — испанский физик, председатель совета международного сотрудничества при Компактном мюонном соленоиде (c 2010)[182].
- Скрипкин, Владимир Алексеевич (80) — советский и российский писатель и журналист, лауреат Государственной премии Российской Федерации имени Маршала Советского Союза Г. К. Жукова (2019)[183].
- Сунцов, Валерий Гурьевич (77) — советский и российский стоматолог и деятель образования, доктор медицинских наук, профессор Омского государственного медицинского университета, заслуженный работник высшей школы РФ[184].
- Фенно, Ричард (93) — американский политолог, член Национальной академии наук США (1983)[185].
- Шнайдер, Флориан (73) — немецкий музыкант, основатель группы Kraftwerk[186].
- Шугарян, Рубен Робертович (57) — армянский дипломат, посол Армении в США (1993—1999) и в Италии (2005—2008)[187].

## 20 апреля

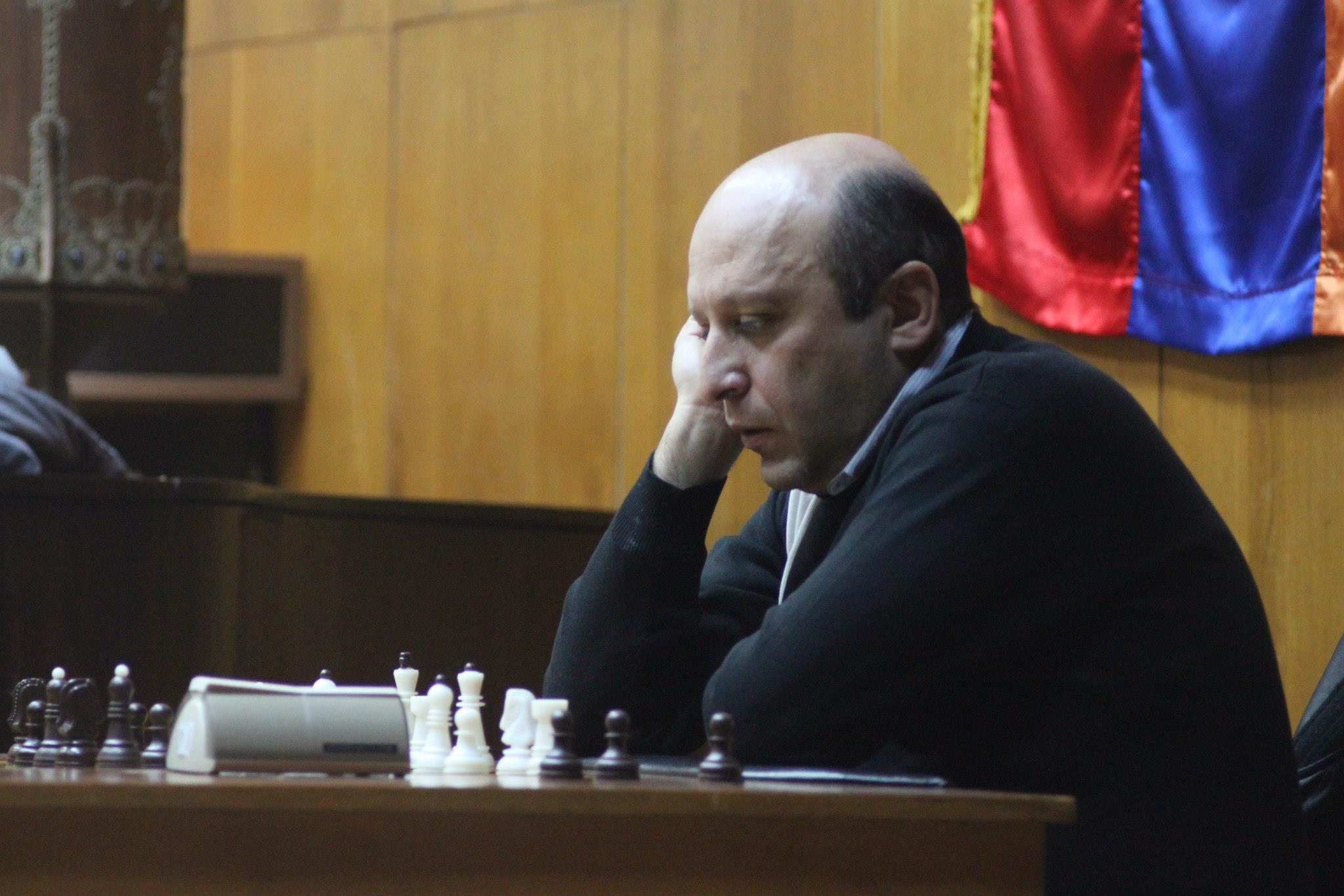
Арсен Егиазарян

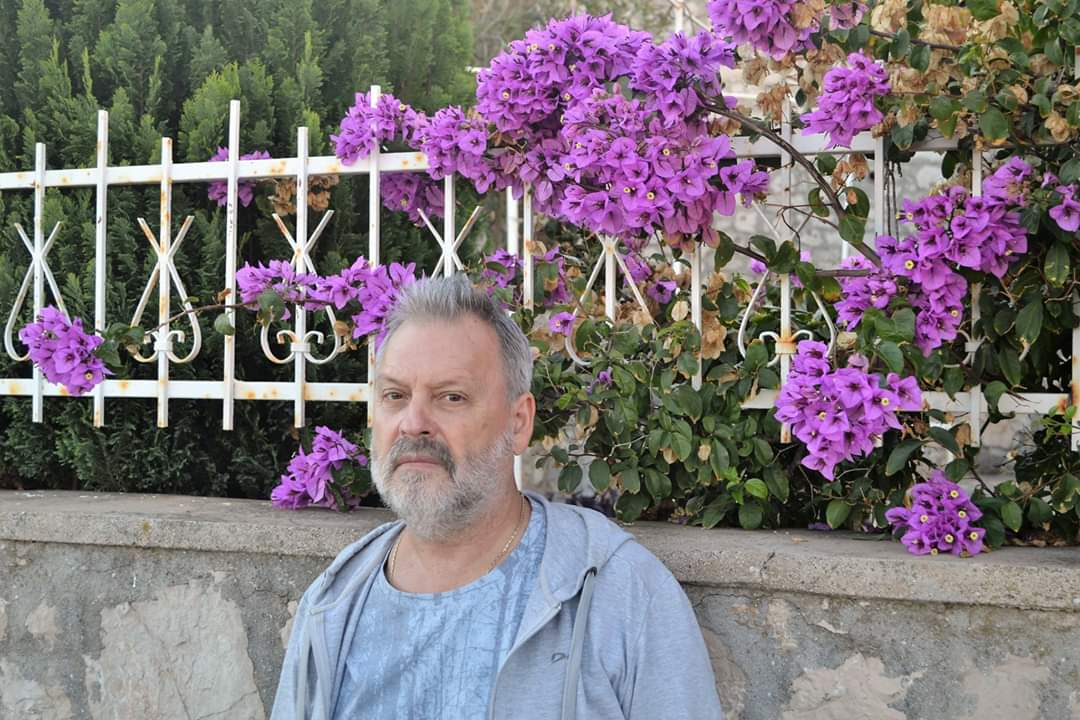
Константин Могилевский

- Альварес, Эрсон (80) — филиппинский государственный деятель, сенатор, депутат парламента Филиппин, министр аграрной реформы[188].
- Апакаев, Пётр Андреевич (83) — советский и российский педагог, доктор педагогических наук (1998), профессор[189].
- Большаков, Олег Георгиевич (90) — советский и российский историк-арабист, заслуженный деятель науки Российской Федерации (1997)[190].
- Дива, Нуреддин (83) — тунисский футболист, («Стад Тунизьен», «Эсперанс», национальная сборная)[191].
- Егиазарян, Арсен Арташесович (49) — армянский шахматист, гроссмейстер (2001)[192].
- Крылов, Борис Александрович (83/84) — учёный в области обработки бетона, академик РААСН (о смерти объявлено в этот день)[193].
- Лестер, Том (81) — американский актёр[194].
- Лыбацкая, Кристина (74) — польский государственный деятель, министр национального образования (2001—2004)[195].
- Маччони, Сирио (88) — итальянский ресторатор и писатель[196].
- Могилевский, Константин Викторович (66) — украинский художник, заслуженный художник Украины (2013)[197].
- Ретес, Габриэль (73) — мексиканский киноактёр, кинорежиссёр, киносценарист и кинопродюсер[198].
- О`Рэйли, Рон (79) — ирландский бизнесмен, основатель «Радио Кэролайн» (1964)[199].
- Товаровский, Иосиф Григорьевич (83) — советский и украинский учёный в области металлургии, академик Академии горных наук Украины (2001)[200].
- Фонтова, Горацио (73) — аргентинский певец и актёр[201][202].
- Чеккини, Либеро (100) — итальянский архитектор[203].
- Щёголев, Иван Александрович (59) — российский кинорежиссёр и киноактёр, сын А. И. Щёголева[204].

## 19 апреля

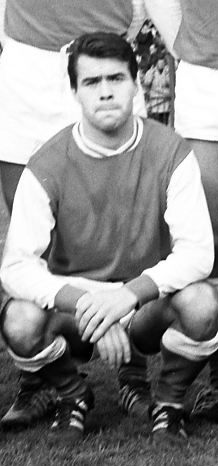
Эдмон Барафф

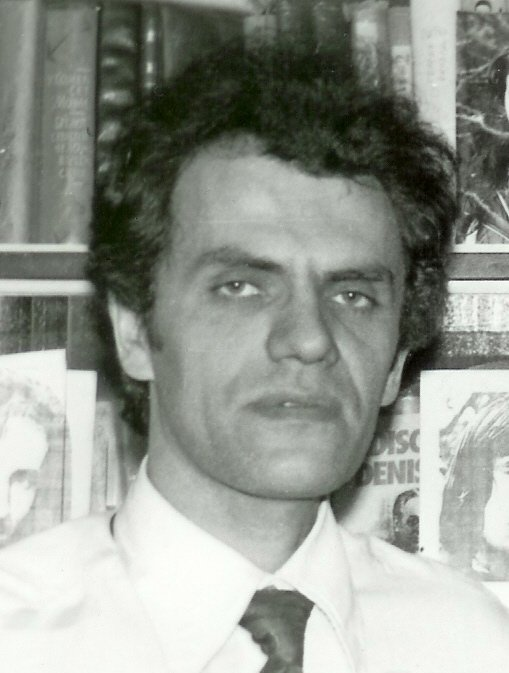
Александр Вустин

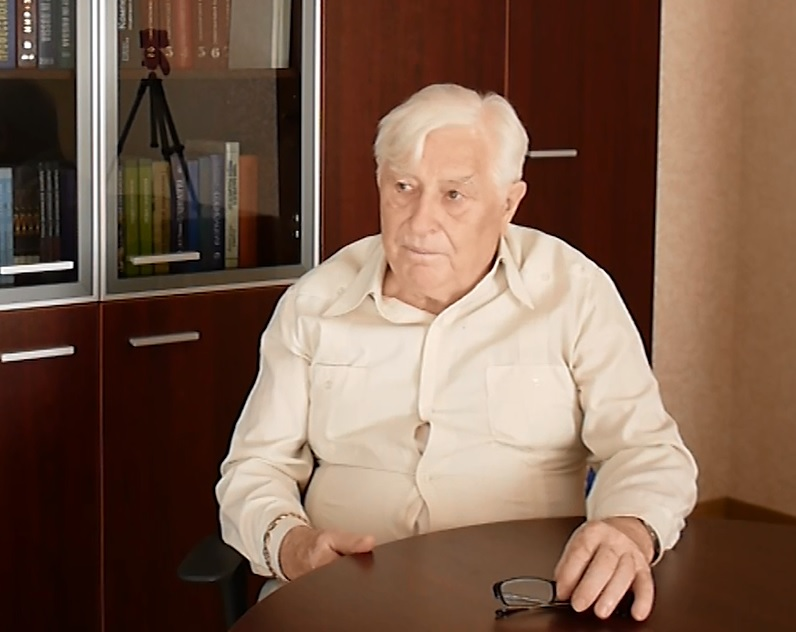
Александр Капто

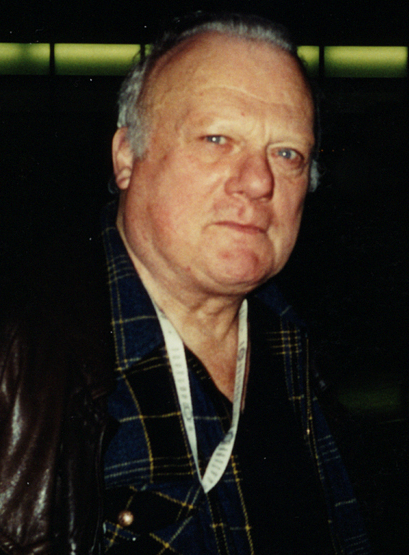
Филипп Наон

- Алексанян, Марат Егорович (70) — армянский государственный деятель, министр юстиции Армении (1996—1998) (о смерти объявлено в этот день)[205].
- Барафф, Эдмон (77) — французский футболист, нападающий[206].
- Бёдкер, Сесиль (93) — датская писательница[207].
- Бояджиев, Станислав (74) — болгарский баскетбольный тренер[208].
- Вустин, Александр Кузьмич (76) — советский и российский композитор[209].
- Индио (89) — бразильский футболист, игравший в национальной сборной[210].
- Кампа, Аурелио (86) — испанский футболист («Реал Мадрид»)[211].
- Капто, Александр Семёнович (87) — советский партийный деятель и дипломат, заведующий идеологическим отделом ЦК КПСС (1988—1990), Чрезвычайный и Полномочный Посол СССР на Кубе (1986—1988) и в КНДР (1990—1991)[212].
- Мишнев, Станислав Михайлович (71) — советский и российский писатель[213].
- Наон, Филипп (81) — французский актёр[214].
- Отто-Крепен, Маргит (75) — французская наездница, серебряный призёр летних Олимпийских игр в Сеуле (1988)[215].
- Серина, Дельфин (49) — французская актриса[216].
- Татарский, Валерьян Ильич (90) — советский и американский физик, член-корреспондент РАН (1991; член корреспондент АН СССР с 1976)[217].
- Харпа Рейес, Серхио Онофре (99) — чилийский политический деятель, член Сената Чили[218].
- Харченко, Владимир Петрович (85) — советский и российский онкохирург, директор РНЦРР (1987—2009), академик РАМН (2000—2013), академик РАН (2013)[219].

## 18 апреля

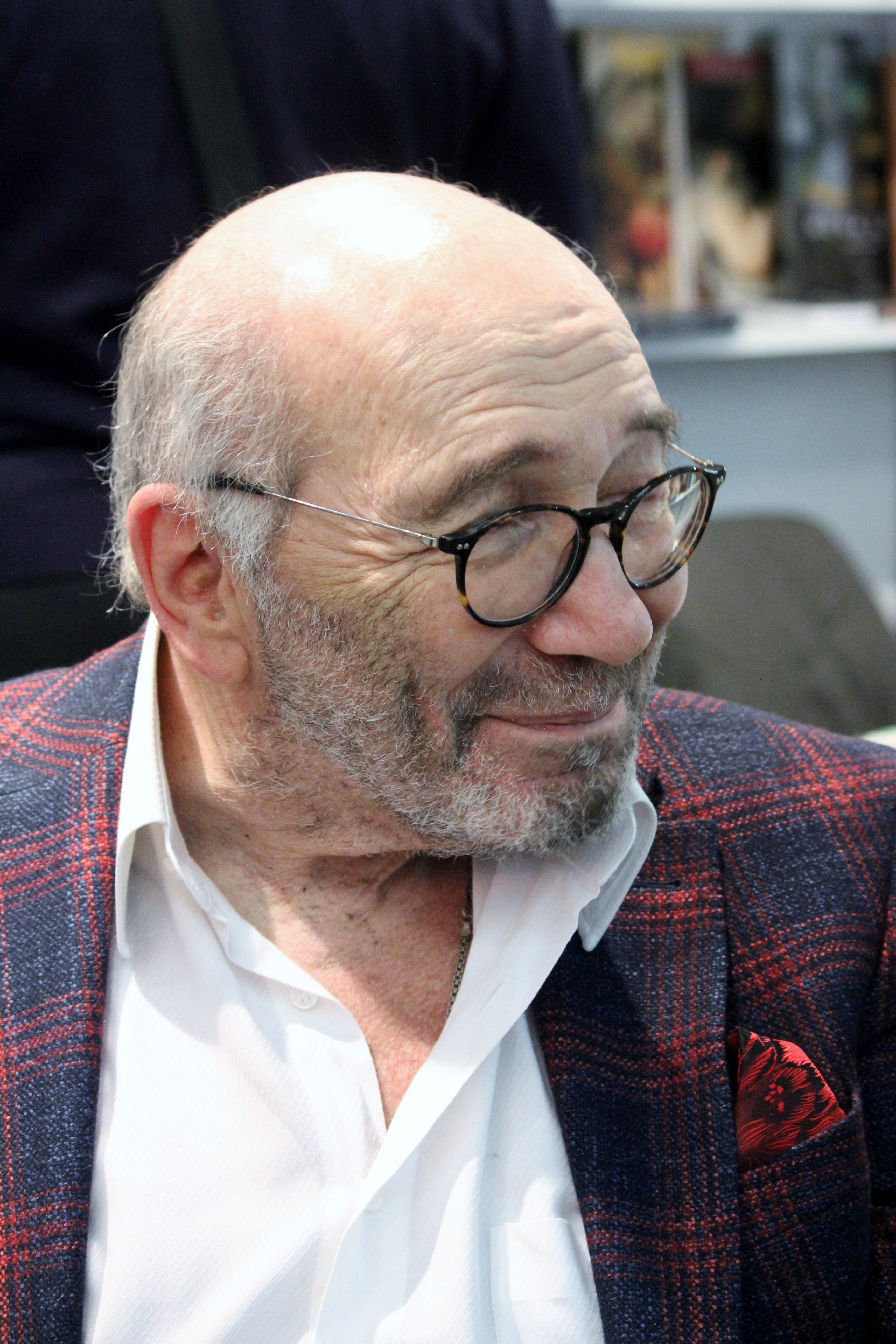
Александр Кабаков

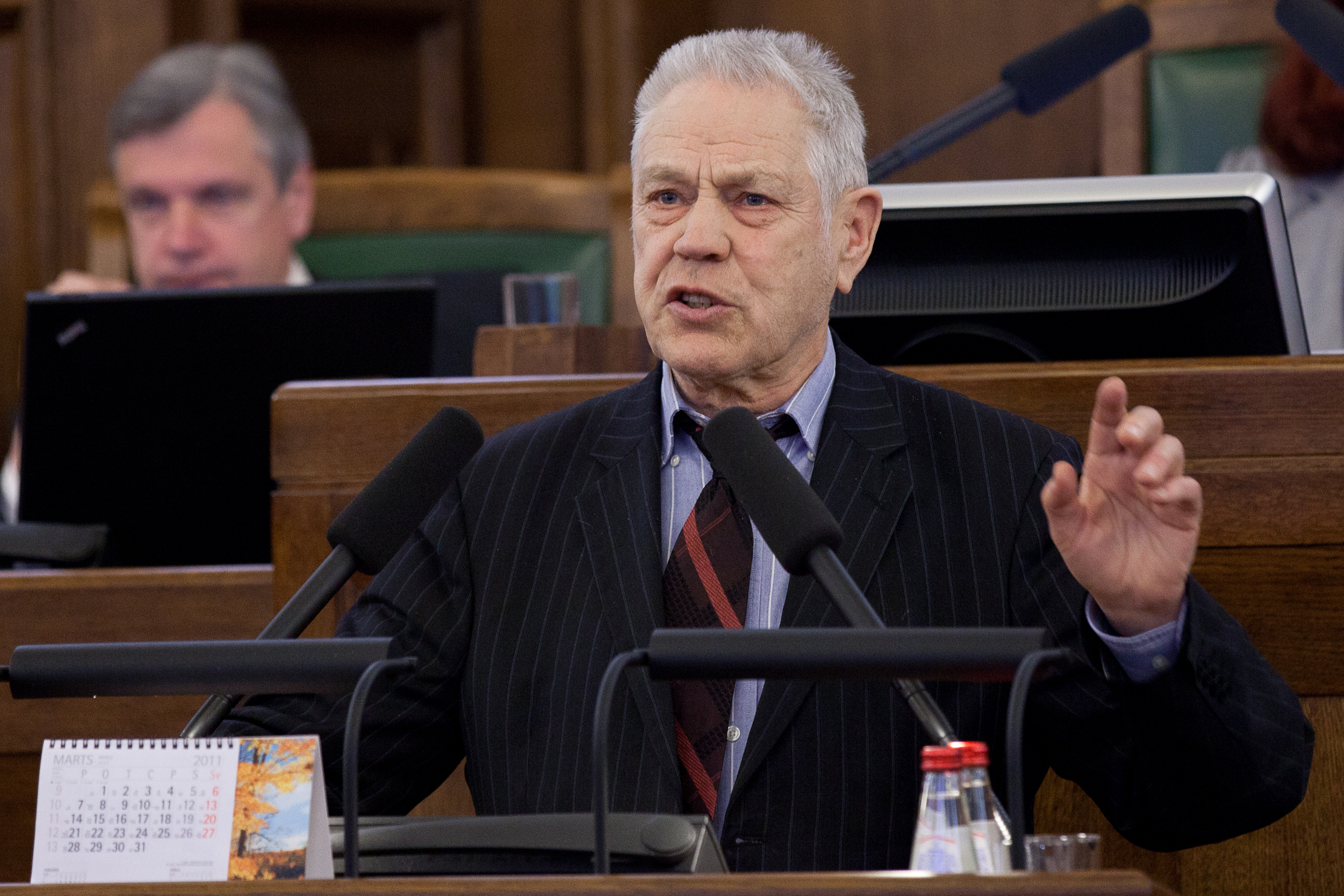
Висвалдис Лацис

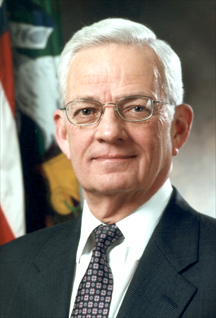
Пол О’Нил

- Абдуллаев, Джура Абдуллаевич (93) — советский и узбекский учёный в области информационных технологий, академик АН Узбекистана (1989), заслуженный деятель науки Узбекистана[220].
- Альгару, Алехандро (91) — мексиканский певец[221].
- Ваверко, Людмила Вениаминовна (92) — советский и молдавский музыкальный педагог и пианистка, профессор кафедры специального фортепиано Кишинёвской консерватории, вдова З. Л. Столяра[222].
- Веснин, Виктор Николаевич (74) — казахстанский государственный деятель, депутат Мажилиса (1996—2004)[223].
- Дерягин, Руслан Валентинович (80) — советский и российский учёный, доктор технических наук, профессор, ректор ВоГТУ (1997—2007)[224].
- Кабаков, Александр Абрамович (76) — советский и российский писатель, журналист и сценарист[225].
- Квадаккерс, Вилли (82) — нидерландский футболист, игрок сборной Нидерландов[226].
- Лафортюн, Франсуа (87) — бельгийский стрелок из спортивной винтовки, участник семи Олимпийских игр[227].
- Лацис, Висвалдис (96) — латвийский филолог и политический деятель, депутат Сейма (2010—2011)[228].
- Наваррини, Урано (74) — итальянский футболист[229].
- О’Нил, Пол Генри (84) — американский государственный деятель, министр финансов США (2001—2002)[230].
- Рябов, Геннадий Георгиевич (84) — советский и российский учёный в области прикладной математики, директор ИТМиВТ (1984—2005), член-корреспондент РАН (1991; член-корреспондент АН СССР с 1984)[231].
- Сухоручкин, Николай Андреевич (62) — российский артист балета Саратовского областного театра оперетты, заслуженный артист Российской Федерации (1998)[232].
- Фирсов, Александр Алексеевич (74) — российский фармакокинетик и фармакодинамик, директор НИИНА им. Г. Ф. Гаузе (2007—2017), член-корреспондент РАМН (2011—2014), член-корреспондент РАН (2014)[233].
- Эрлихман, Владимир Наумович (74) — российский учёный в области холодильной техники и технологии, доктор технических наук, профессор[234].
- Эсадзе, Резо Парменович (86) — советский и грузинский актёр, кинорежиссёр и сценарист, заслуженный деятель искусств Грузинской ССР (1980)[235].

## 17 апреля

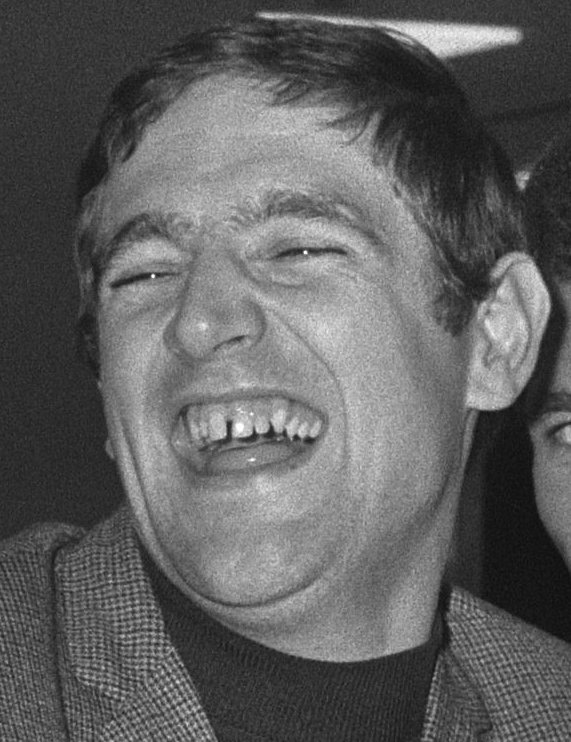
Норман Хантер

- Адкинс, Бенни (86) — сержант армии США, награждённый медалью Почёта (2014) за боевые действия во Вьетнаме[236].
- Азаматова, Сталина Азимовна (80) — советская и таджикская балерина, балетмейстер и актриса, народная артистка Таджикистана (2005)[237].
- Ван Гестел, Раймон (90) — бельгийский футболист, нападающий, игрок сборной Бельгии[238].
- Гарсен, Жильбер (90) — французский фотограф[239].
- Граймс, Генри (84) — американский джазовый контрабасист, скрипач и поэт[240].
- Дикарёва, Наталья Степановна (60) — советская и российская киноактриса[241].
- Дуарте, Филипе (46) — португальский актёр[242].
- Кабдикаримова, Нурбакыт (71) — советский передовик сельского хозяйства, Герой Социалистического Труда (1982)[243].
- Качармин, Семён Дмитриевич (100) — советский и российский передовик производства и учёный-промышленник, лауреат Государственной премии СССР[244].
- Киари, Абба — нигерийский государственный деятель, глава администрации президента Нигерии (с 2015 года)[245].
- Контрерас, Карлос (81) — чилийский футболист, игрок «Универсидад де Чили» и национальной сборной, шестикратный чемпион Чили (1959, 1962, 1964, 1965, 1967, 1969), бронзовый призёр чемпионата мира (1962)[246].
- Коттон, Эдди (72) — американский рефери по боксу[247].
- Логан, Джузеппе (84) — американский джазовый музыкант[248].
- Ниоде, Лукман (56) — индонезийский пловец, участник летних Олимпийских игр в Лос-Анджелесе (1984)[249].
- Селигман, Мэтью (64) — английский бас-гитарист (Thompson Twins)[250].
- Уралова, Евгения Владимировна (79) — советская и российская актриса, артистка Театра имени Ермоловой (с 1965 года), заслуженная артистка Российской Федерации (1994)[251].
- Усербаев, Алипбек Шарипбекович (58) — казахстанский государственный деятель, аким города Туркестана (2012—2013, 2014—2017 и 2018—2019)[252].
- Фантони, Серджо (89) — итальянский актёр[253][254].
- Хантер, Норман (76) — английский футболист, игрок «Лидс Юнайтед» и национальной сборной, чемпион мира 1966 года[255].
- Шаповалов, Владимир Семёнович (76) — советский и российский писатель и журналист[256].
- Шибоян, Саркис (58) — армянский бард[257].

## 16 апреля

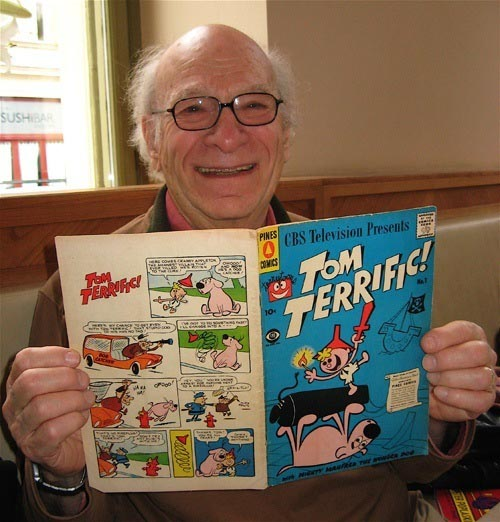
Джин Дейч

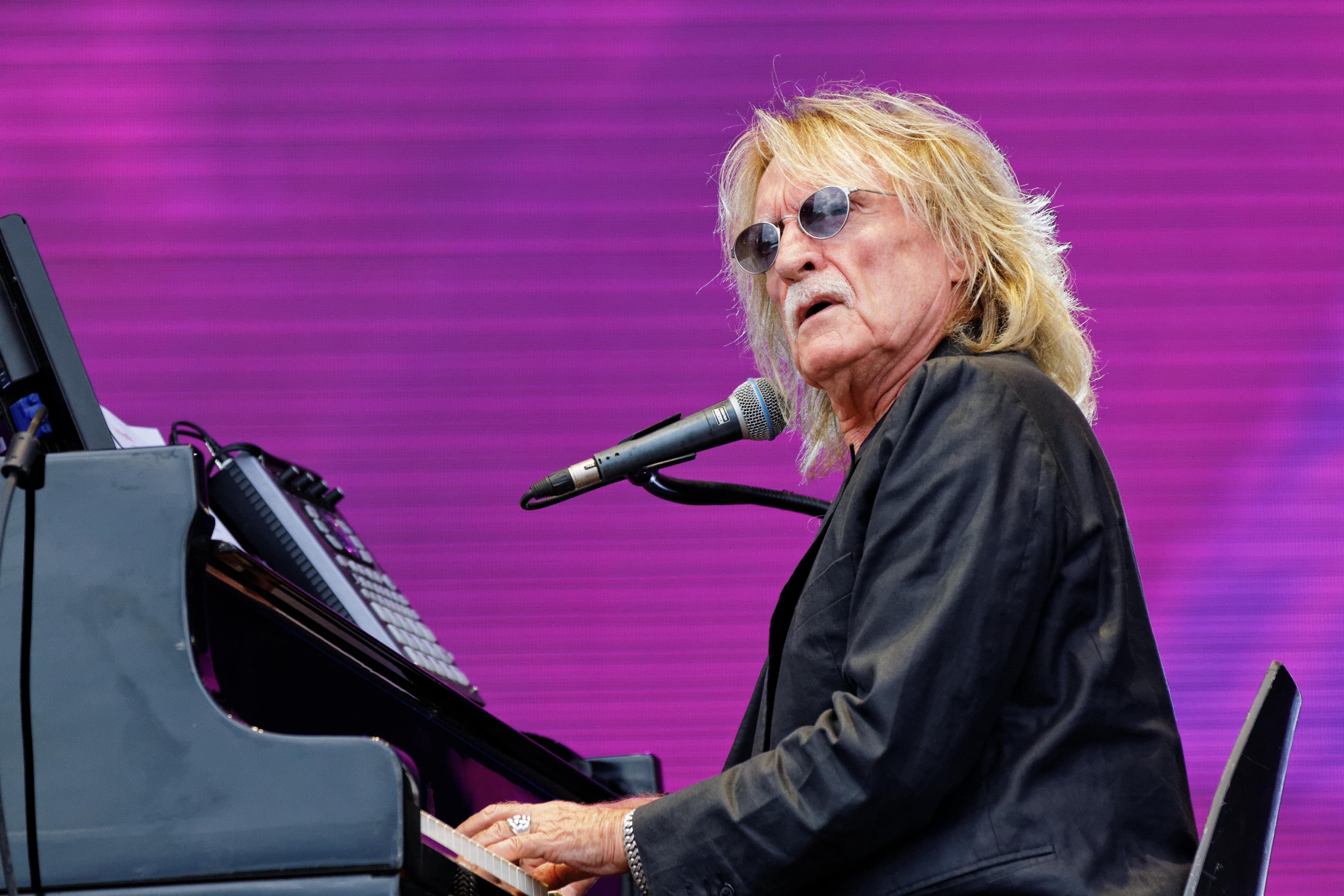
Кристоф

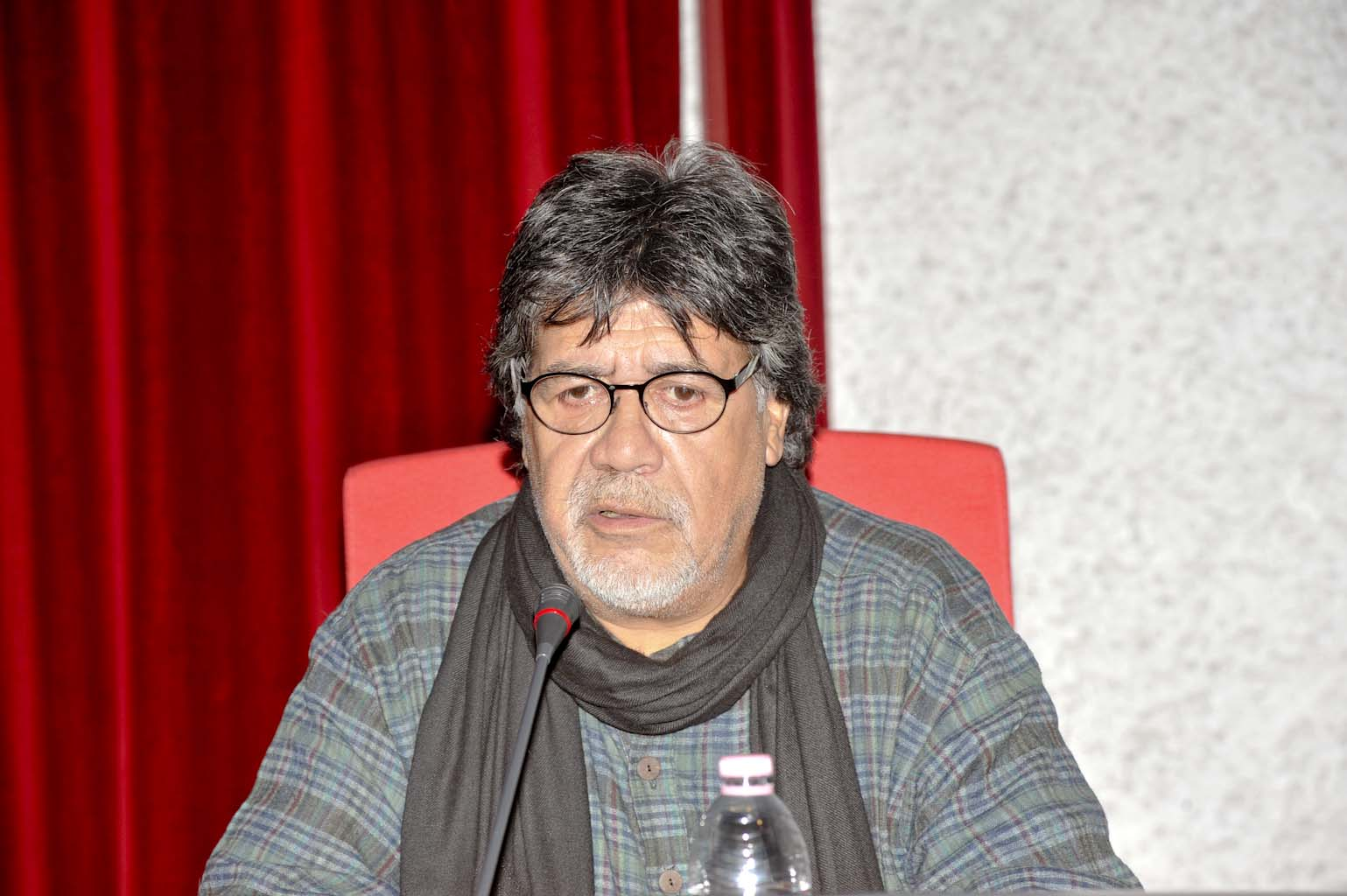
Луис Сепульведа

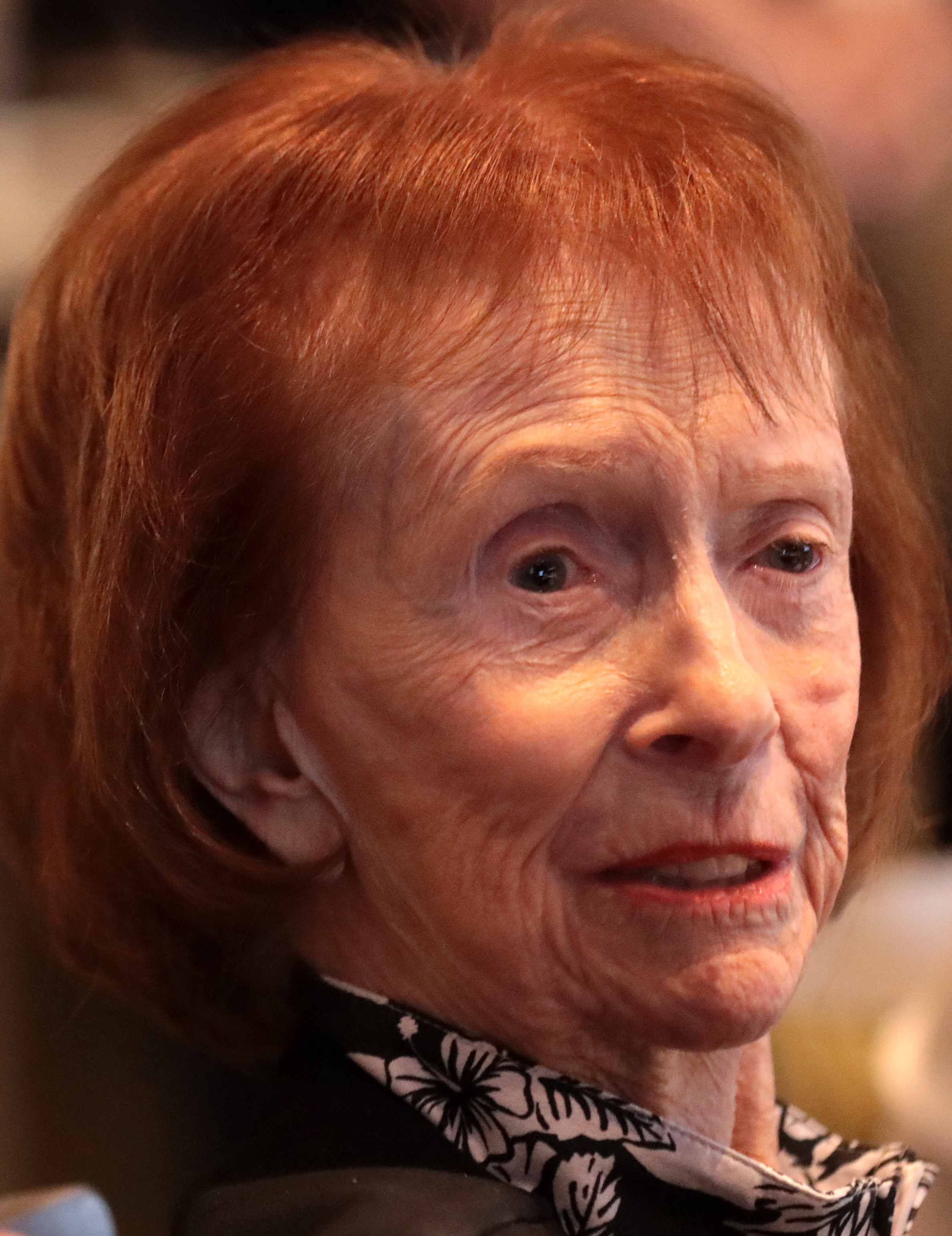
Джейн Халл

- Абрамов, Андрей Николаевич (48) — российский актёр, артист Рязанского театра кукол, заслуженный артист России[258].
- Адлер, Джозеф (79) — американский режиссёр кино и театра[259].
- Алиев, Рафик Гаджибаба оглы (70) — советский и азербайджанский актёр театра и кино, театральный режиссёр и продюсер, народный артист Азербайджана (2007)[260].
- Бекбоев, Исак Бекбоевич (90) — советский и киргизский педагог, член-корреспондент НАН Кыргызстана[261].
- Бобровский, Альберт Иванович (88) — советский военачальник, генерал-лейтенант, заслуженный военный лётчик СССР (1977)[262].
- Ванчура, Душан (82) — словацкий эстрадный певец и контрабасист, участник группы «Spiritual Quintet»[263].
- Гарсиа-Роза, Луис Альфредо (84) — бразильский писатель[264].
- Гилберт, Кеннет (88) — канадский клавесинист, органист, музыковед и музыкальный педагог[265].
- Гувер, Уолтер (85) — американский гребец академического стиля, чемпион Панамериканских игр в Мехико (1955)[266].
- Дейч, Джин (95) — американский художник-мультипликатор[267].
- Доносо, Карлос (72) — венесуэльский актёр, певец и сценарист[268].
- Елинкова, Милена (85) — чешская киносценаристка[269].
- Карпов, Пётр Иванович (72) — советский и российский артист оперетты, актёр Музыкального театра Кузбасса (с 1977 года), народный артист Российской Федерации (1995)[270].
- Кинцле, Ульрих (83) — немецкий журналист и издатель, лауреат культурной премии Фонда Эдуарда Рейна (1983) и премии «Бэмби» (1995)[271].
- Киселёв, Анатолий Иванович (72) — советский и российский композитор и музыкант, руководитель ВИА «Добры молодцы» (1975—1988), заслуженный деятель искусств Российской Федерации (2002)[272].
- Кристоф (74) — французский певец и автор песен[273].
- Лансуэла, Сантьяго (71) — испанский государственный деятель, председатель правительства Арагона (1995—1999)[274].
- Лещиков, Валерий Николаевич (79) — советский и российский историк, ректор Псковского педагогического университета (1987—2008)[275].
- Милошевич, Бояна (54) — югославская баскетболистка, серебряный призёр летних Олимпийских игр в Сеуле (1988)[276].
- Нильсен, Арне (96) — норвежский государственный деятель, министр местного самоуправления (1978—1979), министр социальных дел (1979—1981)[277].
- Радов, Александр Георгиевич (79) — советский и российский режиссёр-теледокументалист и телепродюсер[278].
- Сепульведа, Луис (70) — чилийский писатель[279].
- Старостин, Андрей Никонович (80) — российский физик, доктор физико-математических наук (1981), заслуженный профессор МФТИ (2009)[280].
- Талих, Ян (74) — чешский скрипач и альтист[281].
- Халл, Джейн Ди (84) — американский государственный деятель, губернатор штата Аризона (1997—2003)[282].
- Хендрикс, Виктор (84) — западногерманский гребец академического стиля, серебряный призёр чемпионата Европы по академической гребле в Маконе (1959)[283].
- Хрусталёв, Николай Иванович (77) — советский и эстонский актёр, артист Русского театра Эстонии (1964—2004)[284].

## 15 апреля

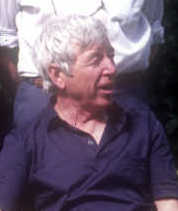
Джо Браун

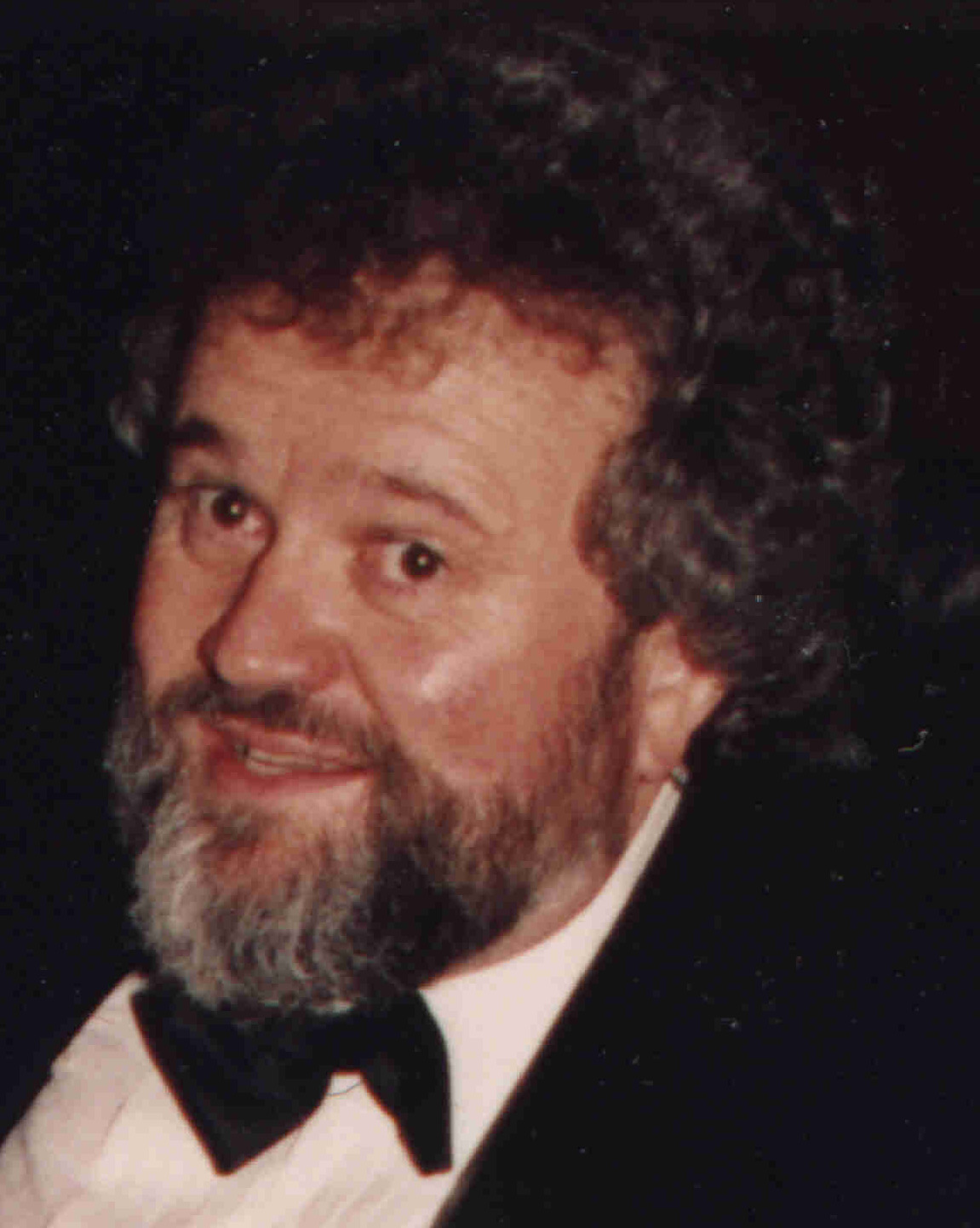
Аллен Давио

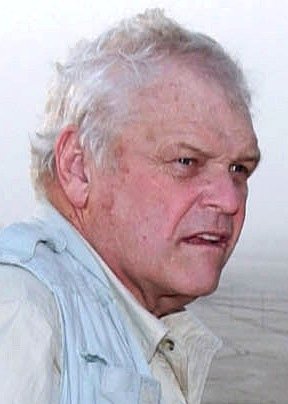
Брайан Деннехи

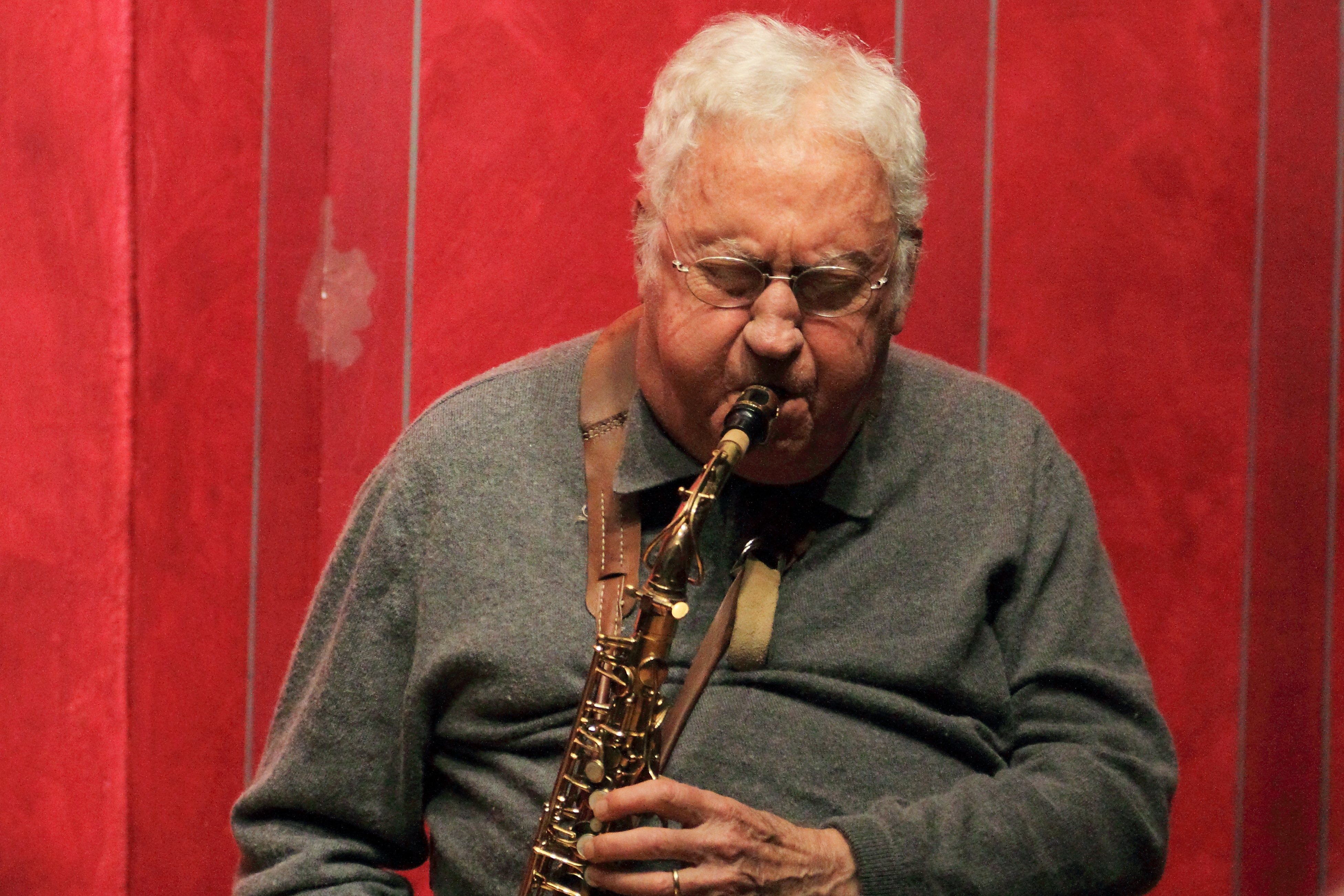
Ли Кониц

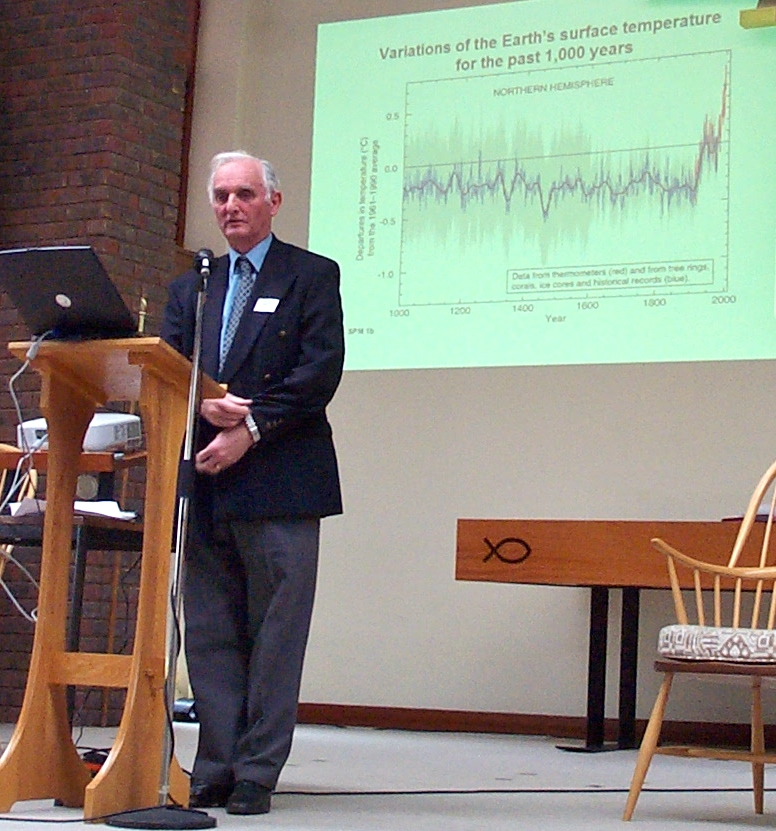
Джон Хафтон

Михаил Шарыгин

- Браун, Джо (89) — британский альпинист[285].
- Бриггс, Джон (90) — американский политический деятель[286].
- Валибора, Кен (56) — кенийский писатель, журналист и филолог, исследователь языка суахили[287].
- Давио, Аллен (77) — американский кинооператор[288].
- Деконинк, Бернар (83) — французский велогонщик, серебряный призёр чемпионата мира по трековым велогонкам в Амстердаме (1959)[289].
- Деннехи, Брайан (81) — американский актёр[290].
- Джурич, Любиша (71) — сербский художник[291].
- Дэвис, Уилли (85) — игрок в американский футбол, двукратный победитель Супербоула[292].
- Закиров, Рустамжан Нематжанович (30) — киргизский футболист, игрок сборной Кыргызстана[293].
- Зуев, Василий Алексеевич (68) — советский и казахстанский учёный в области технологий очистки воды. Лауреат Государственной премии РК в области науки, техники и образования (2005) [источник не указан 1812 дней]
- Кониц, Ли (92) — американский джазовый саксофонист[294].
- Кроткова, Надежда Васильевна (49) — российская актриса, артистка Рязанского театра драмы[295].
- Лагушкин, Виктор Павлович (79) — советский и российский юрист, заслуженный профессор УлГУ, заслуженный юрист Российской Федерации[296].
- Майерс, Брюс (77—78) — американский актёр[297].
- Никитенко, Константин Сергеевич (98) — советский лётчик, командир Правительственного авиаотряда, который ранее назывался отдельным авиаотрядом № 235, Герой Социалистического Труда[источник не указан 1912 дней].
- Райт, Дорик (74) — белизский католический прелат[298].
- Тёрнроос, Веса (37) — финский стендовый стрелок, участник летних Олимпийских игр в Рио-де-Жанейро (2016)[299].
- Урсу, Андрей Теодор (90) — молдавский почвовед, член Академии наук Молдавии[300].
- Фонсека, Рубен (94) — бразильский писатель[301].
- Хаддад, Пол (56) — канадский актёр[302].
- Хафтон, Джон (88) — британский климатолог, член Лондонского королевского общества (1972)[303].
- Чоудхри, Ранджит (64) — индийский актёр[304].
- Шайеки, Сиамак (66) — иранский кинорежиссёр[305].
- Шарыгин, Михаил Дмитриевич (81) — советский и российский экономико-географ, доктор географических наук (1980), заслуженный профессор ПГНИУ, заслуженный деятель науки Российской Федерации (1996)[306].

## 14 апреля

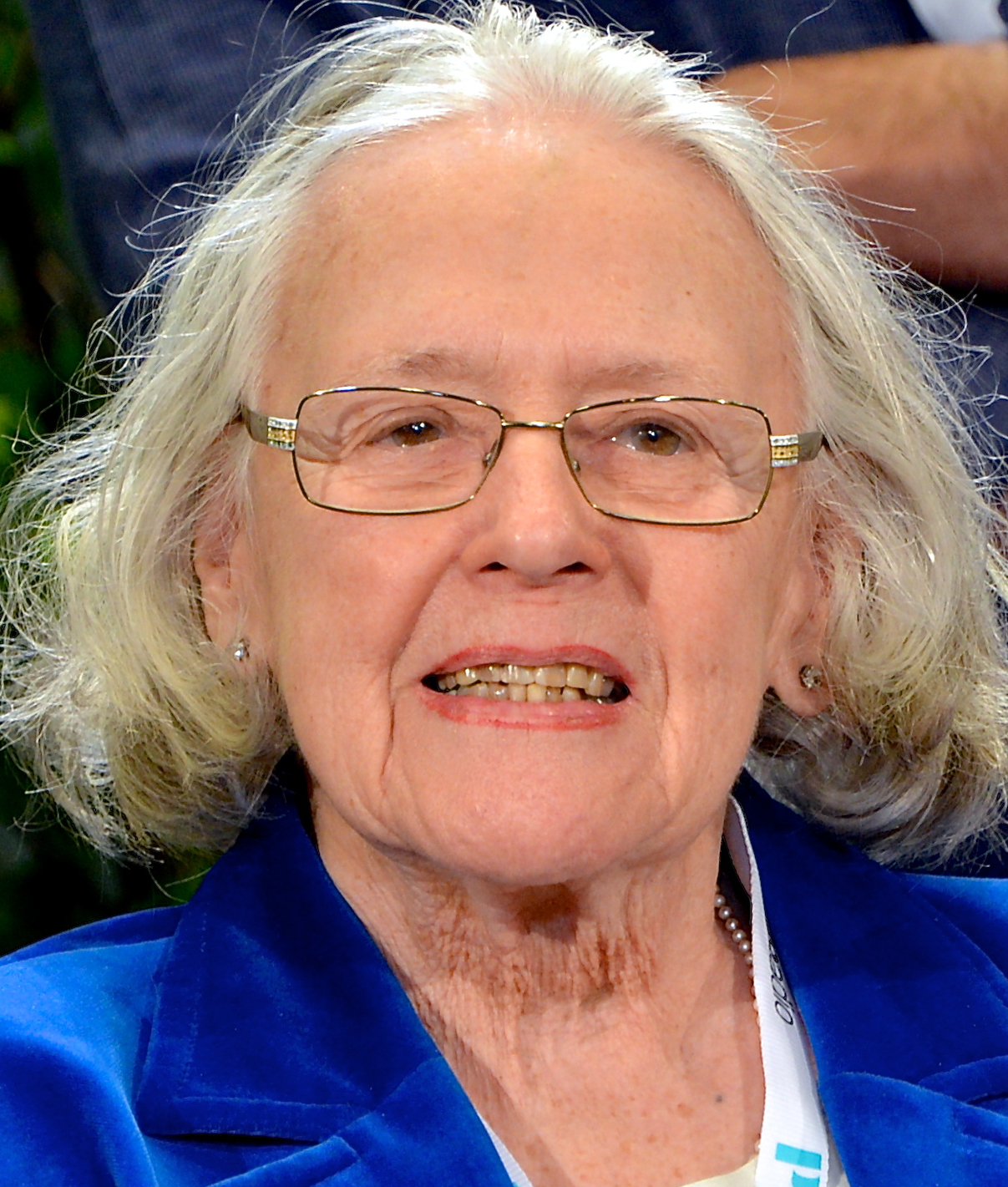
Черстин Мейер

- Баш, Хайдар (73) — турецкий экономист, основатель и глава Независимой партии Турции (с 2001 года)[307].
- Бегов, Омар Омарович (81) — российский государственный деятель, депутат Государственной думы (1993—1995)[308].
- Бейкер, Пип (91) — британский киносценарист[309].
- Брукс, Натан (86) — американский боксёр, чемпион летних Олимпийских игр в Хельсинки (1952)[310].
- Гердтс, Уильям (91) —  американский искусствовед, историк искусства и музейный куратор[311].
- Девирст, Джоан (84) — британская фигуристка, двукратный бронзовый призёр чемпионатов мира по фигурному катанию: в Париже (1952) и Давосе (1953)[312].
- Донатоне, Марио (86) — итальянский актёр[313][314].
- Дунаева, Наталья Лазаревна (86) — советский и российский искусствовед[315].
- Кнебель, Юрий (86) — серболужицкий археолог и историк[316].
- Маркес, Альфонсо (82) — филиппинский баскетболист, двукратный чемпион Азии (1960, 1967)[317].
- Махмутов, Бекет Сапабекович (80) — советский и казахстанский спортивный функционер, глава Федераций бокса (1993—2000) и дзюдо (2009—2013) Казахстана[318].
- Мейер, Черстин (92) — шведская оперная певица (меццо-сопрано)[319].
- Пароди Вальверде, Луис (83) — эквадорский государственный деятель, вице-президент Эквадора (1988—1992)[320].
- Петров, Игорь Николаевич (86) — советский военачальник, контр-адмирал[321].
- Пичардо Пагаса, Игнасио (84) — мексиканский дипломат, политический и государственный деятель, губернатор штата Мехико (1988—1993), посол Мексики в Испании (1993—1994), председатель Институционно-революционной партии (1994), министр энергетики (1994—1995), посол Мексики в Нидерландах (1996—2000)[322].
- Рец, Маркус (78) — швейцарский скульптор и концептуальный художник[323].
- Росси, Хью (92) — британский государственный деятель, министр по делам людей с ограниченными возможностями (1981—1983)[324].
- Шишков, Юрий Алексеевич (79) — российский живописец, академик РАХ (2013), Заслуженный художник Российской Федерации (2013)[325].
- Эуба, Акин (84) — нигерийский композитор, пианист и музыковед[326].
- Янковская, Светлана Сергеевна (64) — советская, российская цыганская актриса театра и кино, выступавшая на сцене театра «Ромэн», заслуженная артистка РСФСР (1985).

## 13 апреля

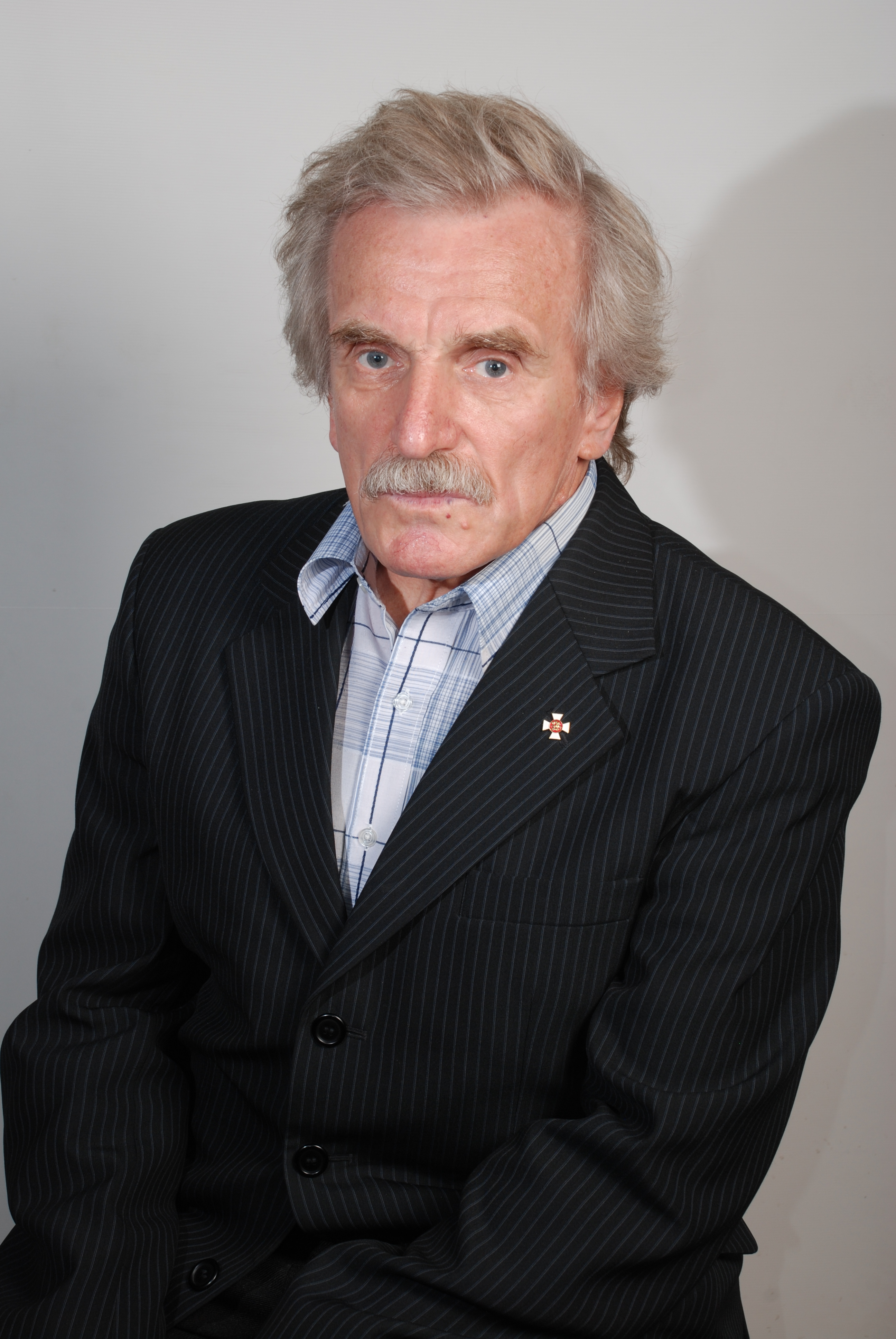
Виктор Баев

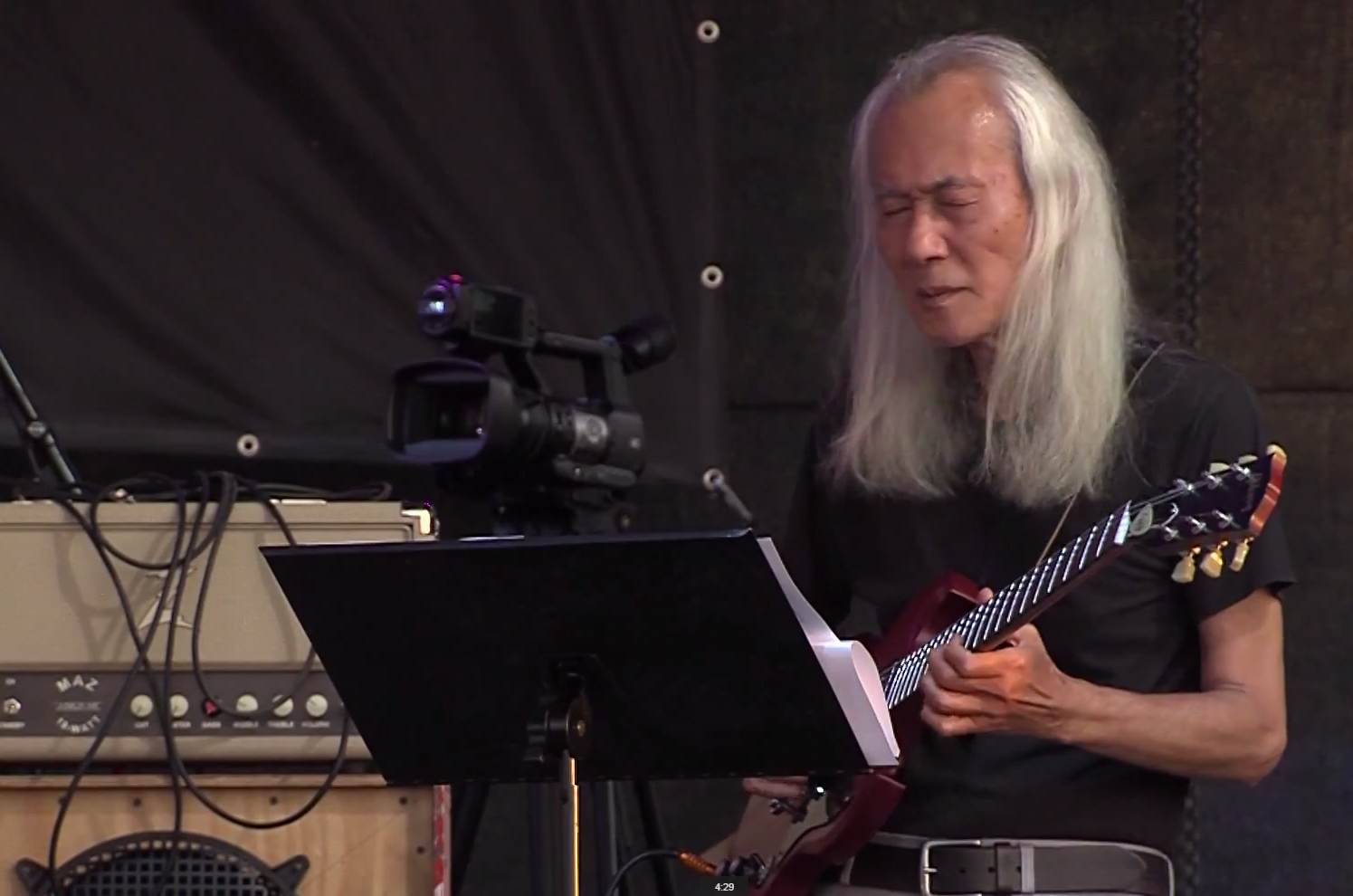
Рё Кавасаки

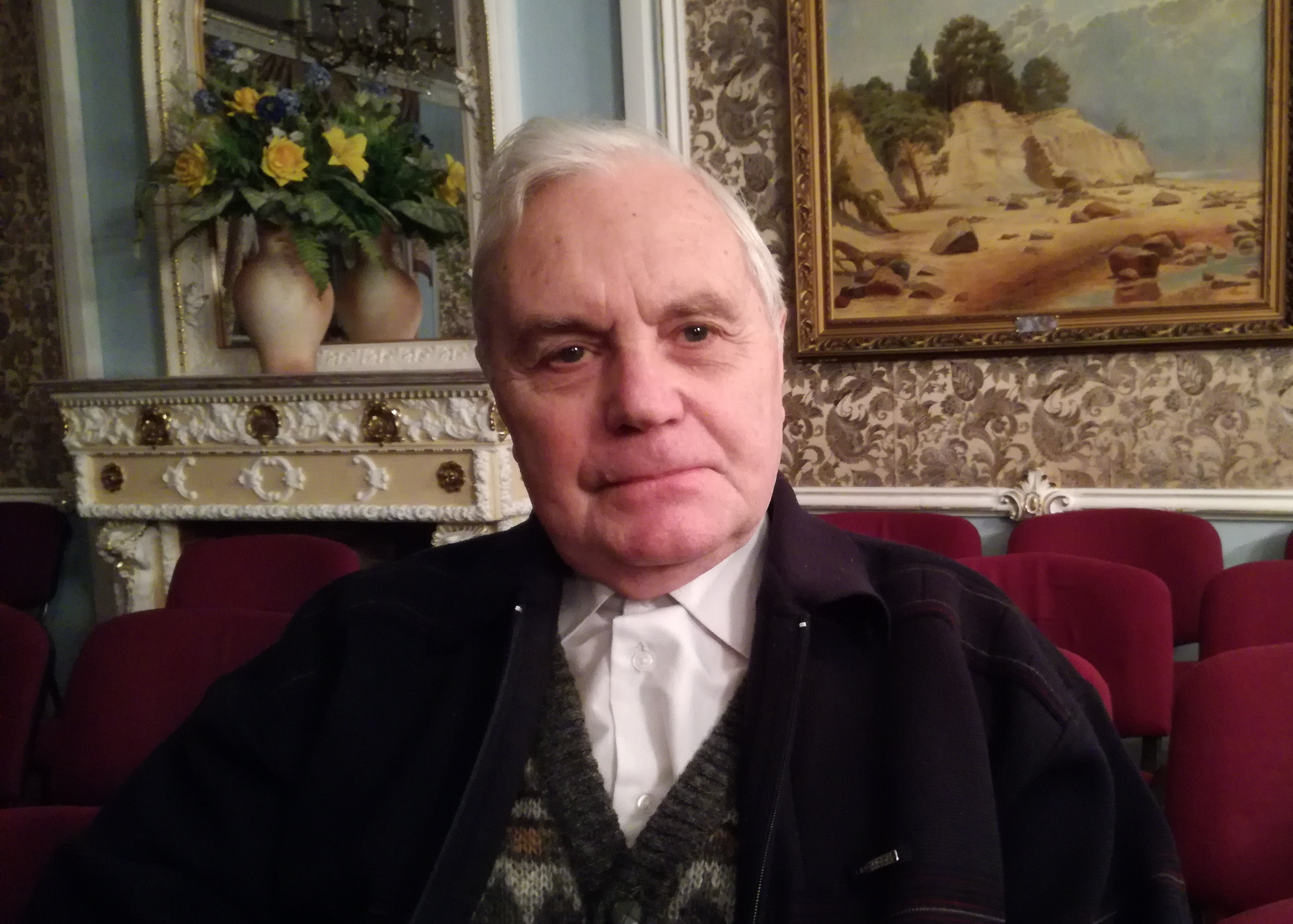
Виктор Латышев

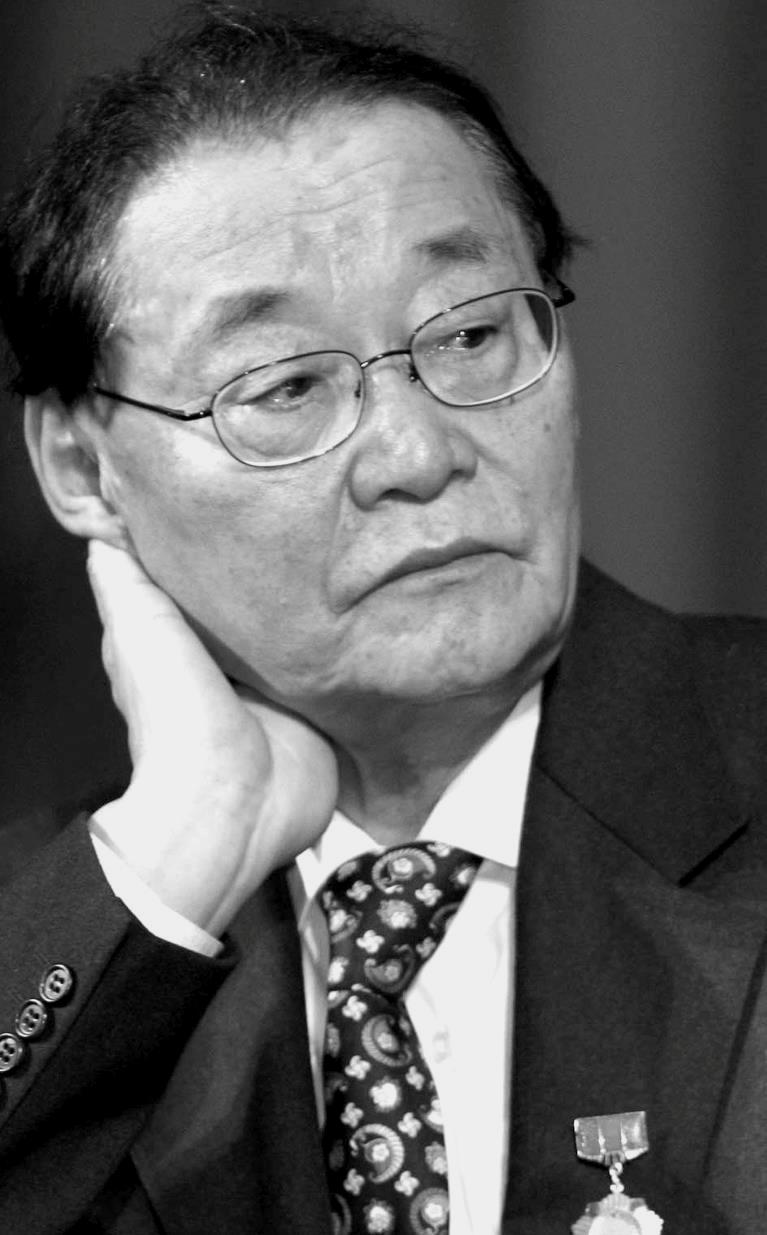
Лодонгийн Тудэв

- Алаведра, Бальдири (76) — испанский футболист[327].
- Баев, Виктор Иванович (80) — советский и российский учёный в области электротехнологии в сельском хозяйстве, доктор технических наук (2001), профессор[328].
- Баух, Ефрем Исаакович (86) — советский и израильский русский поэт, писатель, переводчик и журналист[329].
- Бламон, Жак (93) — французский астрофизик, член Французской академии наук (1979)[330].
- Горгонь-Флонт, Барбара (84) — польская саночница, бронзовый призёр чемпионат мира по санному спорту в Крынице-Здруй (1958)[331].
- Гришин, Виктор Владимирович (85) — советский и российский военный лётчик, генерал-майор авиации, заслуженный военный лётчик СССР[332].
- Гудакр, Гленна (80) — американский скульптор[333].
- Десаи, Ашок (77) — индийский государственный деятель, генеральный прокурор Индии (1996—1998)[334].
- Кавасаки, Рё (73) — японский гитарист[335].
- Котино, Хуан (70) — испанский бизнесмен и политический деятель, директор Главного управления полиции (1996—2002)[336].
- Кузьмин, Алексей Алексеевич (78) — советский и белорусский артист оперетты, заслуженный артист РСФСР (1982)[337].
- Лавилья Альсина, Ланделино (85) — испанский государственный деятель, министр юстиции Испании (1976—1979)[338].
- Латышев, Виктор Николаевич (86) — советский и российский математик, доктор физико-математических наук (1977), заслуженный профессор МГУ (2001)[339].
- Лодонгийн Тудэв (85) — монгольский писатель, Герой Труда Монголии (о смерти сообщено в этот день)[340].
- Магсайсай, Висенте (80) — филиппинский государственный деятель, губернатор провинции Самбалес (1968—1986, 1998—2007)[341].
- Майоров, Андрей Михайлович (85) — советский и российский актёр, заслуженный артист Российской Федерации (1997), сын Михаила Майорова[342].
- Мальдорор, Сара (90) — французский режиссёр документальных фильмов[343].
- Милларде, Патрисия (63) — французская актриса[344].
- Морейра, Мораес (72) — бразильский композитор, гитарист и певец[345].
- Мэй, Рик (79) — американский актёр[346].
- Питерс, Деннис (82) — американский электрохимик[347].
- Салливан, Энн (91) — американский аниматор[348].
- Фенстад, Йенс Эрик (84) — норвежский математик, член Норвежской академии наук[349].
- Хупман, Саша (49) — немецкий баскетболист[350].
- Чечур, Здравко (70) — югославский баскетболист[351].
- Шульце, Вольфганг (67) — немецкий языковед[352].

## 12 апреля

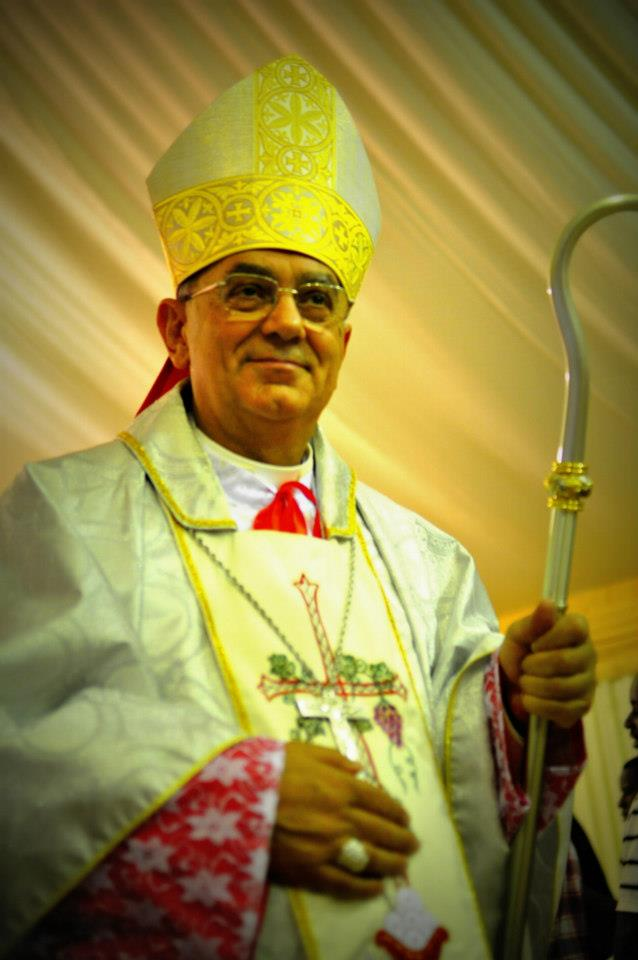
Камилло Баллин

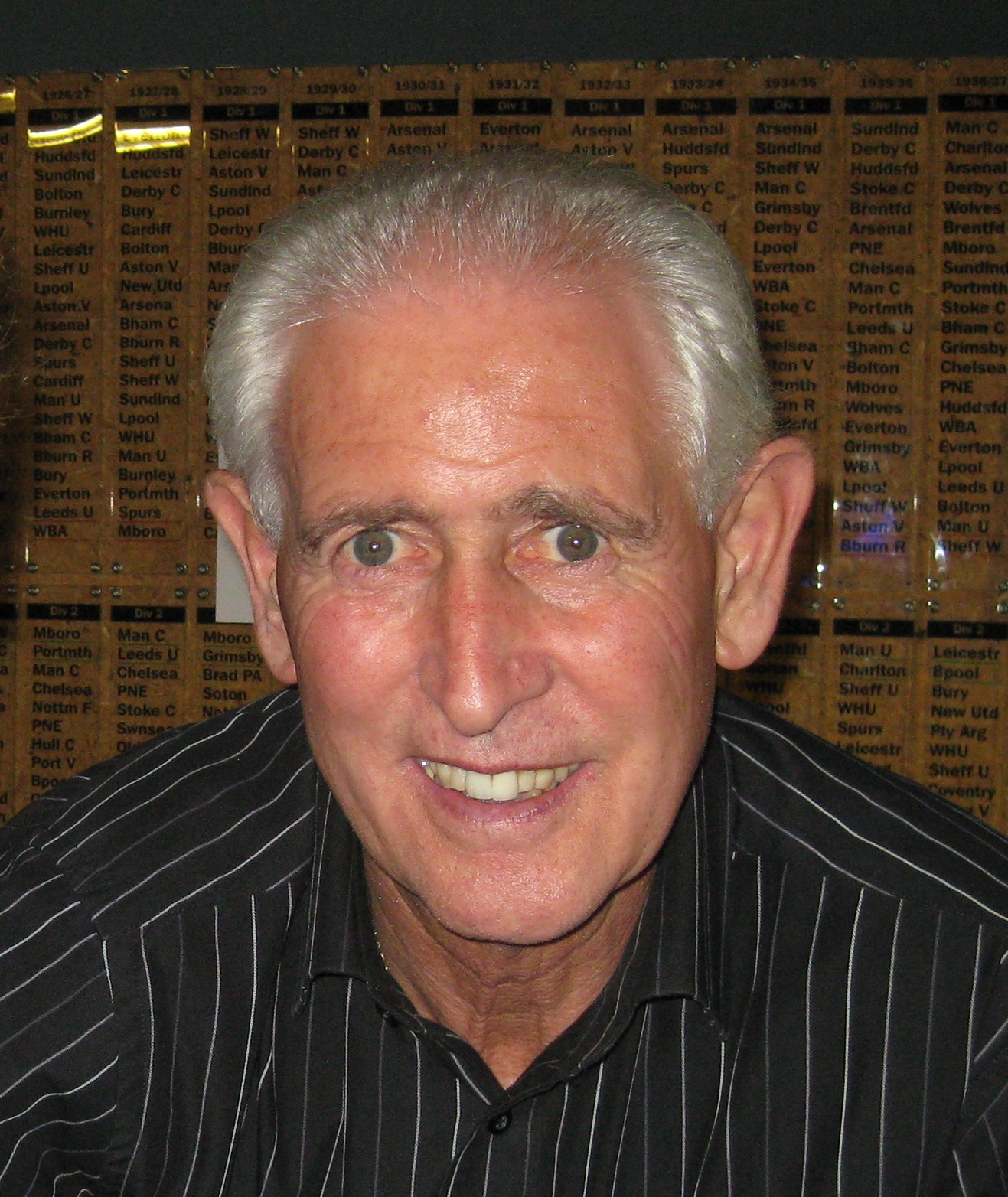
Питер Бонетти

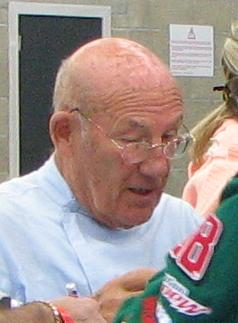
Стирлинг Мосс

- Абу Исса, Фарук (86) — суданский государственный деятель, министр иностранных дел Судана (1969—1971)[353].
- Аритменди, Франсиско (81) — испанский легкоатлет (бег на длинные дистанции), участник летних Олимпийских игр в Токио (1964)[354].
- Арроусмит, Брайан (79) — английский футболист и тренер[355].
- Бакши-Дорон, Элияху (78) — израильский раввин, Ришон ле-Цион (главный сефардский (1993—2003)[356].
- Баллин, Камилло (75) — итальянский католический прелат, викарий апостольского викариата Северной Аравии (с 2005 года)[357].
- Барье, Морис (87) — французский киноактёр[358].
- Бонетти, Питер (78) — английский футболист, вратарь «Челси» и национальной сборной, победитель чемпионата мира по футболу в Англии (1966)[359].
- Брук-Тейлор, Тим (79) — британский актёр[360].
- Годик, Марк Александрович (80) — советский и российский теоретик футбола, доктор педагогических наук (1982), профессор[361].
- Голдман, Дэнни (80) — американский актёр[362].
- Дейк, Луис ван (78) — нидерландский джазовый пианист[363].
- Де Деккер, Жак (74) — бельгийский писатель[364].
- Дектор, Феликс Адольфович (89) — советский и израильский переводчик, журналист, издатель, продюсер[365].
- Жумагулов, Ташбоо Рахманбердиевич (70) — советский и киргизский филолог и дипломат, посол Кыргызстана в Турции (2010)[366].
- Макартур, Том (81) — английский лингвист[367].
- Мосс, Стирлинг (90) — английский автогонщик, пилот Формулы-1 (1951—1961), победитель «Targa Florio» (1955)[368].
- Норбом, Йон Ола (96) — норвежский экономист и государственный деятель, министр финансов (1967—1969)[369].
- Рахман, Ахвазур — пакистанский журналист, поэт, писатель и правозащитник[370].
- Рид, Джоэль (86) — американский актёр, режиссёр и сценарист[371].
- Руис Сакристан, Хайме (70) — мексиканский бизнесмен, председатель совета директоров Мексиканской фондовой биржи[372].
- Секо Серано, Карлос (96) — испанский историк[373].
- Сидоров, Василий Сергеевич (75) — российский дипломат, заместитель министра иностранных дел России (1995—1998)[374].
- Фудзивара, Кэйдзи (55) — японский актёр озвучивания и дубляжа[375].
- Чон Вон Сик (91) — южнокорейский государственный деятель, премьер-министр Республики Корея (1991—1992)[376].
- Шефер, Милтон (99) — американский композитор[377].
- Эванс, Тед (79) — австралийский государственный служащий, секретарь Казначейства Австралии (1993—2001)[378].

## 11 апреля

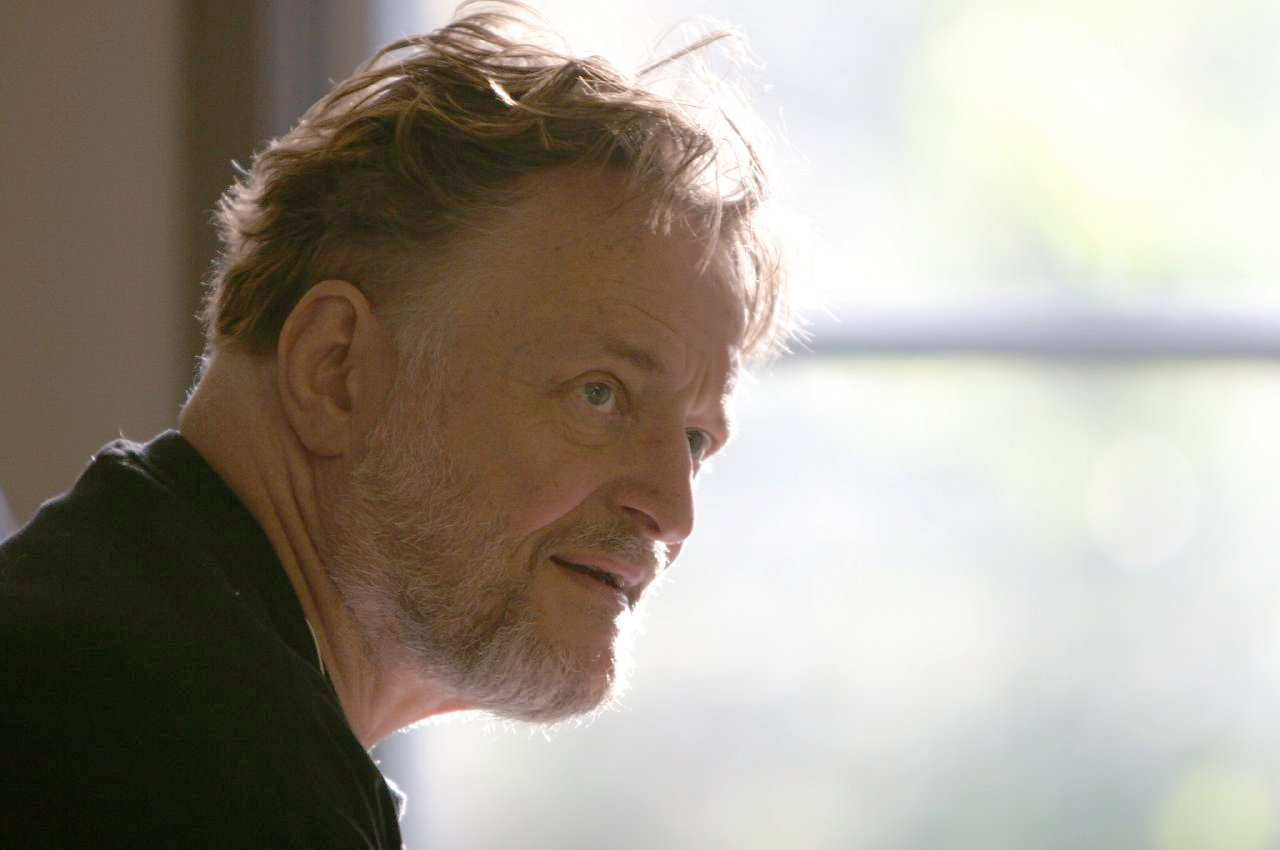
Джон Конвей

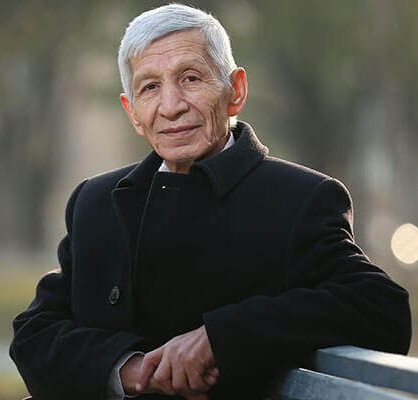
Анвар Абиджан

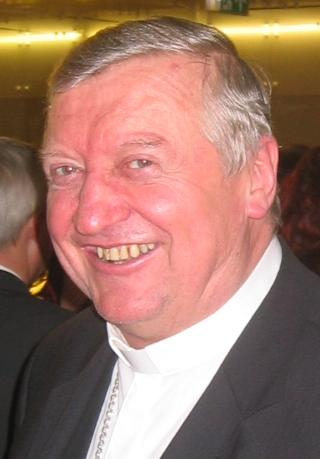
Алойз Уран

- Беггс, Аманда (39) — американская активистка движения в защиту прав аутистов[379].
- Бородачёв, Николай Михайлович (71) — российский деятель кино, генеральный директор Госфильмофонда России (2001—2018)[380].
- Вильгельмсен, Арне (90) — норвежский бизнесмен, сооснователь Royal Caribbean Cruises[381].
- Дахинден, Юстус (94) — швейцарский архитектор[382].
- Кейв, Колби (25) — канадский хоккеист («Бостон Брюинз», «Эдмонтон Ойлерз»)[383].
- Коджо, Эдем (82) — тоголезский государственный деятель, министр иностранных дел (1976—1978) и премьер-министр (1994—1996, 2005—2006) Того[384].
- Конвей, Джон Хортон (82) — английский и американский математик, член Лондонского королевского общества (1981)[385].
- Кристенсен, Бо (82) — датский продюсер[386][387].
- Мандель, Рут (81) — американский политолог[388].
- Мартазанов, Абдурахман Шамсудинович (65) — российский религиозный деятель, муфтий Республики Ингушетия (с 2019 года)[389].
- Масляков, Виктор Николаевич (60) — российский государственный деятель, мэр Петрозаводска (2002—2009), глава Рослесхоза (2010—2013)[390].
- Анвар Абиджан (73) — советский и узбекский поэт, народный поэт Узбекистана (1998)[391].
- Пелликани, Лучано (80) — итальянский социолог, профессор Урбинского и Неаполитанского университетов[392].
- Петропавловский, Юрий Алексеевич (65) — русско-латвийский политик, сопредседатель Русского союза Латвии (с 2015 года)[393].
- Родригес, Густаво (61) — мексиканский сценарист, режиссёр и актёр[394].
- Сосков, Анатолий Георгиевич (81) — украинский учёный в области электрооборудования, доктор технических наук (1994), заслуженный профессор ХНУГХ[395].
- Тимофеевский, Александр Александрович (61) — российский кинокритик и журналист, сын А. П. Тимофеевского[396].
- Тусиани, Джозеф (96) — итальянский поэт[397].
- Тярве, Роландс (54) — латвийский журналист[398].
- Уран, Алойз (75) — словенский католический прелат, архиепископ Любляны (2004—2009)[399].
- Феррес, Антонио (96) — испанский писатель и поэт[400].
- Фрэнсис Томбс, барон Томбс (95) — британский промышленник, член Палаты лордов (1990—2015)[401].
- Хандман, Винн (97) — американский театральный деятель, соучредитель и художественный руководитель The American Place Theatre, театральный режиссёр, лауреат премии «Obie Awards» в номинации «Многолетняя успешная деятельность»[402].
- Хартман, Марго (86) — американская актриса[403].
- Чера, Стэнли (77) — американский девелопер, миллиардер[404].
- Шателен, Элен (84) — французская актриса, режиссёр-документалист и писательница[405].
- Ямагути, Ёрифуса (60) — японский режиссёр аниме[406].

## 10 апреля

Владимир Титов

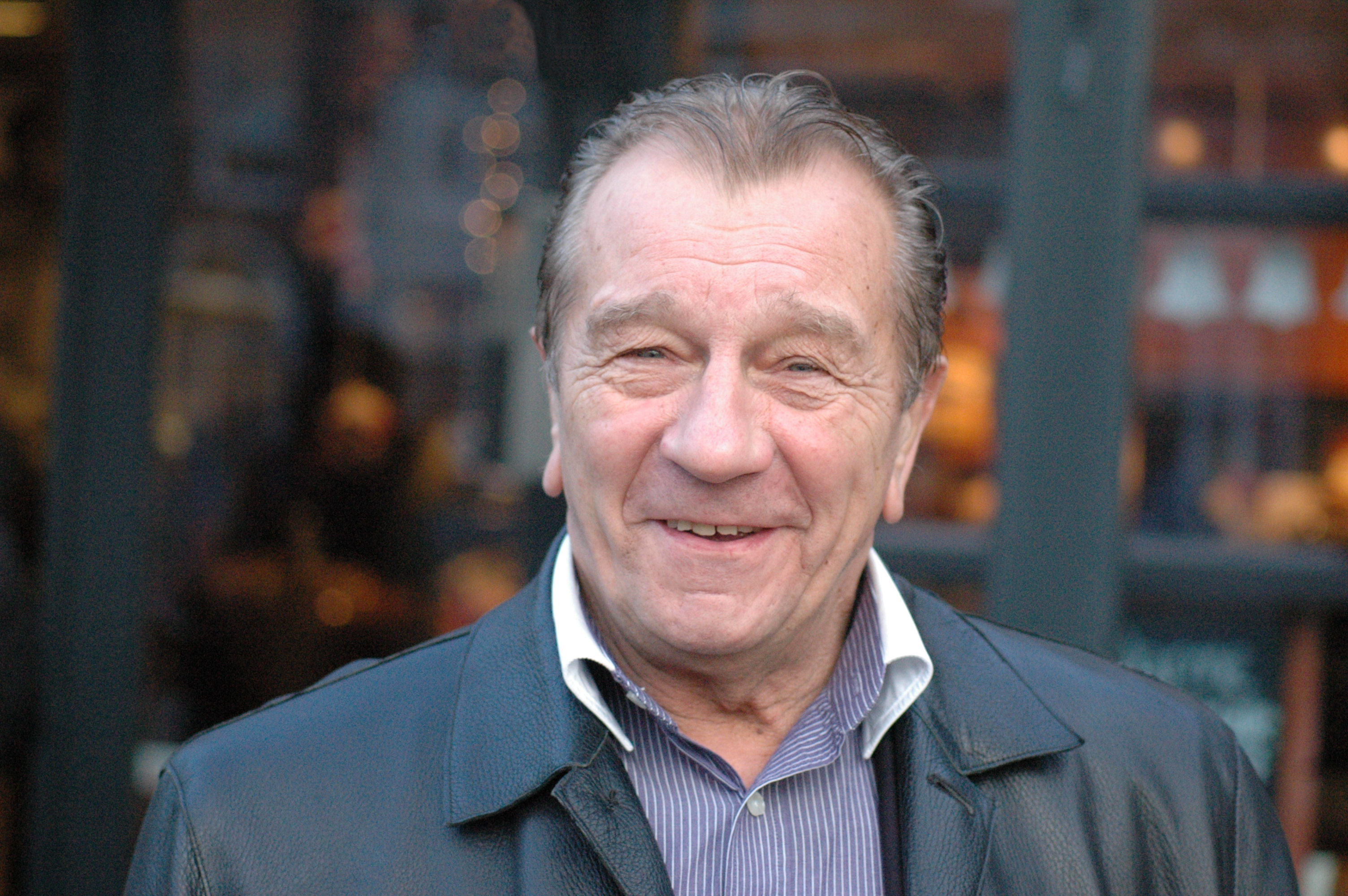
Флинкевлёгел, Фриц

- Анджелкович, Марко (74) — сербский генетик, действительный член Сербской академии наук и искусств (2009)[407].
- Бейлли, Брюс (88) — американский режиссёр[408].
- Верхаген, Ханс (81) — нидерландский журналист, поэт и художник[409].
- Долен, Люси (88) — французская актриса и певица[410].
- Лундквист, Марианне (88) — шведская пловчиха, бронзовый призёр чемпионата Европы по водным видам спорта в Вене (1950)[411].
- Мерритт, Джимми (93) — американский джазовый контрабасист и композитор[412].
- Мухика, Энрике (88) — испанский государственный деятель, министр юстиции Испании (1988—1991)[413].
- Обаяси, Нобухико (82) — японский кинорежиссёр и сценарист[414].
- Рёссер, Франсис (77) — швейцарский кинорежиссёр[415].
- Родригес, Дайан (68) — американская актриса[416].
- Сабатини, Карло (88) — итальянский актёр[417].
- Савала, Ирис (83) — пуэрто-риканская писательница и историк[418].
- Тернстром, Эбигейл (83) — американский политолог[419].
- Титов, Владимир Михайлович (86) — советский и российский физик, академик РАН (1991; академик АН СССР с 1990), директор Института гидродинамики имени М. А. Лаврентьева (1986—2004)[420].
- Уэбстер, Том (71) — канадский хоккеист и тренер[421].
- Флинкевлёгел, Фриц (80) — нидерландский футболист, защитник[422].
- Франчоли, Армандо (100) — итальянский актёр[423].
- Хирананд, Шанти (86) — индийская певица[424].
- Чадриджи, Рифат (94) — иракский архитектор[425].

## 9 апреля

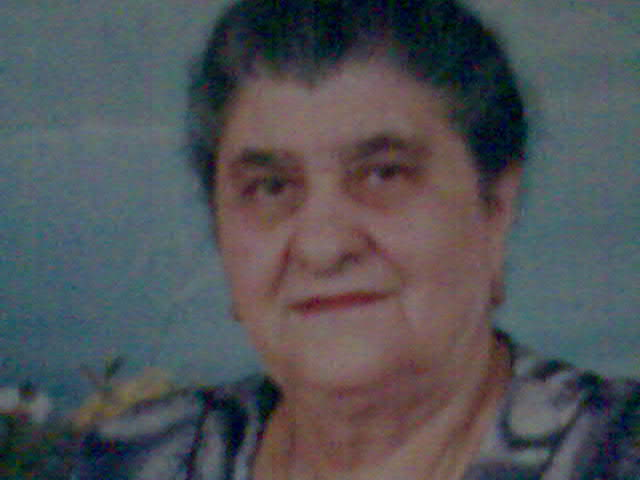
Зоя Семендуева

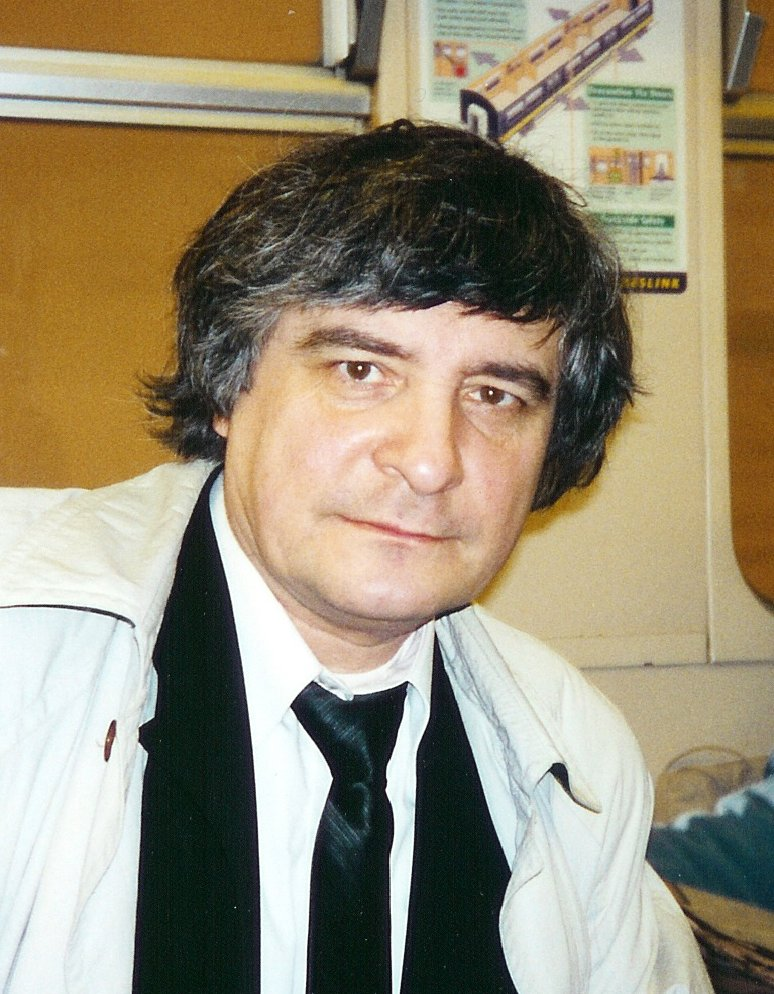
Дмитрий Смирнов

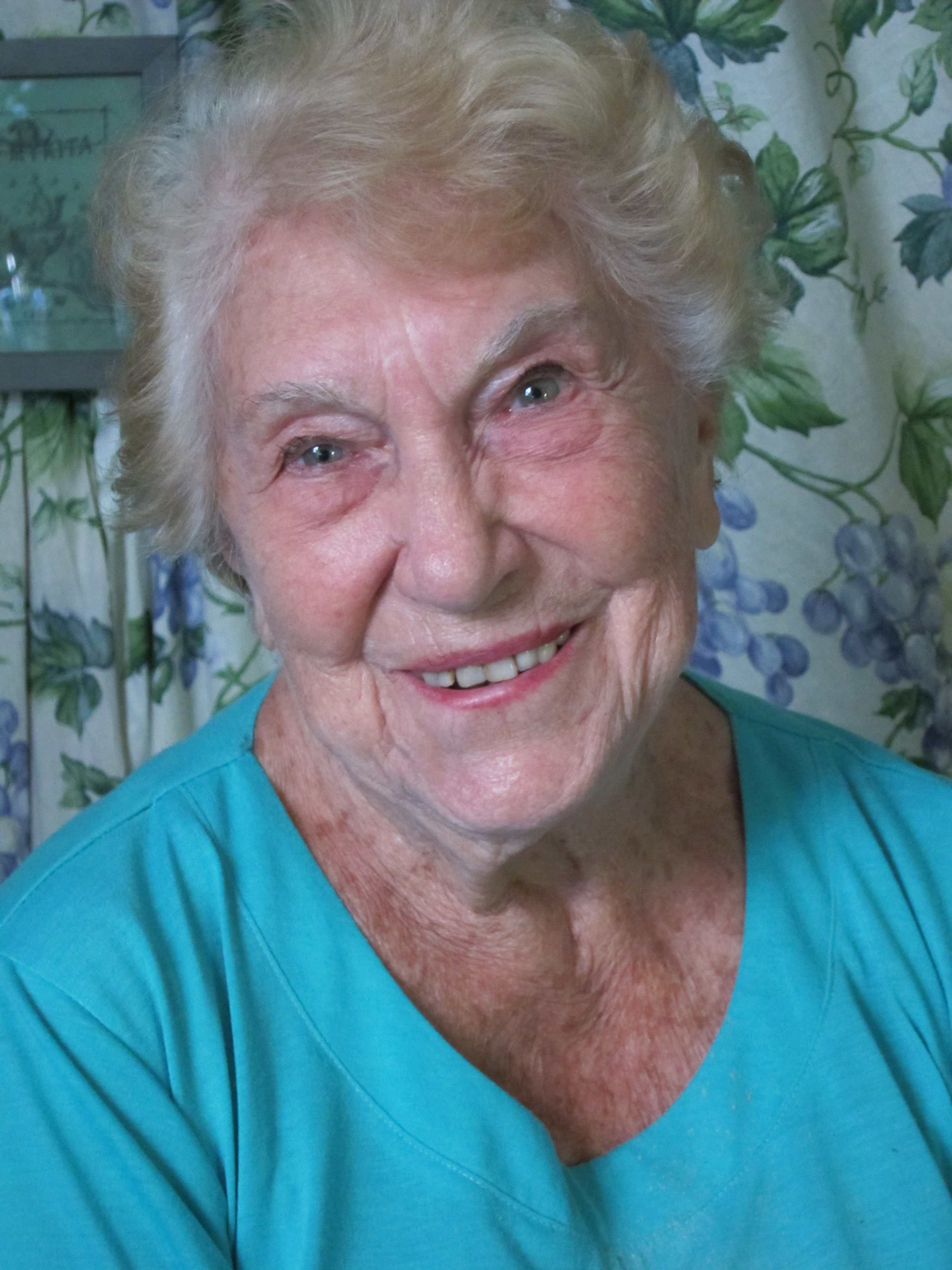
Ксения Триполитова

- Ааквааг, Торвальд (93) — норвежский бизнесмен, генеральный директор Norsk Hydro (1984—1991)[426].
- Байсангуров, Увайс (57) — украинский тренер по боксу (о смерти объявлено в этот день)[427].
- Бернар, Даниэль (70) — французский футболист, вратарь («Ренн», «Пари Сен-Жермен», «Брест»)[428].
- Васючков, Юрий Фёдорович (83) — советский и российский учёный-горняк, создатель научного направления «физическая химия процессов горного производства». Заслуженный деятель науки Российской Федерации, лауреат Премии Совета Министров СССР[429].
- Вон Пён-о (91) — южнокорейский орнитолог[430].
- Голден, Марк (71) — канадский историк[431].
- Гольдштейн, Харви (80) — британский статистик, член Британской академии (1996)[432].
- Гонсалес, Энди (69) — американский джазовый басист[433].
- Гончаренко, Евдокия Борисовна (93) — советский полевод, Герой Социалистического Труда (1949)[434]
- Диксон, Малькольм (66) — британский киноактёр[435].
- Дракер, Морт (91) — американский художник-карикатурист[436].
- Исмаилзаде, Ариф Джафар оглы (82) — советский и азербайджанский геолог, академик НАНА (2007)[437].
- Йичински, Зденек (91) — чешский юрист, депутат Парламента Чехии (1996—2002, 2003—2010)[438].
- Кальве, Жак (88) — французский бизнесмен, глава автоконцерна PSA (1984—1997)[439].
- Камарашев, Вылчо (82) — болгарский актёр[440].
- Комаров, Сергей Николаевич (68) — советский и российский аккордеонист, артист оркестра ЦАТРА, заслуженный артист Российской Федерации (2000)[441].
- Конахер, Джим (98) — канадский хоккеист («Детройт Ред Уингз», «Чикаго Блэкхокс», «Нью-Йорк Рейнджерс»)[442].
- Лайон, Филлис (95) — американская активистка движения за права ЛГБТ и феминистского движения[443].
- Лефевр, Владимир Александрович (83) — советский и американский психолог и математик[444].
- Манзела, Семплис (71) — габонский политический деятель, генеральный секретарь Габонской демократической партии (1994—2008)[445].
- Мизерк, Ги (74) — бельгийский хоккеист (хоккей на траве), нападающий[446].
- Некрасов, Александр Николаевич (63) — российский политолог[447].
- Рассказов, Валентин Анатольевич (77) — советский и российский кинорежиссёр, заслуженный работник культуры Российской Федерации (1998)[448].
- Росси, Джузеппе Альдо (106) — итальянский сценарист[449].
- Семендуева, Зоя Юноевна (90) — горско-еврейская советская и израильская поэтесса[450].
- Смирнов, Дмитрий Николаевич (71) — советский и британский композитор, поэт-переводчик[451].
- Стольберг, Феликс Владимирович (81) — советский и украинский инженерный эколог, доктор технических наук (1988), профессор (1991)[452].
- Тейтельбаум, Ричард (80) — американский композитор[453].
- Триполитова, Ксения Артуровна (104) — французская балерина русского происхождения[454].
- Туртельтауб, Сол (87) — американский писатель и продюсер[455].
- Уоллбэнк, Филлис (101) — британский деятель образования, основатель первой в Великобритании школы по системе Монтессори[456].
- Швилль, Эрнст-Георг (81) — немецкий киноактёр[457].
- Шустер, Ида (101) — шотландская актриса[458].
- Энгельс, Марк (54) — бельгийский звукорежиссёр, лауреат премии «Сезар» за лучший звук (2017)[459].

## 8 апреля

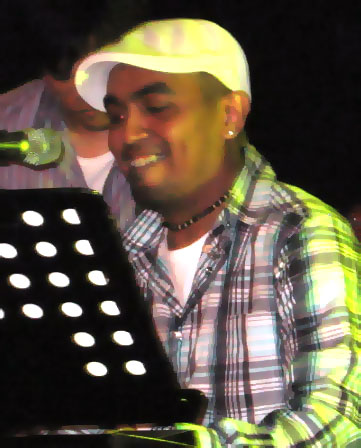
Гленн Фредли

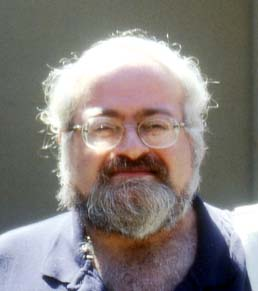
Норман Платник

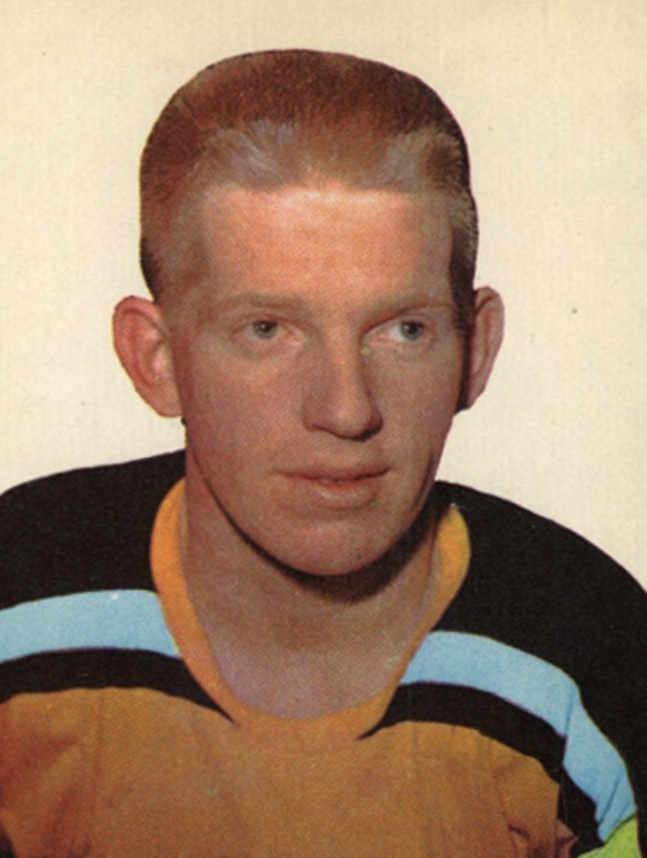
Пэт Стэплтон

- Берл, Обри (93) — британский археолог[460].
- Браун, Л. Карл (91) — американский историк[461].
- Брыхтова, Ярослава (95) — чешская художница по стеклу[462].
- Бурсач, Бошко (74) — югославский футболист, нападающий[463].
- Гиббонс, Нора (68) — ирландский государственный деятель, первый председатель Агентства по делам детей и молодёжи (2014—2018)[464].
- Гленн Фредли (44) — индонезийский певец, автор песен, актёр и продюсер[465].
- Добкинс-младший, Карл (79) — американский певец и композитор[466].
- Келли-Миллер, Луис (102) — ямайская актриса[467].
- Куперман, Джоэл (83) — американский философ[468].
- Кэрролл, Роберт Лин (81) — американо-канадский палеонтолог позвоночных[469].
- Ла Роза, Франческо (93) — итальянский футболист, игрок национальной сборной, участник летних Олимпийских игр 1952[470].
- Лундвалль, Ларс-Эрик (85) — шведский хоккеист, серебряный призёр зимних Олимпийских игр в Инсбруке (1964), чемпион мира (1962)[471].
- Макоссо, Франсуа Люк (81) — государственный деятель и дипломат Республики Конго, министр юстиции (1965—1968)[472].
- Муравский, Валерий Фёдорович (70) — молдавский государственный деятель, премьер-министр Молдавии (1991—1992)[473].
- Окштейн, Шимон (69) — американский художник, почётный зарубежный член РАХ[474].
- Палтаджян, Шалико Гарегинович (78) — советский и украинский дирижёр, главный дирижёр Харьковского театра музыкальной комедии (1979—1999), заслуженный деятель искусств Украины[475].
- Платник, Норман (68) — американский арахнолог[476].
- Пужад, Робер (91) — французский политический и государственный деятель, депутат Национального собрания (1967—1981, 1986—2002), мэр Дижона (1971—2001), министр охраны природы и окружающей среды[477].
- Роджерс, Чинна (25) — американская рэп-исполнительница[478].
- Рик, Мэй (79) — Канадско-американский актёр озвучивания и театральный исполнитель. (1940-2020).
- Стэплтон, Пэт (79) — канадский хоккеист[479].
- Угрюмов, Михаил Яковлевич (71) — советский и украинский тренер по прыжкам в воду, заслуженный тренер СССР[480].
- Фишер, Мадлен (84) — итальянская актриса[481].
- Фокс, Мартин (95) — американский издатель, президент Еврейского телеграфного агентства[482].
- Хауг, Бьёрн (91) — норвежский юрист, председатель суда Европейской ассоциации свободной торговли (1995—1999)[483].
- Хонес, Мигель (81) — испанский футболист («Атлетико Мадрид»), чемпион Испании (1965/1966)[484].
- Хьюз, Джон (66) — канадский хоккеист, игрок НХЛ[485].
- Шерман, Ларри — американский бизнесмен, основатель Trax Records[486].
- Эклунд, Питер (74) — американский джазовый корнетист[487].

## 7 апреля

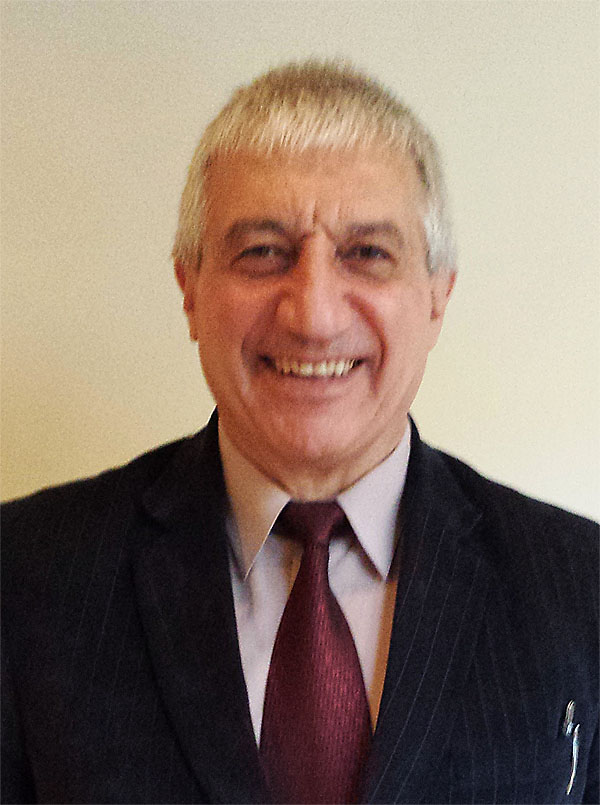
Мишик Казарян

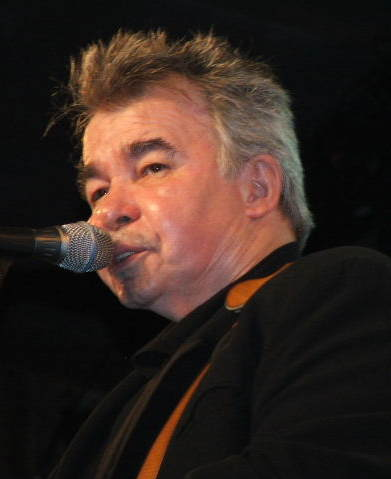
Джон Прайн

- Альмознино, Альберт (97) — израильский художник и мастер тенеграфии[488].
- Ауденвейер, Харри Ваутерс ван дер (86) — нидерландский спортсмен-конник, чемпион Европы по конкуру в Риме (1977) в командных соревнованиях[489].
- Беннетт, Бетти (98) — американская джазовая певица[490].
- Бонне, Кристиан (98) — французский государственный деятель, министр внутренних дел Франции (1977—1981)[491].
- Гарфилд, Аллен (80) — американский актёр[491].
- Графф, Генри (98) — американский историк[492].
- Давлетбаев, Фатых Исламович (70) — советский и российский башкирский артист-кукольник, актёр Башкирского театра кукол (с 1972 года), заслуженный артист Российской Федерации (2010)[493].
- Дацюк, Александр Осипович (56) — украинский музыкант и композитор-песенник (Лесик Band); убит[494].
- Казарян, Мишик Айразатович (72) — советский и российский физик, доктор физико-математических наук (1989), профессор (2003)[495].
- Калинга, Саси (59) — индийский актёр[496].
- Коше, Жан-Лоран (85) — французский актёр и режиссёр[497].
- Кржен, Ян (89) — чешский историк и диссидент[498].
- Оноприенко, Юрий Алексеевич (65) — советский и российский писатель[499].
- Перлов, Яков (89) — американский еврейский религиозный деятель, раввин и ребе Новоминской хасидской династии, глава Совета знатоков Торы[500].
- Прайн, Джон (73) — американский певец и автор песен[501].
- Сабиа, Донато (56) — итальянский легкоатлет, чемпион Европы в закрытых помещениях (1984)[502].
- Смокер, Барбара (96) — британская общественная деятельница, президент Национального светского общества (1972—1996)[503].
- Стордер, Андре (79) — бельгийский композитор[504].
- Стоукс, Адриан (74) — британский учёный-компьютерщик, один из пионеров Интернета[505].
- Табет, Мигель Анхель (78) — венесуэльский католический священник, богослов и библеист, доктор теологии, профессор[506] Архивная копия от 12 апреля 2020 на Wayback Machine.
- Терзан, Агоп (92) — французский астроном, открывший шаровые скопления звёзд Terzan 5 и Терзан 7[507].
- Трамбле, Гилен (68) — канадский актёр[508].
- Уиллнер, Хэл (64) — американский музыкальный продюсер[509].
- Фармер, Стив (71) — американский композитор, музыкант и певец (The Amboy Dukes)[510].
- Худейди (91) — сомалийский музыкант (уд)[511].
- Шодансон, Робер (82) — французский лингвист[512].
- Эсмаейли, Фариборз (79) — иранский футболист, член национальной сборной, участник летних Олимпийских игр (1964)[513].

## 6 апреля
- Айлон, Элен (89) — американская художница и экофеминистка[514].
- Антич, Радомир (71) — югославский футболист, сербский футбольный тренер[515].
- Арджунан, М. К. — индийский композитор[516].
- Бартелеми, Клод (74) — гаитянский футболист, игрок национальной сборной, участник чемпионата мира (1974)[517].
- Бенет-и-Хорнет, Хосеп Мария (79) — испанский драматург и сценарист[518].
- Биринг, Стивен (87) — американский врач и деятель образования, президент университета Пердью (1983—2000), давший имя Beering Award[519].
- Буайя, Марсель (90) — швейцарский политический активист, сооснователь «Фронта освобождения Юры» (1962)[520].
- Вельдер, Илай (94) — американский деятель образования, декан Гаучер-колледжа, доктор философии, профессор истории и философии образования[521].
- Верещагина, Ксения Сергеевна (32) — российская пловчиха, чемпионка России по плаванию брассом (2006)[522].
- Гамс, Аллан (70) — американский пианист, композитор и дирижёр[523].
- Горбатенко, Игорь Васильевич (81) — советский и российский организатор производства, генеральный директор завода «Белэнергомаш» (1992—1998)[524].
- Гревс, Эрл (85) — американский бизнесмен и издатель, защитник афро-американского бизнеса[525].
- Гуэнца, Серджо (87) — итальянский футболист и тренер, главный тренер женской сборной Италии по футболу (1979—1981, 1989—1993, 1995—1997)[526].
- Дмитриев, Виктор Васильевич (78) — советский и российский театральный актёр, народный артист Российской Федерации (2006)[527].
- Друри, Джеймс (85) — американский киноактёр[528].
- Заблоки, Бенджамин (79) — американский социолог религии[529].
- Кортина, Альфонсо (76) — испанский бизнесмен, президент и генеральный директор Repsol (1996—2004)[530].
- Куджини, Пьетро (83) — итальянский врач, открывший клинический синдром, названный его именем[531].
- Ле Брюн, Жак (88) — французский историк[532].
- Ле Пен, Клод (72) — французский экономист, доктор экономических наук, профессор[533].
- Литтл, Джин (88) — канадская детская писательница[534].
- Платт, Тревор (78) — британский и канадский океанограф[535].
- Пракаш, Буллет (44) — индийский актёр[536].
- Сингер, Фред (95) — американский физик[537].
- Скотт, Джеймс (77) — американский физик[538].
- Стефан (Сулык) (95) — иерарх Украинской грекокатолической церкви, архиепископ Филадельфийский (1980—2000)[539].
- Татари, Риай (72) — испанский религиозный деятель, президент Союза мусульман Испании[540].
- Уайт, Тим (68) — британский художник[541].
- Уэст, Дин (Black The Ripper) (33) — британский грайм-исполнитель[542].
- Федорюк, Василий Александрович (72) — украинский футбольный функционер[543].
- Хенли, Вик (57) — американский актёр[544].
- Шардонан, Марк (59—60) — швейцарский государственный деятель, директор Федерального управления по охране окружающей среды (2016—2020)[545].
- Шмиттхаузлер, Люсьен (85) — французский писатель[546].
- Штайнер, Марк (77) — американский и израильский философ и математик, доктор философии, профессор Еврейского университета в Иерусалиме[547].
- Штробль, Петер (79) — чехословацкий теннисист[548].

## 5 апреля

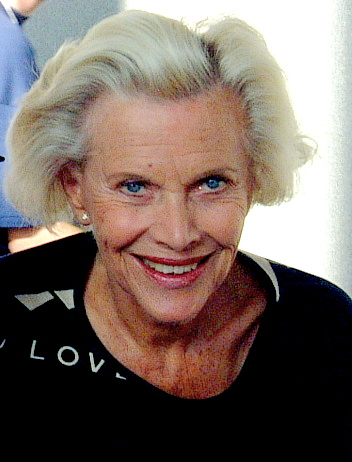
Онор Блэкман

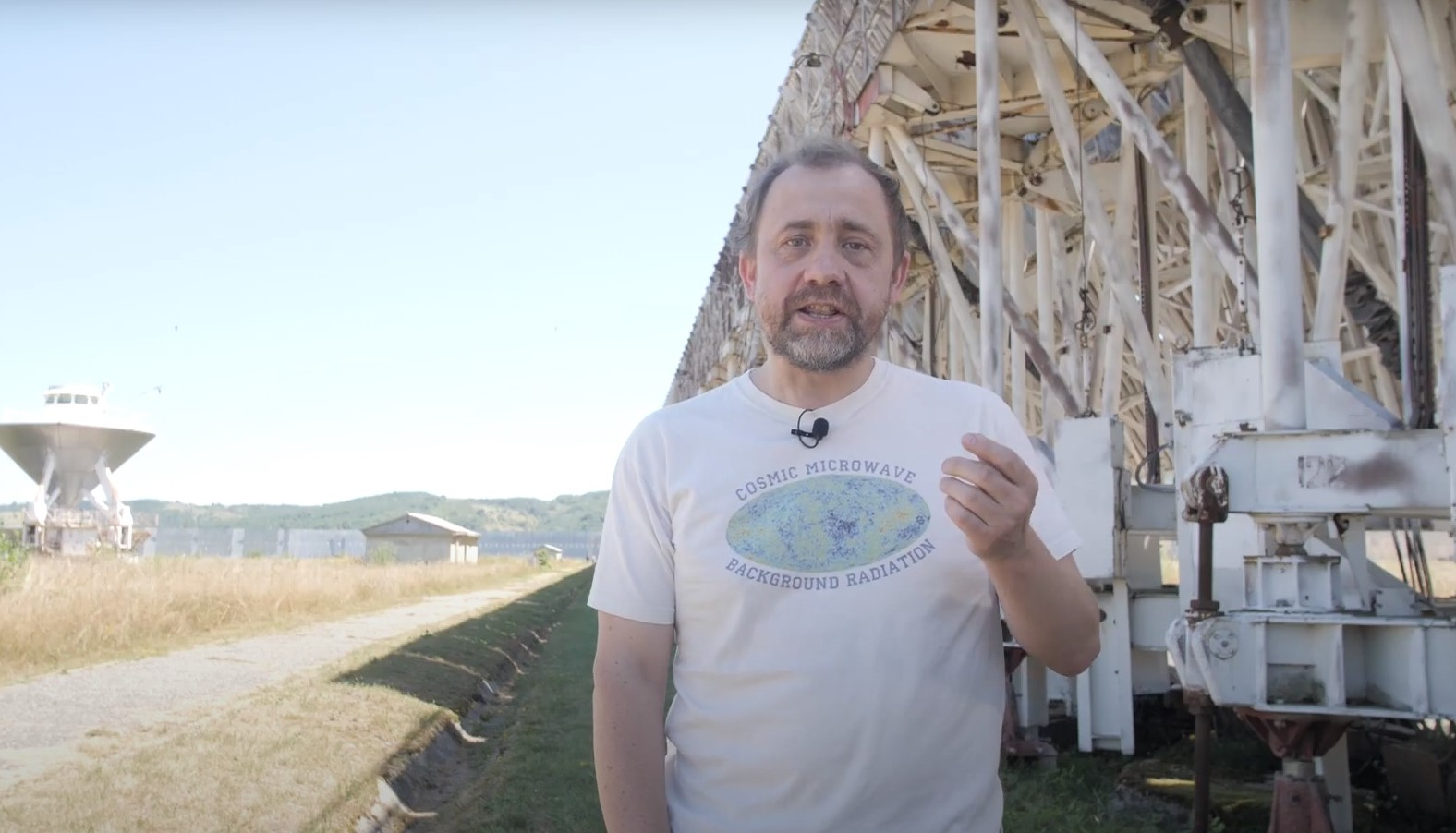
Олег Верходанов

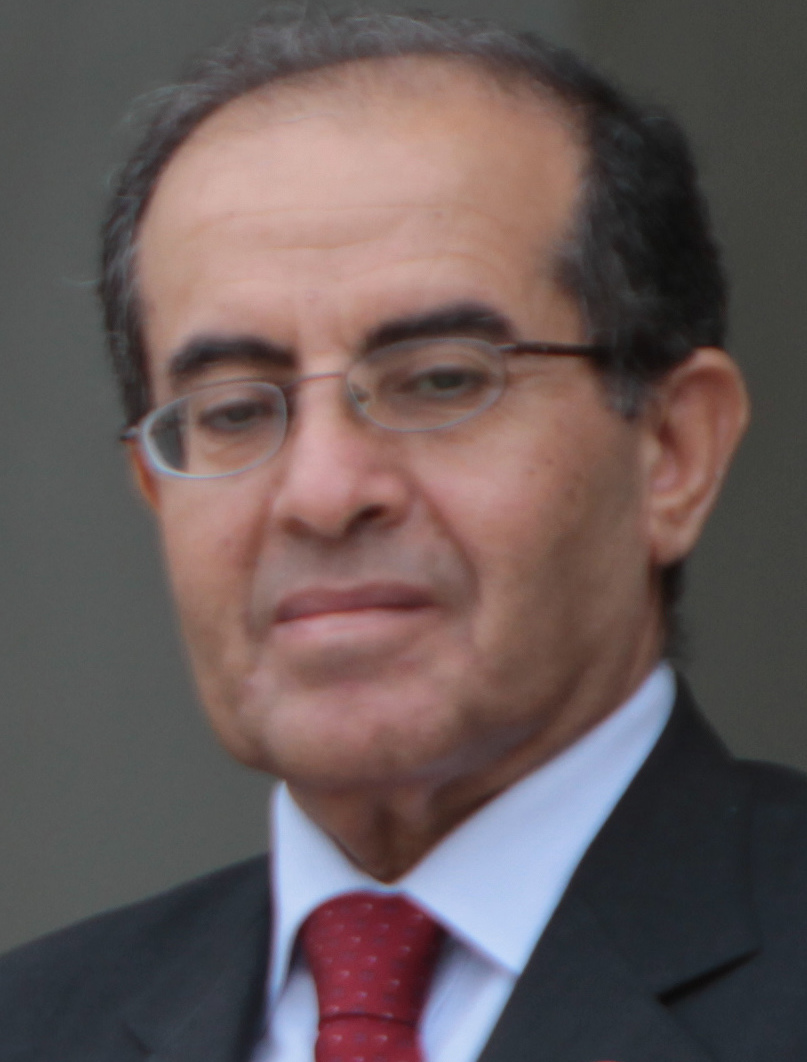
Махмуд Джабриль

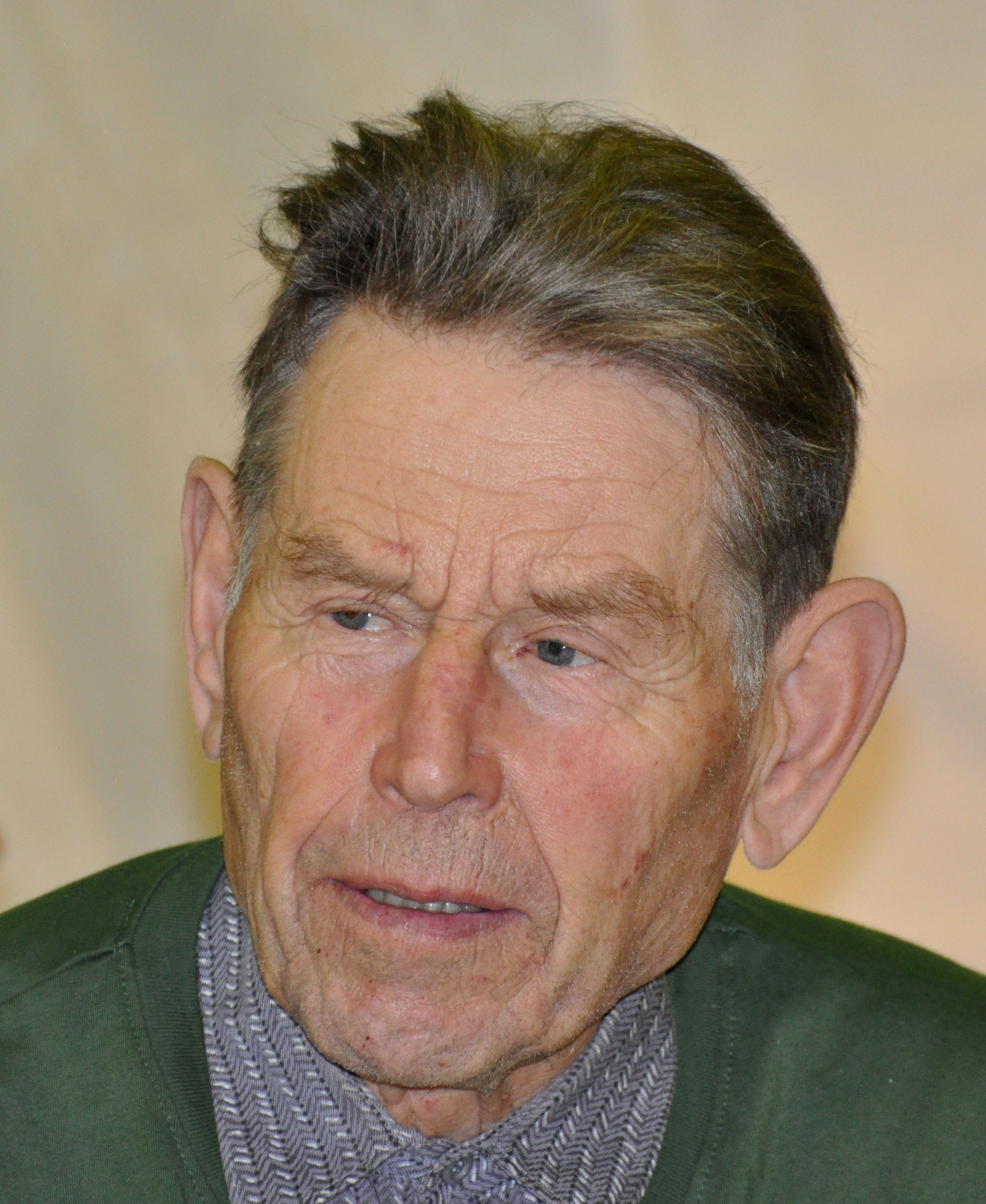
Каарло Линкола

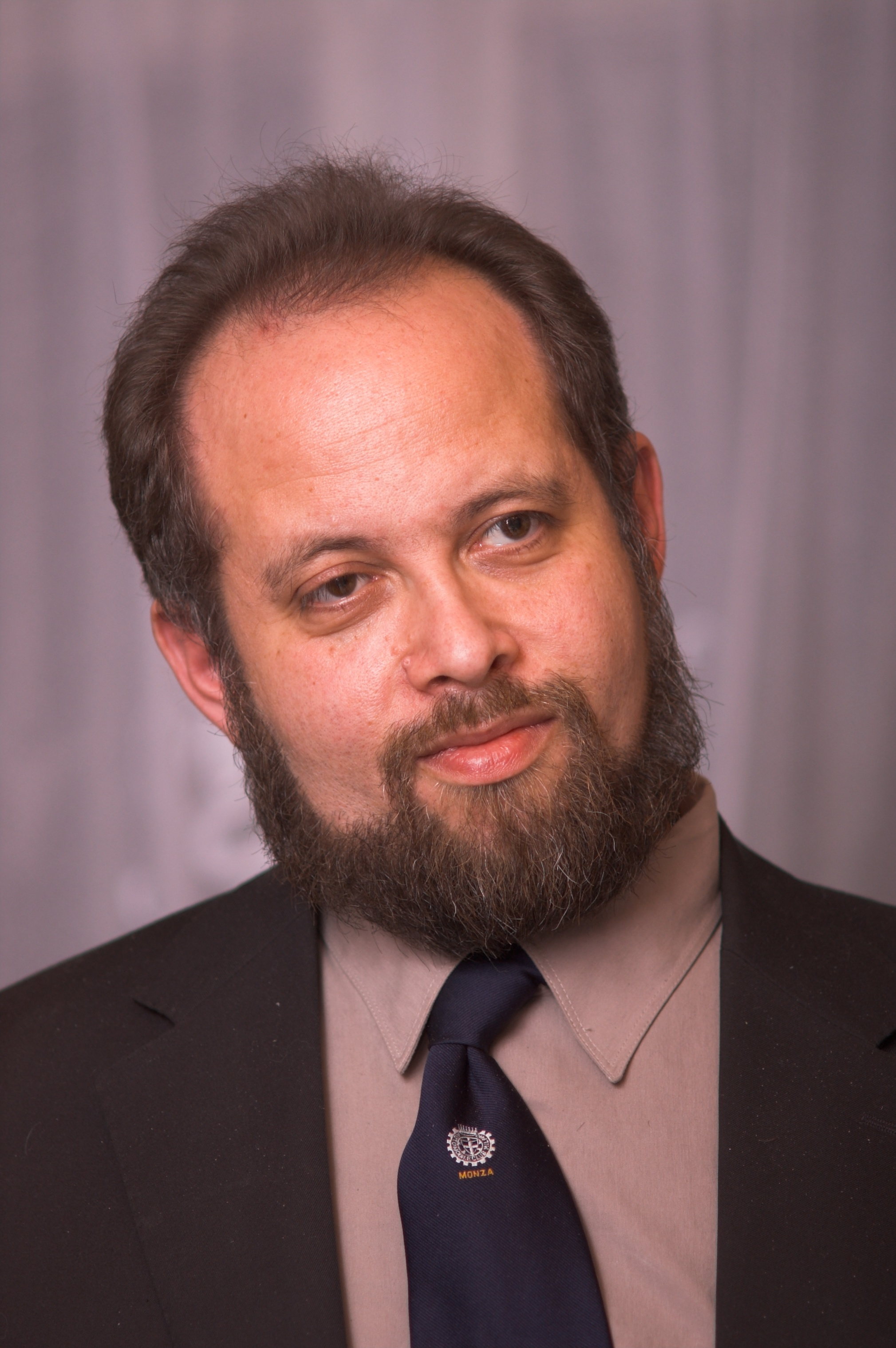
Владимир Свержин

- Андро, Мишель (93) — французский архитектор («Аккорхотелс Арена»)[549].
- Бербидж, Элинор Маргерит (100) — американский астрофизик, действительный член Национальной академии наук США (1978)[550].
- Блэкман, Онор (94) — английская актриса[551].
- Верходанов, Олег Васильевич (55) — российский астрофизик, доктор физико-математических наук[источник не указан 1092 дня].
- Гёртьенс, Лео (96) — нидерландский скульптор[552].
- Грин, Дэниел (85—86) — американский художник[553].
- Джабриль, Махмуд (67) — ливийский государственный деятель, премьер-министр и министр иностранных дел ПНС Ливии (2011)[554].
- Дуглас, Ширли (86) — канадская актриса.
- Кристоль, Андре (77) — французский футболист («Ницца», «Лимож»)[555].
- Линкола, Каарло Пентти (87) — финский защитник окружающей среды (о смерти сообщено в этот день)[556].
- Лукас, Джон (90) — британский философ, член Британской академии (1988)[557].
- Мюллер, Томас Л. (79) — американский телевизионный продюсер[558].
- Огилве, Джордж (89) — американский режиссёр и актёр театра и кино[559].
- Париссе, Мишель (83) — французский историк[560].
- Свержин, Владимир Игоревич (55) — украинский писатель-фантаст[561].
- Факторан, Джун (76) — филиппинский государственный деятель, министр окружающей среды и природных ресурсов Филиппин (1987—1992)[562].
- Фьерро, Ли (91) — американская киноактриса[563].
- Херман, Боб (97) — американский бизнесмен, футбольный менеджер и филантроп, основатель и президент Североамериканской футбольной лиги (1968—1984)[564].
- Хирон, Рэй (76) — английский футболист («Портсмут», «Рединг»)[565].

## 4 апреля

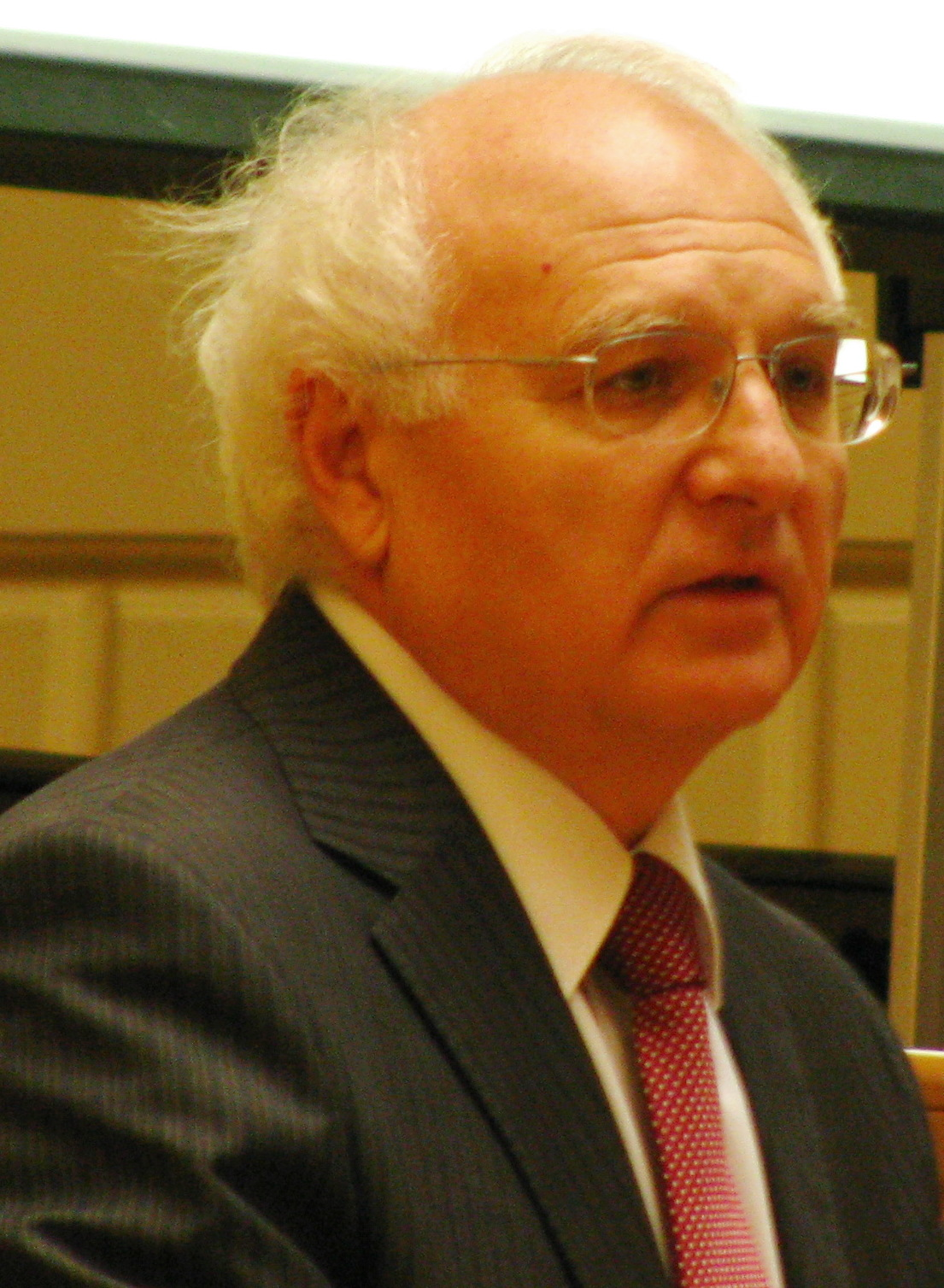
Иван Вакарчук

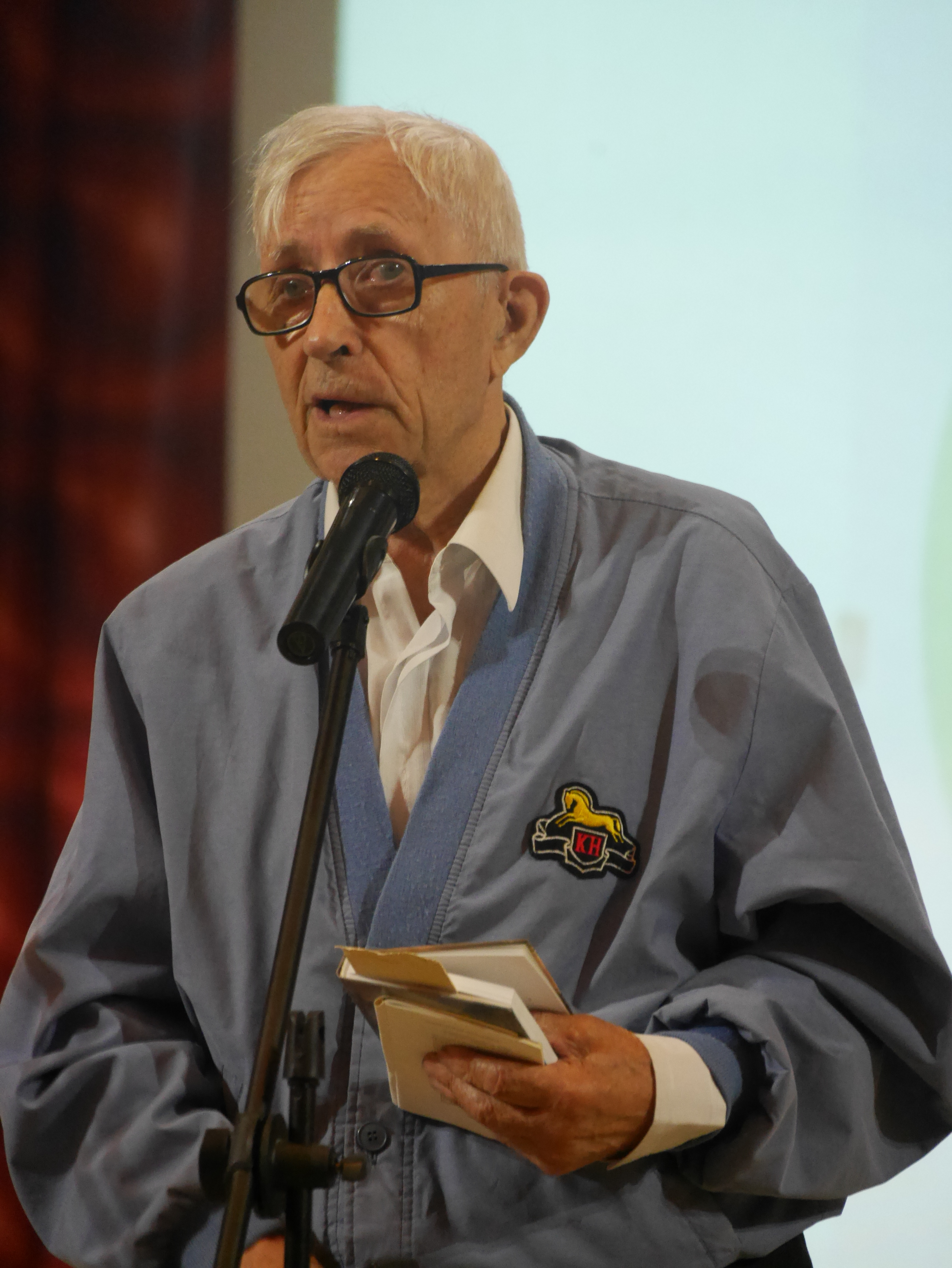
Александр Волков

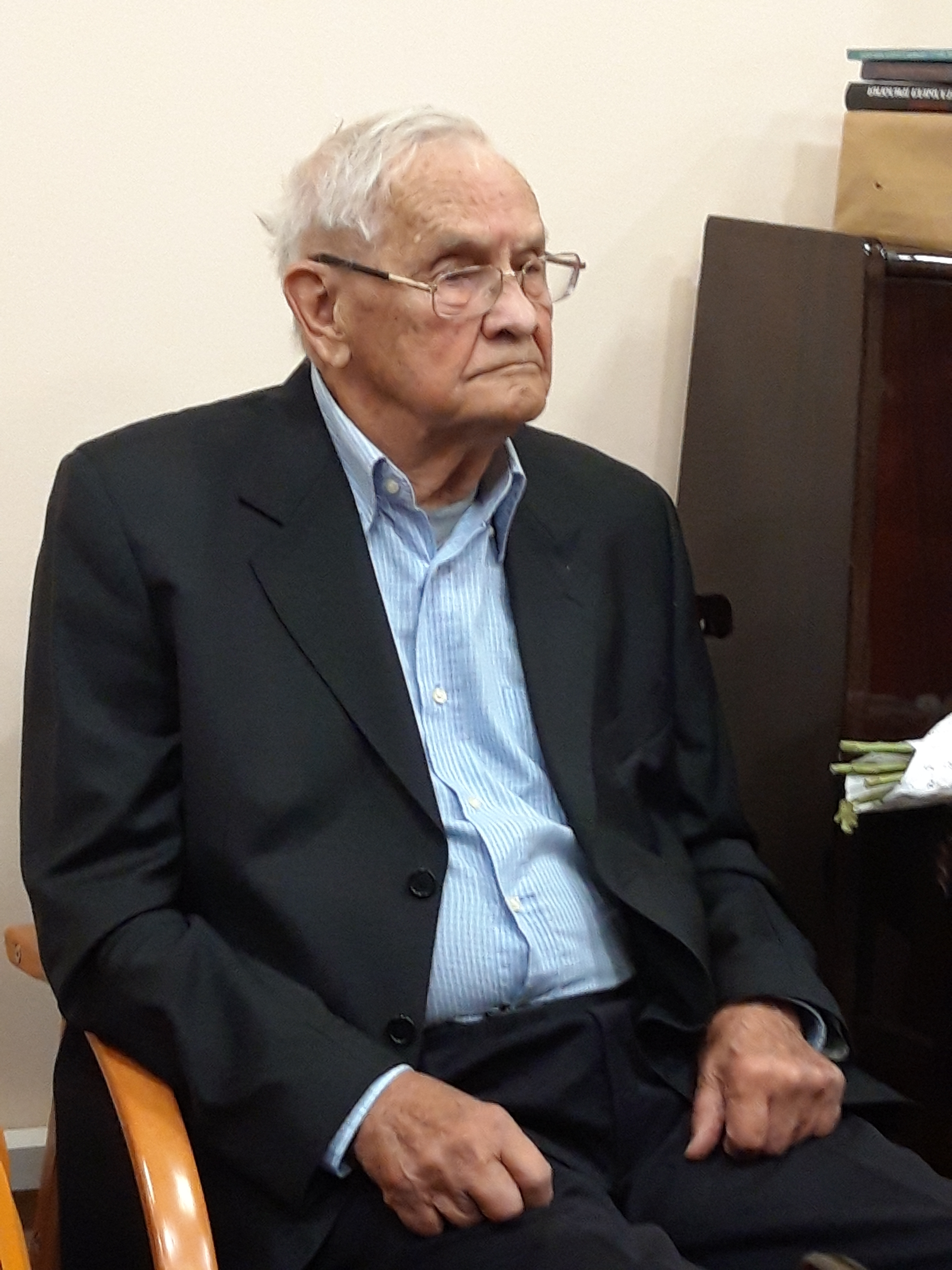
Владимир Королюк

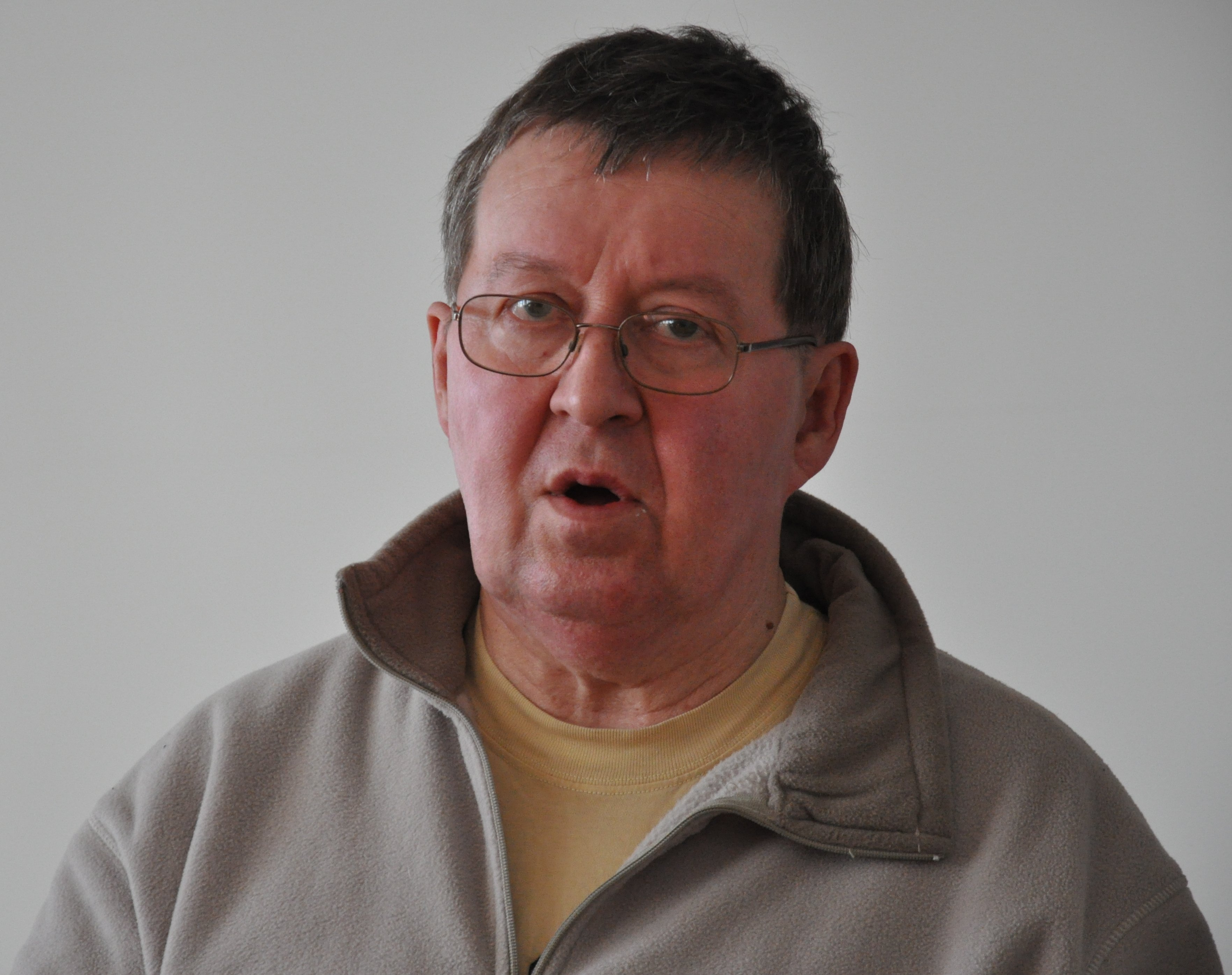
Пертти Паасио

- Александр Tинн Джордж, 7-й маркиз Бат (87) — британский аристократ и политический деятель, маркиз Бат (с 1992 года), член Палаты лордов (1992—2012)[566].
- Аллен, Барри (74) — канадский рок-музыкант[567].
- Ауте, Луис Эдуардо (76) — испанский каталонский художник[568].
- Бенедикт, Джей (68) — американский киноактёр[569].
- Бодсон, Филипп (75) — бельгийский бизнесмен и политический деятель, сенатор (1999—2003)[570].
- Браун, Тимоти (82) — американский актёр[571].
- Вакарчук, Иван Александрович (73) — украинский физик, доктор физико-математических наук (1980), профессор (1984), ректор Львовского университета (1990—2007, 2010—2013), министр образования и науки Украины (2007—2010), Герой Украины (2007), отец С. И. Вакарчука[572].
- Вендраме, Эцио (72) — итальянский футболист и поэт[573].
- Вибле, Мишель (97) — швейцарский композитор[574].
- Волков, Александр Лукич (91) — советский и российский карельский поэт, писатель, переводчик, народный писатель Республики Карелия[575].
- Гибсон, Патрик (64) — французский певец и музыкант (Gibson Brothers)[576].
- Голубев, Игорь Исаакович (74) — советский и российский композитор[577].
- Дор, Ксавье (91) — французский эмбриолог и активист движения против абортов[578].
- Жао Пинжу (97—98) — китайский автор комиксов[579].
- Кальехас Ромеро, Рафаэль Леонардо (76) — гондурасский государственный деятель, президент Гондураса (1990—1994)[580].
- Карроли, Сильвано (81) — итальянский оперный певец[581].
- Комптон, Форрест (94) — американский актёр[582].
- Королюк, Владимир Семёнович (94) — советский и украинский математик, академик НАНУ (1991; академик АН УССР с 1976)[583].
- Лева, Карло (90) — итальянский художник-постановщик[584].
- Менкари, Лейла (92—93) — тунисский и французский дизайнер и декоратор[585].
- Монтгомэри, Олэн (56) — американский актёр[586].
- Моро, Марсель (86) — бельгийский писатель[587].
- Паасио, Пертти (81) — финский государственный деятель, министр иностранных дел Финляндии (1989—1991)[588].
- Рамель, Сюзанна (100) — шведская актриса[589].
- Рохтлаан, Пауль Леопольдович (90) — капитан теплохода Эстонского пароходства, Герой Социалистического Труда (1963)[590].
- Скребнески, Виктор (90) — американский фотограф[591].
- Хак, Баширул (77) — бангладешский архитектор[592].
- Харви, Алекс (79) — американский певец, автор песен и актёр[593].
- Хиртье, Арнольд (86) — нидерландский экономист[594].

## 3 апреля

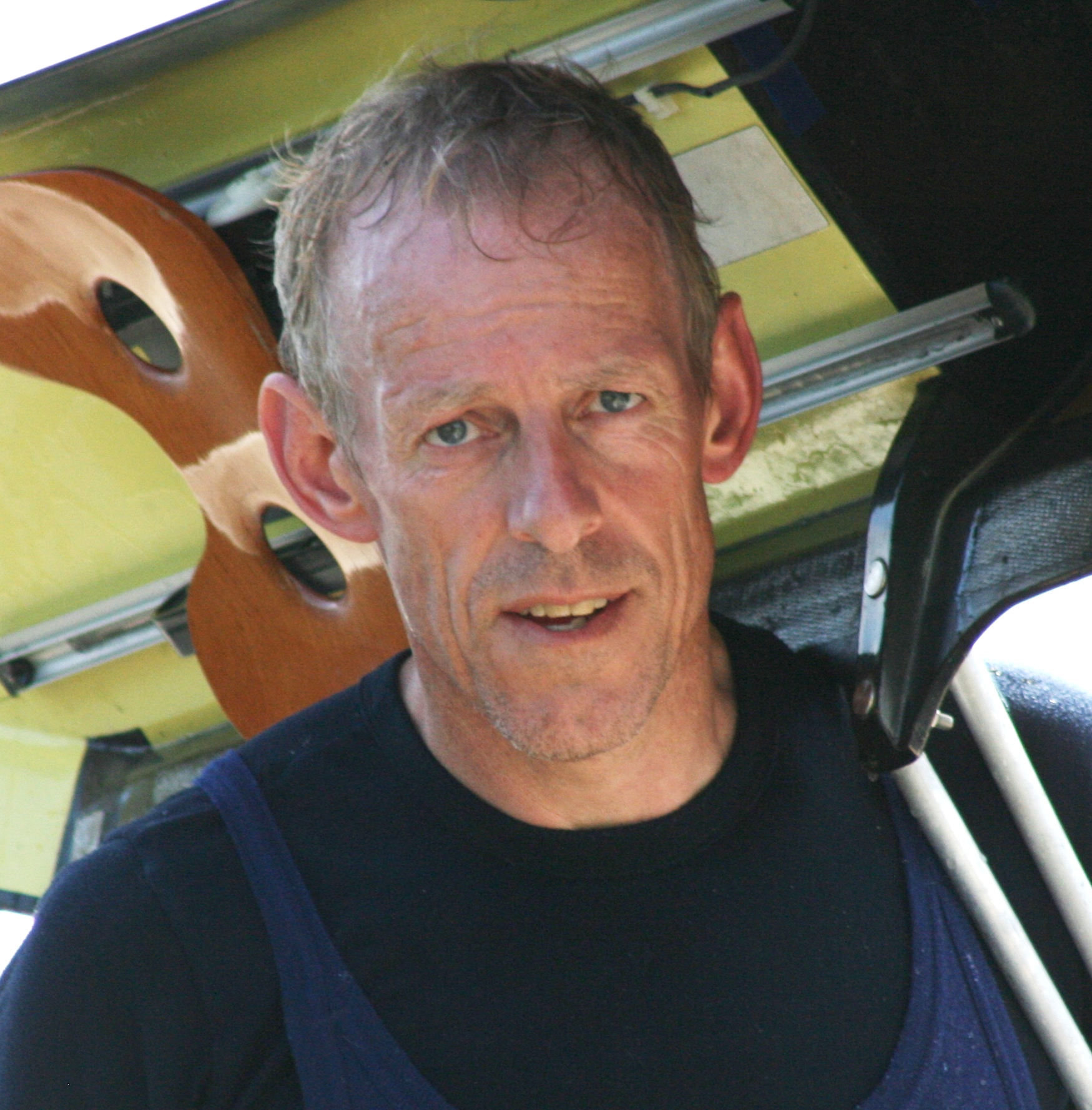
Эрик Вердонк

- Роберт Армстронг, барон Армстронг из Илминстера (93) — британский государственный деятель, секретарь кабинета министров Великобритании (1979—1987), пожизненный пэр (с 1987 года)[595].
- Байерс, Карел (77) — бельгийский футболист («Антверпен») (1961—1974)[596].
- Бёлек, Хелин (28) — турецкая певица (Grup Yorum)[597].
- Вердонк, Эрик (60) — новозеландский гребец академического стиля, бронзовый призёр летних Олимпийских игр в Сеуле (1988), бронзовый призёр чемпионата мира (1990)[598].
- Газухова, Нина (93) — словацкая оперная певица (меццо-сопрано)[599].
- Гурштейн, Александр Аронович (83) — советский астроном, историк и популяризатор астрономии, доктор физико-математических наук (1981), сын литературоведа А. Ш. Гурштейна[600].
- Демейн, Арнольд (92) — американский микробиолог[601].
- Кинтана, Омар (76) — эквадорский государственный деятель, президент Национального конгресса Эквадора (2005)[602].
- Лескоп, Маргарита (104) — канадская писательница[603].
- Мейер, Ханс (94) — южноафриканский актёр[604].
- Николь, Клайв Уильям (79) — японский писатель и защитник природы, основатель национального парка Сымен, певец и автор песен[605].
- Оконь, Лонгин Ян (92) — польский писатель[606].
- Песантес Родас, Родриго (82) — эквадорский писатель и поэт[607].
- Простов, Михаил Парфёнович (84) — советский и российский сотрудник правоохранительных органов, начальник УВД Костромского облисполкома (1976—1993), генерал-майор милиции[608].
- Рансон-Эрве, Марсель (90) — французская актриса[609].
- Робинсон, Тим (85) — британский картограф и писатель, исследователь островов Аран[610].
- Робичек, Фрэнсис (94) — американский кардиохирург и писатель, создатель техники Robicsek[611].
- Сенкевич, Вячеслав Николаевич (60) — советский дзюдоист, чемпион СССР (1981)[612].
- Сыхра, Зденек (84) — словацкий певец и актёр[613].
- Фильюн, Констанд (86) — генерал южноафриканской армии и политический деятель, командующий Южно-Африканскими силами обороны (1980—1985), лидер партии «Фронт свободы» (1994—2001)[614] Архивная копия от 3 апреля 2020 на Wayback Machine.
- Эфендиев, Сулейман Абдурагимович (86) — советский спортсмен (вольная борьба)[615].

## 2 апреля

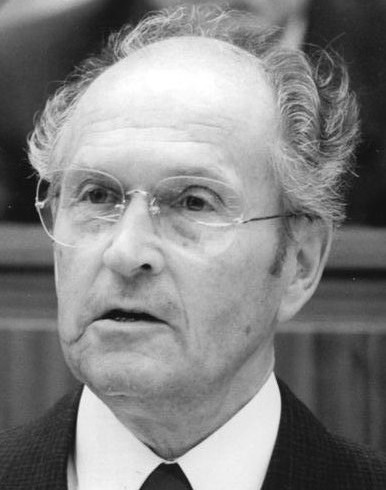
Оскар Фишер

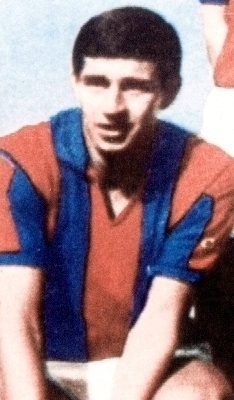
Марио Чальду

- Бенито, Грегорио (73) — испанский футболист, шестикратный чемпион Испании в составе мадридского «Реала», игрок национальной сборной[616] Архивная копия от 3 апреля 2020 на Wayback Machine.
- Борозан, Ранко (86) — югославский футболист, выступавший за белградские «Партизан» (1954—1957) и «Црвену звезду» (1957—1959)[617].
- Босуорт, Патриша (86) — американская журналистка, писательница и актриса[618].
- Грэм, Рон (93) — британский и австралийский актёр[619].
- Жакоби, Даниэль (86) — французский юрист, правозащитник и писатель, президент Международной федерации за права человека (1986—1995)[620].
- Каталла, Бернардита (62) — филиппинский дипломат, посол в Ливане (с 2017)[621].
- Кеннеди-Маккин, Мейв (40) — американский адвокат; утонула[622].
- Кометти, Дзаккария (83) — итальянский футболист («Аталанта») и тренер[623].
- Лардж, Эдди (78) — британский актёр[624].
- Маркос, Жуан (66) — бразильский футболист («Палмейрас», «Гремио»)[625].
- Пилипенко, Николай Варфоломеевич (103) — советский философ и партийный деятель, доктор философских наук (1966), профессор, заслуженный деятель науки РСФСР[626].
- Пржикрыл, Зденек (91) — чешский художник[627].
- Райс, Ханс (97) — немецко-ирландский литературовед, специалист по творчеству Гёте и немецкой политической мысли XIX века[628].
- Росси, Серджо (84) — итальянский дизайнер, основатель бренда Sergio Rossi[629].
- Рубашкин, Аарон (92) — американский раввин и бизнесмен[630].
- Совински, Арнольд (89) — французский футболист и тренер («Ланс»)[631].
- Спис, Клаудио (95) — американский композитор[632].
- Терещенко, Борис Леонидович (72) — советский и российский деятель органов внутренних дел, генерал-майор милиции, заслуженный работник МВД[633].
- Уильямс, Логан (16) — канадский актёр[634].
- Уистлер, Артур (75) — американский экоботаник[635].
- Уоткинс, Мэл (87) — канадский экономист, политический и общественный деятель[636].
- Фишер, Оскар (97) — восточногерманский государственный деятель, министр иностранных дел ГДР (1975—1990)[637] Архивная копия от 3 апреля 2020 на Wayback Machine.
- Франкленд, Уильям (108) — британский аллерголог и иммунолог[638].
- Хейберг, Астрид Нёклебю (83) — норвежский политический деятель, депутат стортинга (1985—1989 и с 2013), председатель Международной федерации обществ Красного Креста и Красного Полумесяца (1997—2001)[639].
- Хименес, Хуан (76) — аргентинский художник[640].
- Чальду, Марио (77) — аргентинский футболист[641]
- Шериф, Шамсур Рахман (80) — бангладешский государственный деятель, министр земельных ресурсов (2014—2019)[642].
- Шепперсон, Джордж (98) — британский историк[643].
- Ямадо, Кэйдзо (92) — японский марафонец, победитель Фукуокского марафона (1956)[644].

## 1 апреля
- Блажич, Бранислав (63) — сербский государственный деятель, министр охраны окружающей среды (1998—2000)[645].
- Буффман, Зев (89) — израильский и американский театральный продюсер[646].
- Валиев, Равиль Валиевич (77) — советский и российский татарский поэт и журналист[647].
- Гованс, Джеймс Лирмонт (95) — британский иммунолог, лауреат премии Вольфа (медицина) (1980), лауреат Международной премии Гайрднера (1968)[648].
- Диес-Хохлайтнер, Рикардо (91) — испанский экономист и дипломат, президент Римского клуба (1990—2000)[649].
- Доу, Брюс (90) — австралийский поэт[650].
- Дрискелл, Дэвид (88) — американский художник[651].
- Закзук, Махмуд (86) — египетский религиозный и государственный деятель, министр вакуфов (1995—2011)[652].
- Казаишвили, Ваник Терентьевич (82) — советский и грузинский криминальный авторитет[653].
- Климов, Василий Васильевич (93) — советский и российский коми-пермяцкий писатель, поэт, драматург, фольклорист[654].
- Льюис, Тони (70) — британский математик, один из изобретателей метода Дакворта — Льюиса[655].
- Марсалис, Эллис (85) — американский джазовый музыкант[656].
- Москалец, Виктор Титович (82) — советский и российский художник[657].
- Никитин, Владимир Викторович (57) — российский хоккеист с мячом, тренер по хоккею с мячом, футболу и мини-футболу[658].
- Малори, Филипп (95) — французский юрист, доктор юридических наук, профессор[659].
- Нойзюс, Флорис Михель (83) — немецкий фотограф и фотохудожник[660].
- Пассман, Ричард (94) — американский авиационный инженер и космический учёный[661].
- Пинту, Дирсеу (39) — бразильский паралимпийский боксёр, четырёхкратный чемпион Паралимпийских игр (2008, 2012)[662].
- Пиццарелли, Баки (94) — американский джазовый гитарист[663].
- Райт, Дитер (82) — немецкий органист, пианист и композитор[664].
- Рубин, Харольд (87) — израильский джазовый кларнетист[665].
- Руис Эспарса, Херардо (70) — мексиканский государственный деятель, секретарь связи и транспорта (2012—2018)[666].
- Собков, Василий Тимофеевич (75) — советский и украинский военачальник, генерал-полковник Украины (1992)[667].
- Северини, Америго (88) — итальянский велогонщик, неоднократный призёр чемпионатов мира[668].
- Тайдман, Джон (84) — британский театральный режиссёр[669].
- Хусейн, Нур Хасан (83) — сомалийский государственный деятель, премьер-министр Сомали (2007—2009)[670].
- Шалоске, Ивонн (68) — шведская актриса[671].
- Шлезингер, Адам (52) — американский певец и композитор (Fountains of Wayne), лауреат прайм-таймовой премии «Эмми» (2012, 2013, 2019)[672].
- Эпен, Бернар (83) — французский писатель[673].